# Liste der Biografien/Schwe
Liste der Biografien |
Portal Biografien |
Personensuche
# |
A |
B |
C |
D |
E |
F |
G |
H |
I |
J |
K |
L |
M |
N |
O |
P |
Q |
R |
S |
T |
U |
V |
W |
X |
Y |
Z |
?
 
Sa |
Sb |
Sc |
Sd |
Se |
Sf |
Sg |
Sh |
Si |
Sj |
Sk |
Sl |
Sm |
Sn |
So |
Sp |
Sq |
Sr |
Ss |
St |
Su |
Sv |
Sw |
Sy |
Sz
 
Sca–Sce |
Sch |
Sci–Scz
 
Scha |
Schc |
Schd |
Sche |
Schg |
Schi |
Schj |
Schk |
Schl |
Schm |
Schn |
Scho |
Schp |
Schr |
Schs |
Scht |
Schu |
Schv |
Schw |
Schy
 
Schwa |
Schwe |
Schwi |
Schwo |
Schwu |
Schwy
Die Liste der Biografien führt alle Personen auf, die in der deutschsprachigen Wikipedia einen Artikel haben. Dieses ist eine Teilliste mit 1044 Einträgen von Personen, deren Namen mit den Buchstaben „Schwe“ beginnt.

## Schwe

### Schweb
- Schwebel, Ernst August (1886–1955), deutscher Verwaltungsjurist und RichterErnst August Schwebel (1886–1955)

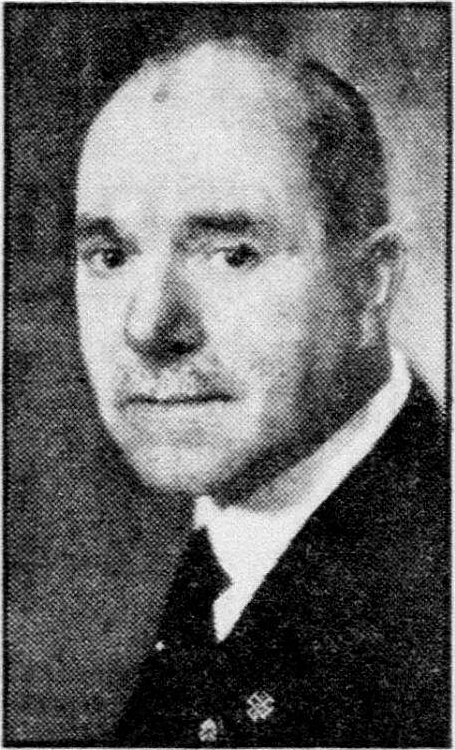
Ernst August Schwebel (1886–1955)

- Schwebel, Georg (1885–1964), Landtagsabgeordneter Volksstaat Hessen
- Schwebel, Horst (* 1940), deutscher Theologe, Sachbuchautor und Hochschullehrer
- Schwebel, Johann (1490–1540), deutscher Theologe
- Schwebel, Johann Andreas, deutscher Zeichner und Militärarchitekt in portugiesischen Diensten in Brasilien
- Schwebel, Karl Heinz (1911–1992), deutscher Historiker und Archivar
- Schwebel, Nicolaus (1713–1773), deutscher Klassischer Philologe, Dichter und Pädagoge
- Schwebel, Oskar (1845–1891), deutscher Theologe, Chronist und Heimatforscher
- Schwebel, Otto (1903–1976), deutscher Politiker (NSDAP), MdR
- Schwebel, Stephen Myron (* 1929), amerikanischer Jurist und Präsident des Internationalen Gerichtshofs
- Schwebel, Thomas (* 1959), deutscher Musiker und Drehbuchautor
- Schwebell, Gertrude Clorius (* 1901), deutsch-amerikanische Übersetzerin und Herausgeberin
- Schweber, Silvan S. (1928–2017), US-amerikanischer Physiker
- Schwebes, Paul (1902–1978), deutscher Architekt
- Schwebinghaus, Eugen (1906–1944), deutscher Kommunist und Widerstandskämpfer
- Schwebler, Robert (1926–2012), deutscher Volkswirt und Versicherungswissenschaftler
- Schweblin, Samanta (* 1978), argentinische Schriftstellerin
- Schwebs, Birgit (* 1962), deutsche Politikerin (Die Linke), MdL

### Schwec
- Schwechheimer, Thomas (* 1960), deutscher Amateurfußballspieler
- Schwechlen, Léo (* 1989), französischer Fußballspieler
- Schwecht, Ludwig (1887–1960), deutscher Offizier, Gutsbesitzer und Politiker (DNVP), MdR, MdL
- Schwechten, Franz (1841–1924), deutscher ArchitektFranz Schwechten (1841–1924)

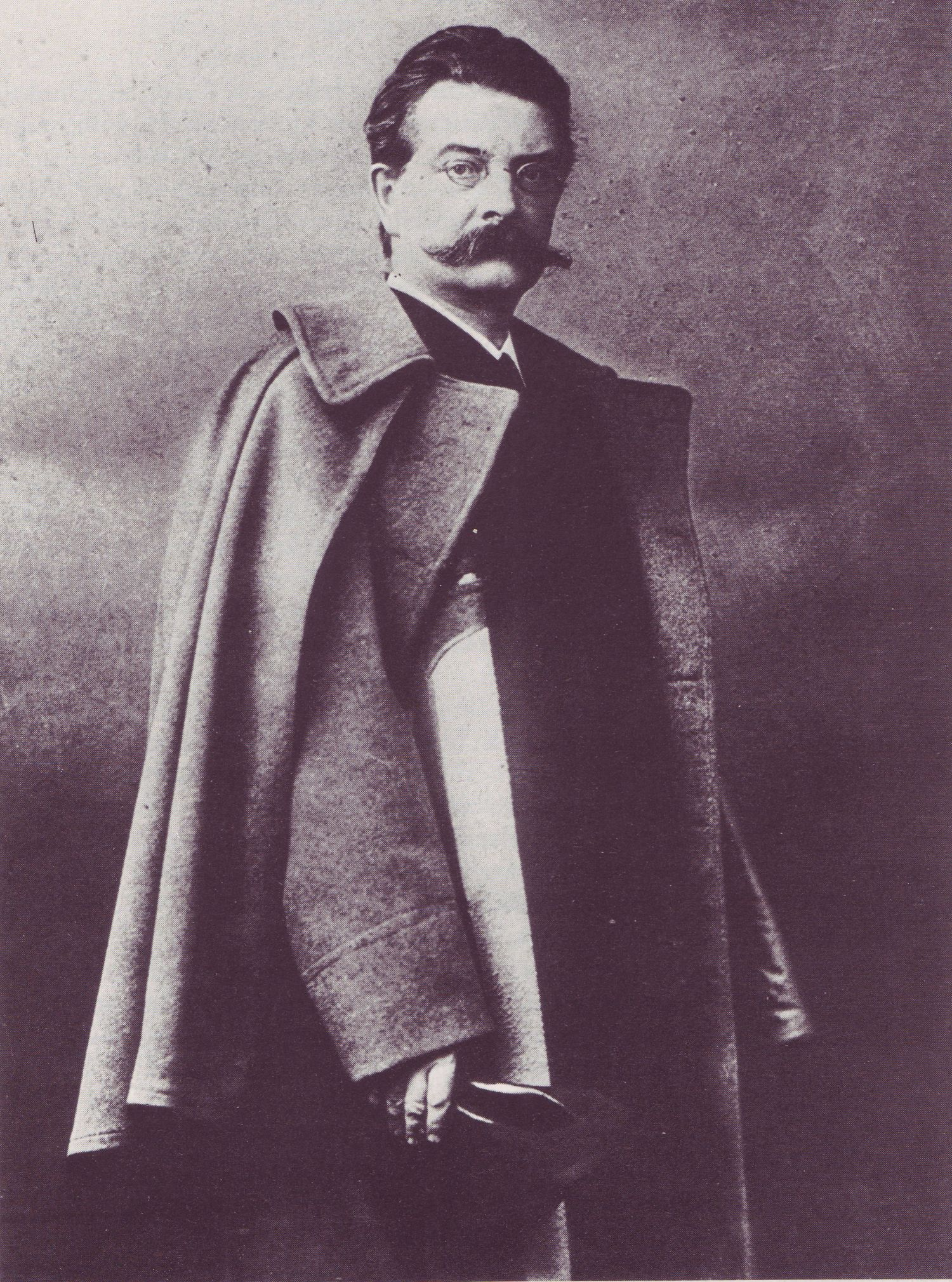
Franz Schwechten (1841–1924)

- Schwechten, Friedrich Wilhelm (1796–1879), deutscher Kupferstecher und Maler
- Schwechten, G. (1827–1902), deutscher Klavierbauer
- Schwecke, Wilhelm (1855–1949), deutscher und oldenburgischer politisch aktiver Rektor
- Schweckendieck, Carl (1843–1906), Jurist und Wirklicher Geheimer Oberregierungsrat im preußischen Ministerium für öffentliche Arbeiten
- Schweckendieck, Ernst (1849–1936), deutscher Kaufmann, Montan-Manager und Politiker
- Schweckendieck, Heinrich Wilhelm (1811–1891), deutscher Gymnasiallehrer und Gymnasialschulleiter in Emden

### Schwed
- Schwed, Alexei Wiktorowitsch (* 1988), russischer Basketballspieler
- Schwed, Marjan (* 1997), ukrainischer Fußballspieler
- Schwed, Paul (1902–1956), deutscher Schauspieler
- Schweda, Heidrun (1960–2020), deutsche Theater-Schauspielerin
- Schweda, Mark (* 1975), deutscher Mediziner und Philosoph
- Schweda, Otto (1919–2011), österreichischer Politiker (SPÖ), Landtagsabgeordneter, Mitglied des Bundesrates
- Schweda, Paul (1930–2010), österreichischer Fußballspieler
- Schweda, Peter (* 1990), österreichischer Eishockeyspieler
- Schweda, Raphael (* 1976), deutscher Radrennfahrer
- Schwedau, Ihar (* 1987), belarussischer Eishockeyspieler
- Schwedawa, Anastassija (* 1979), russisch-belarussische Leichtathletin
- Schwede, Alfred Otto (1915–1987), deutscher Schriftsteller und Übersetzer
- Schwede, Arnold (1937–2020), deutscher Numismatiker und Buchautor
- Schwede, Bianka (* 1953), deutsche Ruderin
- Schwede, Franz (1888–1960), deutscher Politiker (NSDAP), MdRFranz Schwede (1888–1960)

Franz Schwede (1888–1960)

- Schwede, Hans-Hermann (* 1938), deutscher Brigadegeneral des Heeres der Bundeswehr
- Schwede, Peter, deutscher Boxer
- Schwede, Robert (1806–1871), baltischer Bildnis- und Landschaftsmaler
- Schwede, Theodor (* 1819), deutsch-baltischer Landschaftsmaler
- Schwede, Tobias (* 1994), deutscher Fußballspieler
- Schwede, Torsten (* 1967), deutscher Bioinformatiker und Professor am Biozentrum der Universität Basel, Schweiz
- Schwedeler, Constanze (1876–1962), deutsche Malerin, Grafikerin
- Schwedenstein, Friedrich (1770–1799), deutscher Maler
- Schweder, Alex (* 1970), amerikanischer Installations- und Objektkünstler
- Schweder, Alfred (1911–1992), deutscher SS-Führer und Jurist
- Schweder, Christl (* 1936), deutsche Politikerin (CSU), MdL
- Schweder, Christoph Hermann von (1678–1741), deutscher Jurist
- Schweder, Gabriel (1648–1735), deutscher Rechtsgelehrter
- Schweder, Katja (* 1980), deutsche WeinköniginKatja Schweder (* 1980)

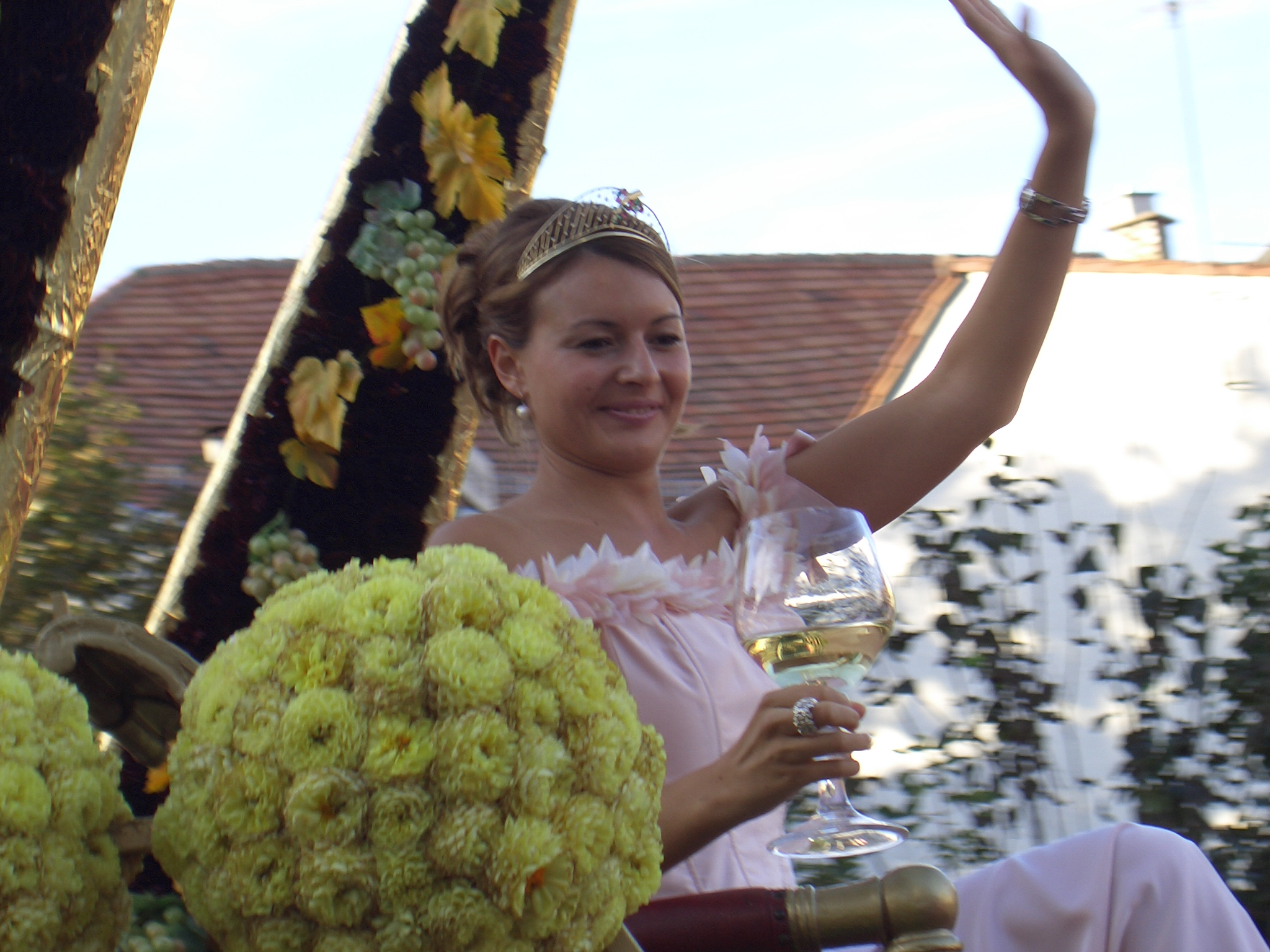
Katja Schweder (* 1980)

- Schweder, Kurt (1924–2003), deutscher Graveur und Heraldiker
- Schweder, Marcel (* 1971), deutscher Komponist
- Schweder, Paul (1875–1965), deutscher Journalist
- Schweder-Schreiner, Karin von (* 1943), deutsche Übersetzerin aus dem Portugiesischen
- Schweder-Schreiner, Nicolai von (* 1967), deutscher Übersetzer und Musiker
- Schwedes, Johanna (* 1979), deutsche Schriftstellerin
- Schwedes, Jörg (1938–2018), deutscher Verfahrenstechniker und Universitätsprofessor
- Schwedes, Oliver (* 1967), deutscher Mobilitätswissenschaftler und HochschulprofessorOliver Schwedes (* 1967)

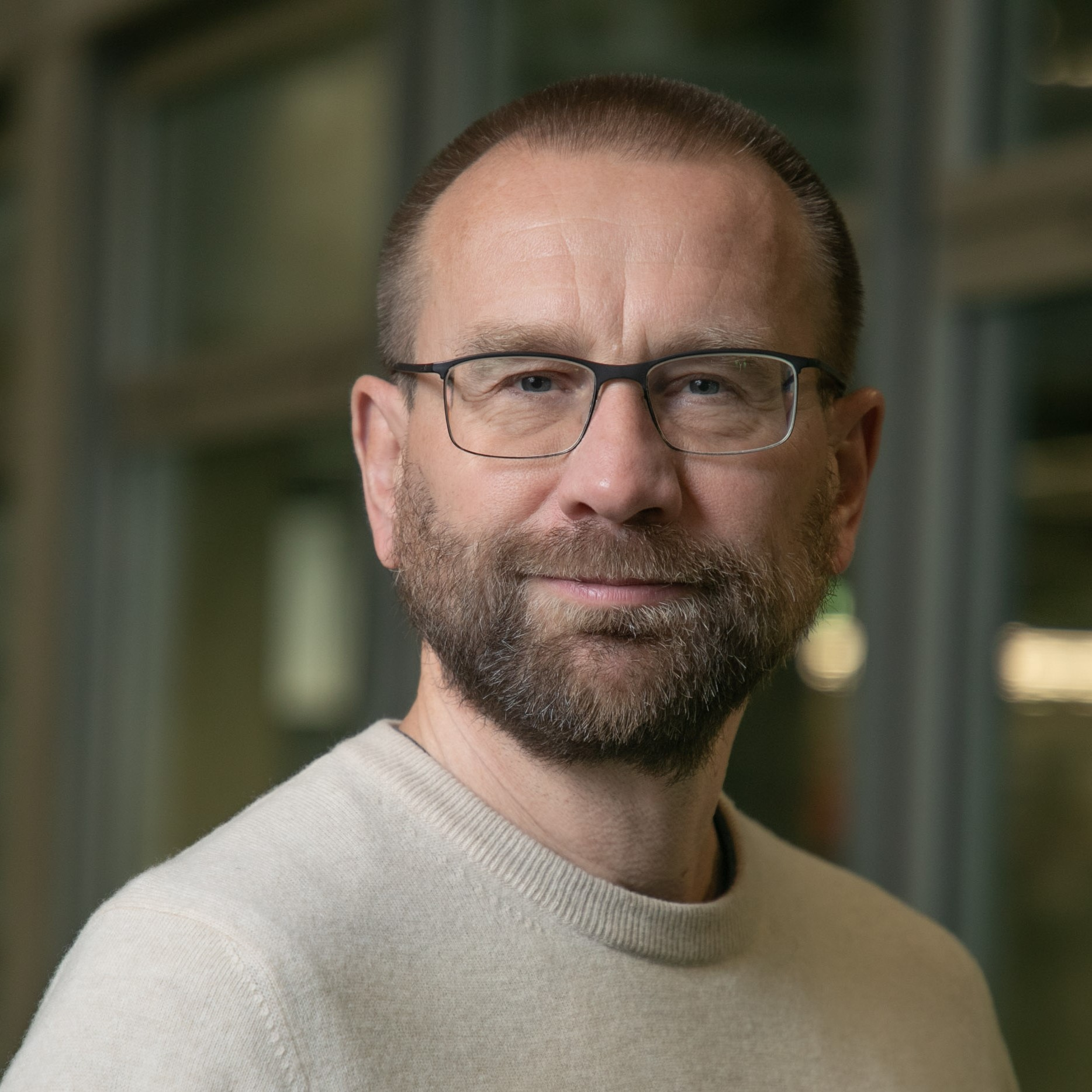
Oliver Schwedes (* 1967)

- Schwedes, Theodor (1788–1882), kurhessischer Finanzminister
- Schwedhelm, Hans (* 1894), deutscher Ingenieur und Kommunalpolitiker (NSDAP)
- Schwedhelm, Karl (1891–1981), deutscher Diakon und Posaunist, Landesposaunenwart in Mecklenburg
- Schwedhelm, Karl (1915–1988), deutscher Literaturjournalist, Lyriker, Übersetzer, Essayist und Herausgeber
- Schwediauer, Franz Xaver (1748–1824), österreichischer Arzt (Venerologe)
- Schwediauer, Josef (1868–1930), österreichischer Politiker (CS), Landtagsabgeordneter
- Schwediauer, Wilhelm (1894–1976), österreichischer Politiker und Beamter
- Schwedka, Gerhard (1913–1988), deutscher Politiker (SED) und Gewerkschafter (FDGB)
- Schwedler, Alexander von (* 1980), chilenischer Fußballspieler
- Schwedler, Gerald (* 1975), deutscher Historiker
- Schwedler, Hans (1878–1945), deutscher SS-Brigadeführer und Generalmajor der Waffen-SS
- Schwedler, Jens (* 1968), deutscher Radsportler
- Schwedler, Johann Christoph (1672–1730), deutscher evangelisch-lutherischer Theologe, pietistischer Pastor, Autor und Kirchenlieddichter
- Schwedler, Johann Wilhelm (1823–1894), deutscher Bauingenieur und Konstrukteur, preußischer Baubeamter
- Schwedler, Karl (1902–1970), deutscher Jazzsänger
- Schwedler, Leo (1903–1973), deutscher Kameramann
- Schwedler, Maximilian (1853–1940), deutscher Flötist und Flötenbauer
- Schwedler, Rolf (1914–1981), deutscher Politiker (SPD), MdA, MdB, Berliner Senator
- Schwedler, Theo (* 1922), deutscher Handballspieler
- Schwedler, Viktor von (1885–1954), deutscher General der Infanterie im Zweiten Weltkrieg
- Schwedler, Wilhelm (1872–1936), deutscher Journalist und Schriftsteller
- Schwedler, Willy (1894–1945), deutscher Fußballspieler
- Schwedowa, Jaroslawa (* 1987), kasachische Tennisspielerin
- Schwedowa, Natalija Juljewna (1916–2009), sowjetische bzw. russische Linguistin und Hochschullehrerin
- Schwedt, Georg (* 1943), deutscher Chemiker
- Schwedt, Herbert (1934–2010), deutscher Volkskundler
- Schwedt, Herman H. (1935–2025), deutscher Kirchenhistoriker

### Schwee
- Schweeger, Elisabeth (* 1954), österreichische Literaturwissenschaftlerin, Kulturmanagerin und Intendantin
- Schweeger-Hefel, Annemarie (1916–1991), österreichische Ethnologin
- Schween, Astrid (* 1964), US-amerikanische Cellistin und Musikpädagogin
- Schween, Hans (1813–1869), deutscher Pädagoge und Parlamentarier
- Schweer, Carl-Stephan (* 1963), deutscher Rechtsanwalt
- Schweer, Joseph (1933–2022), deutscher Verwaltungsjurist und Rechtsanwalt
- Schweers, Herbert (* 1947), deutscher Fußballtorhüter
- Schweers, Kerstin (* 1965), deutsche Schauspielerin
- Schweers, Lion (* 1996), deutscher Fußballspieler
- Schweers, Verena (* 1989), deutsche FußballspielerinVerena Schweers (* 1989)

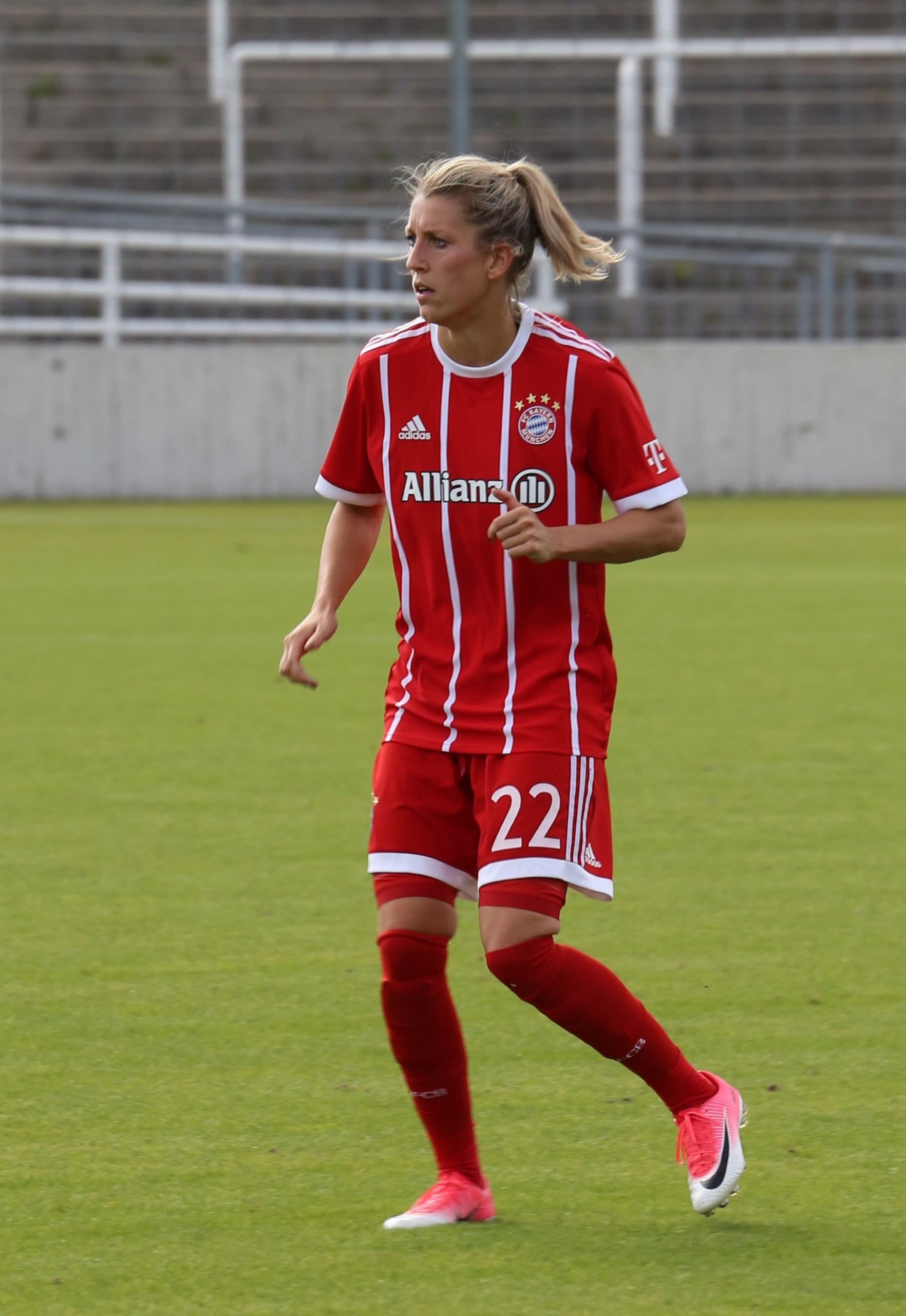
Verena Schweers (* 1989)

- Schweertman, Piëdro (* 1983), niederländischer Squashspieler

### Schwef
- Schwefel, Detlef (* 1942), deutscher Gesundheitssystemforscher und Entwicklungssoziologe
- Schwefel, Hans-Paul (* 1940), deutscher Informatiker und Hochschullehrer
- Schwefel, Michelle (* 1964), deutsche Autorin
- Schwefel, Norbert (* 1960), deutscher Musiker und Produzent
- Schwefer, Theodor (1930–2015), deutscher Politiker (CDU), MdL
- Schweffel IV., Johann (1825–1910), deutscher Kaufmann
- Schweffel, Johann Hinrich II. (1751–1808), deutscher Kaufmann
- Schweffel, Johann I. (1720–1792), deutscher Kaufmann
- Schweffel, Johann III. (1796–1865), Kieler Unternehmer und Politiker

### Schweg
- Schwegel, Josef von (1836–1914), österreichischer Politiker; Abgeordneter zum Abgeordnetenhaus
- Schwegelin, Anna Maria (1729–1781), Dienstmagd und letzte „Hexe“, die auf dem Gebiet des heutigen Deutschlands zum Tode verurteilt wurde, Urteil wurde nicht vollstreckt
- Schweger, Helmut (* 1959), deutscher Fußballspieler
- Schweger, Peter P. (1935–2022), deutscher Architekt
- Schwegerle, Hans (1882–1950), deutscher Bildhauer und Medailleur
- Schwegler, Albert (1819–1857), deutscher Theologe, Philosoph und Historiker
- Schwegler, Christian (* 1970), deutscher Facharzt für Psychiatrie und Psychotherapie, Facharzt für Allgemeinmedizin und Arzt für Traditionelle Chinesische Medizin
- Schwegler, Christian (* 1984), Schweizer Fussballspieler
- Schwegler, Christoph (* 1946), Schweizer Sprecher und Moderator
- Schwegler, Florian (* 2000), deutscher Journalist und Fernsehmoderator
- Schwegler, Fritz (1935–2014), deutscher Künstler, Maler, Zeichner, Bildhauer, Schriftsteller und Musiker
- Schwegler, Johann (1820–1903), österreichischer Kaffeesieder, Lokalpolitiker und Person des österreichischen Genossenschaftswesens
- Schwegler, Karl (* 1902), Schweizer Ruderer
- Schwegler, Lorenz (* 1944), deutscher Gewerkschafter
- Schwegler, Marquard, deutscher Bildschnitzer der Sakralkunst in Mittelschwaben
- Schwegler, Pirmin (* 1987), Schweizer FussballspielerPirmin Schwegler (* 1987)

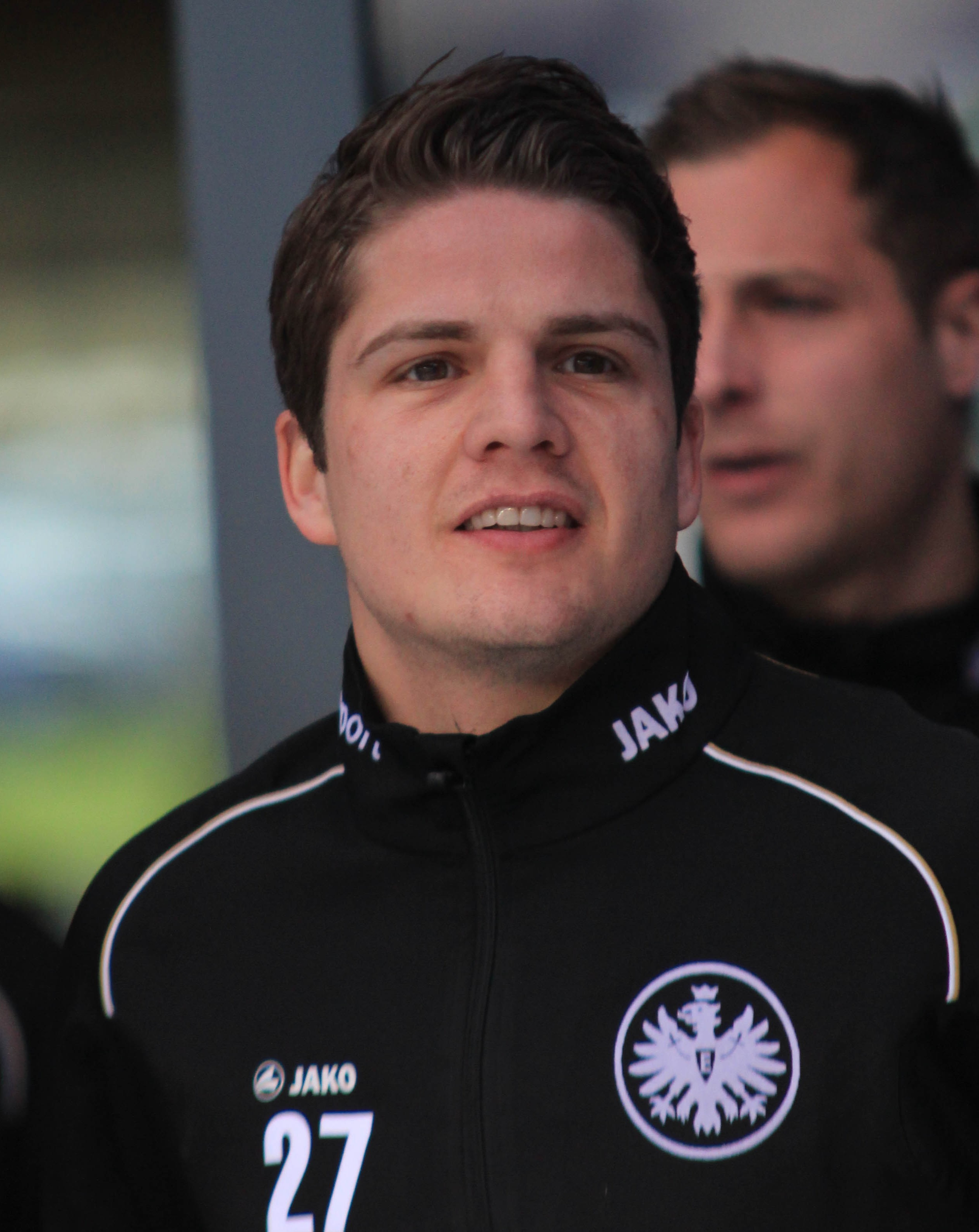
Pirmin Schwegler (* 1987)

- Schwegler, Roland (* 1982), Schweizer Fußballspieler
- Schwegler, Silvan (* 2003), Schweizer Fußballspieler
- Schwegler, Theodor (1887–1967), Schweizer Ordensgeistlicher und Hochschullehrer
- Schwegler, Xaver (1832–1902), Schweizer Maler und Lithograf
- Schwegman, Marjan (* 1951), niederländische Historikerin
- Schwegmann, Alfons (* 1942), deutscher Politiker (SPD), MdL
- Schwegmann, Martin (* 1975), deutscher Architekt, Stadtforscher und Aktivist
- Schwegmann, Melinda (* 1946), US-amerikanische Politikerin
- Schwegmann-Fielding, Anne (* 1967), englische Bildhauerin

### Schweh
- Schweher, Christoph († 1593), deutschböhmischer Gymnasiallehrer, römisch-katholischer Geistlicher, Verfasser geistlicher Lieder
- Schwehm, Erwin (* 1949), deutscher Fußballspieler
- Schwehm, Günter (1926–1987), deutscher Politiker (CDU), Jurist und Landrat
- Schwehm, Oliver (* 1975), deutscher Dokumentarfilmer
- Schwehr, Cornelius (* 1953), deutscher Komponist
- Schwehr, Marcel (* 1966), deutscher Politiker (CDU), MdL

### Schwei

#### Schweib
- Schweiberer, Birgit (* 1961), deutsche Karateka und Bhikkhuni
- Schweiberer, Leonhard (1930–2017), deutscher Chirurg und alpiner Skirennläufer
- Schweiberer, Thomas (* 1965), deutscher Theater- und Filmschauspieler

#### Schweic
- Schweich, Carl (1823–1898), deutscher Landschaftsmaler
- Schweichel, Robert (1821–1907), deutscher Schriftsteller
- Schweicher, Curt (1908–1988), deutscher Kunsthistoriker und Museumsdirektor
- Schweickard, Wolfgang (* 1954), deutscher Romanist und Lexikograf
- Schweickardt, Ignaz (1811–1858), deutscher Küfer und Gründer einer Sektkellerei
- Schweickart, Johann Adam (1722–1787), deutscher Zeichner und Kupferstecher
- Schweickart, Karl Christian (1769–1839), Landtagsabgeordneter Großherzogtum Hessen
- Schweickart, Nikolaus (* 1943), deutscher Manager
- Schweickart, Rusty (* 1935), US-amerikanischer AstronautRusty Schweickart (* 1935)

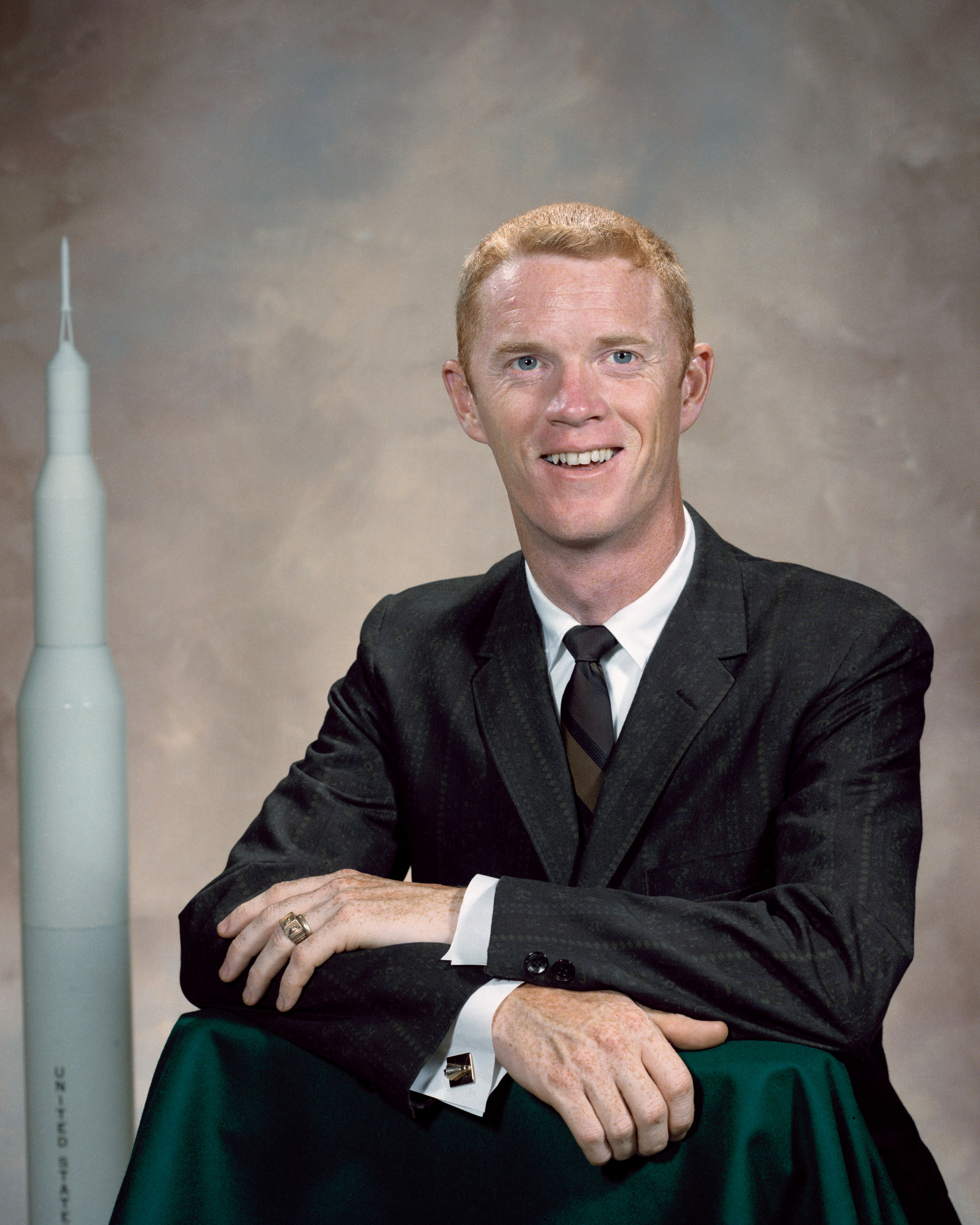
Rusty Schweickart (* 1935)

- Schweicker, Georg († 1563), Weihbischof in Speyer
- Schweicker, Thomas (1541–1602), deutscher, armloser Kunstschreiber
- Schweickerdt, Herold Georg Wilhelm Johannes (1903–1977), südafrikanischer Botaniker deutscher Abstammung
- Schweickert, Erik (* 1972), deutscher Önologe, Hochschullehrer und Politiker (FDP), MdB, MdL
- Schweickert, Hermann (1885–1962), deutscher Fußballspieler
- Schweickert, Ludwig (1915–1943), deutscher Ringer
- Schweickert, Walter Karl (1908–1992), deutscher Hörspielautor und Schriftsteller
- Schweickhard, Georg († 1616), deutscher Universitätsrektor und Generalvikar
- Schweickhard, Karl-Friedrich (1883–1968), deutscher Generals der Flieger
- Schweickhardt, Alfred (1895–1945), Lehrer und Funktionär der NSDAP
- Schweickhardt, Eduard (1805–1868), deutscher Ökonom, Hochschullehrer und Politiker
- Schweickhardt, Franz Xaver (1794–1858), österreichischer Historiker und Topograph
- Schweickhardt, Heinrich (1862–1919), deutscher Kaufmann und Politiker (DtVP, DDP), MdR
- Schweickhardt, Stéphane (* 1960), Schweizer Langstreckenläufer
- Schweickher, Heinrich (1526–1579), schwäbischer Kartograph

#### Schweid
- Schweida, Elvira (* 1870), ungarische Opernsängerin (Sopran)
- Schweidler, Egon (1873–1948), österreichischer Physiker
- Schweidler, Walter (* 1957), deutscher Philosoph
- Schweidler, Wilhelm (1805–1877), österreichischer Jurist und Politiker, Mitglied der Frankfurter Nationalversammlung
- Schweidnitz, Johannes Hoffmann von († 1451), deutscher Theologe (katholisch), Rektor der Universitäten Prag und Leipzig, Bischof von Meißen (1427–1451)
- Schweidtmann, Yvonne (* 1959), deutsche bildende Künstlerin

#### Schweie
- Schweier, Hannah (* 1980), deutsche Filmregisseurin
- Schweier, Ulrich, deutscher Slawist und Hochschullehrer

#### Schweif
- Schweifer, Paul (1914–1941), österreichischer Boxer

#### Schweig
- Schweig, Eric (* 1967), kanadischer Schauspieler
- Schweig, Friedrich (1874–1964), Landtagsabgeordneter
- Schweig, Joseph (1850–1923), deutscher Glasindustrieller und Politiker
- Schweigaard Selmer, Elisabeth (1923–2009), norwegische konservative Politikerin und Juristin
- Schweigaard, Anton Martin (1808–1870), norwegischer Jurist, Ökonom und Politiker, Mitglied des Storting
- Schweigaard, Christian Homann (1838–1899), norwegischer konservativer Politiker, Mitglied des Storting, Stadtverordnetenvorsteher in Christiania
- Schweigard, Jörg (* 1969), deutscher Historiker und Journalist
- Schweigart, Hans Adalbert (1900–1972), deutscher Chemiker und Ernährungswissenschaftler
- Schweigart, Jonas (* 1996), deutscher Handballspieler
- Schweigel, Andreas († 1636), deutscher Jurist und kurfürstlicher Vogt
- Schweigel, Andreas (1735–1812), mährischer Bildhauer
- Schweigel, Lutz (* 1972), deutscher Fernsehdarsteller
- Schweigen, Tomas (* 1977), österreichischer Theaterregisseur
- Schweiger, Alois (1861–1918), österreichischer Politiker
- Schweiger, Andreas (1953–2018), deutscher Biathlet
- Schweiger, Andreas (* 1965), deutscher Boxer
- Schweiger, Andreas (* 1976), deutscher Koch
- Schweiger, Arthur (1946–2006), Schweizer Physiker
- Schweiger, Christoph (* 1965), österreichischer Rennrodler und Rennrodelfunktionär
- Schweiger, Christoph (2001–2023), deutscher Wettkampfkletterer
- Schweiger, Dana (* 1968), US-amerikanische Moderatorin und ehemaliges ModelDana Schweiger (* 1968)

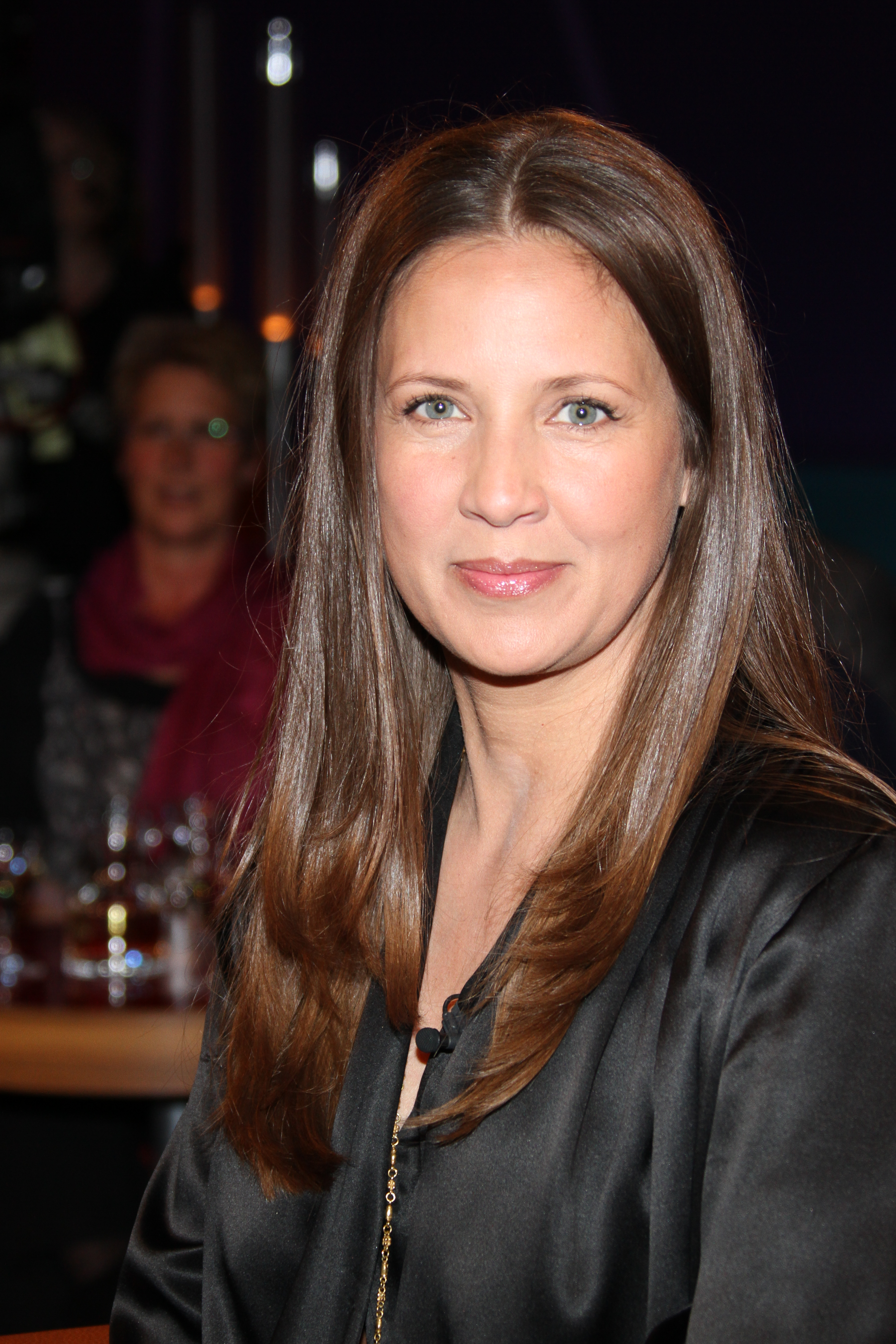
Dana Schweiger (* 1968)

- Schweiger, Dieter (* 1958), deutscher Obst- und Gemüsehändler, Fernsehmoderator, Autor und Münchner Original
- Schweiger, Emma (* 1998), deutsche Eishockeyspielerin
- Schweiger, Emma (* 2002), deutsch-US-amerikanische Schauspielerin
- Schweiger, Fritz (* 1942), österreichischer Mathematiker
- Schweiger, Georg (* 1927), deutscher Fußballspieler
- Schweiger, Günter (* 1941), österreichischer Betriebswirtschaftler; ordentlicher Universitätsprofessor an der Wirtschaftsuniversität Wien
- Schweiger, Gunter (* 1953), deutscher Ingenieur und Professor
- Schweiger, Hans (* 1949), deutscher Tierfilmer
- Schweiger, Hans-Georg (1927–1986), deutscher Zellbiologe
- Schweiger, Harald (1927–2009), österreichischer Zoologe
- Schweiger, Heinrich (1931–2009), österreichischer Schauspieler
- Schweiger, Herbert (1924–2011), österreichischer rechtsextremer Publizist
- Schweiger, Josef (1920–1977), österreichischer Politiker (SPÖ), Mitglied des Bundesrates
- Schweiger, Katrin (* 1987), deutsche Komponistin, Sängerin, Dirigentin, Musikproduzentin, Texterin und Musikpädagogin
- Schweiger, Kurt (* 1934), österreichischer Radrennfahrer
- Schweiger, Leon (* 2002), estnisch-deutscher Floorballspieler
- Schweiger, Lilli (* 1998), deutsche Schauspielerin
- Schweiger, Luna (* 1997), deutsche SchauspielerinLuna Schweiger (* 1997)

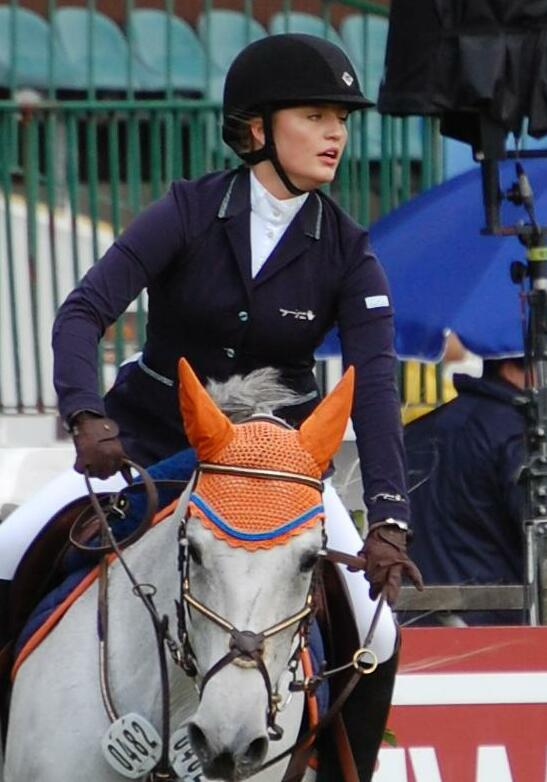
Luna Schweiger (* 1997)

- Schweiger, Markus, deutscher Eissportler
- Schweiger, Markus (* 2002), deutscher Eishockeyspieler
- Schweiger, Martin (1911–1990), deutscher Politiker (BP, CSU), Mdl Bayern und Landrat
- Schweiger, Martin (* 1978), deutscher Eishockeyspieler
- Schweiger, Miriam (* 1994), deutsche Schauspielerin
- Schweiger, Nik (* 1965), deutscher Innenarchitekt und Designer
- Schweiger, Patrick (* 1990), österreichischer Skirennläufer
- Schweiger, Peter (1894–1980), deutscher Claretiner und Generaloberer des Ordens
- Schweiger, Rita (* 1943), deutsche Politikerin (CSU), MdL
- Schweiger, Rolf (1945–2025), Schweizer Rechtsanwalt und Politiker
- Schweiger, Stepha, deutsche Komponistin, Musikerin und Sängerin
- Schweiger, Susanne (* 1953), österreichische Schauspielerin
- Schweiger, Sylvia (* 1959), österreichische Skilangläuferin
- Schweiger, Tanja (* 1978), deutsche Politikerin (Freie Wähler), MdL
- Schweiger, Til (* 1963), deutscher Schauspieler und FilmemacherTil Schweiger (* 1963)

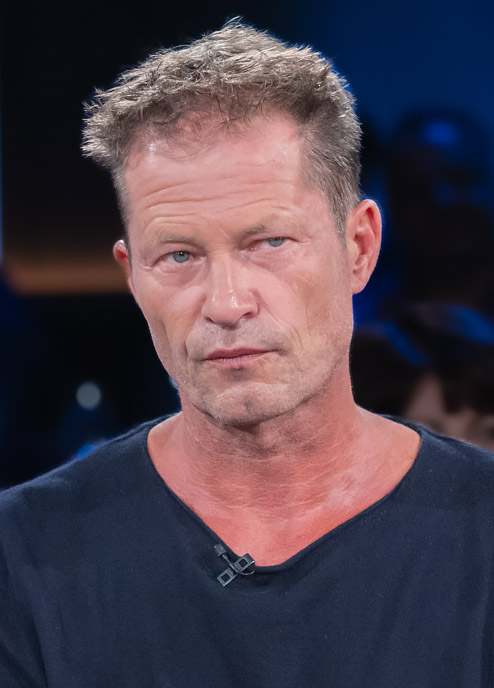
Til Schweiger (* 1963)

- Schweiger, Tobias (* 1990), österreichischer kommunistischer Politiker
- Schweiger, Torsten (* 1968), deutscher Politiker (CDU), MdB
- Schweiger, Ulrike (* 1969), österreichische Drehbuchautorin, Regisseurin, Filmproduzentin und dramaturgische Beraterin
- Schweiger, Valentin (1900–1990), deutscher Pädagoge und Politiker (SPD)
- Schweiger, Vincent (* 1996), österreichischer Handballspieler
- Schweiger, Werner J. (1949–2011), österreichischer Kunsthistoriker und Publizist
- Schweiger, Wolfgang (* 1951), deutscher Schriftsteller
- Schweiger, Wolfgang (* 1968), deutscher Kommunikationswissenschaftler
- Schweiger-Lerchenfeld, Amand von (1846–1910), österreichischer Reisender, Schriftsteller und Offizier
- Schweigerer, Lothar (* 1953), deutscher Kinderarzt, Onkologe
- Schweigert, Albert († 2004), deutscher Boxer
- Schweigert, Christoph (* 1966), deutscher Mathematiker und Physiker
- Schweigert, Eberhard (1942–2004), deutscher Maler und Kunstpädagoge
- Schweigert, Florian J. (* 1958), deutscher Ernährungswissenschaftler und Hochschullehrer
- Schweigert, Günter (* 1964), deutscher Paläontologe
- Schweigert, Horst (1940–2025), österreichischer Kunsthistoriker
- Schweigert, Oliver (* 1968), deutscher Rechtsextremist
- Schweigert, Stefan (* 1962), deutscher Fagottist
- Schweigert, Thomas F. (1917–2001), US-amerikanischer Politiker
- Schweigger, August Friedrich (1783–1821), deutscher Naturforscher
- Schweigger, Friedrich Christian Lorenz (1743–1802), deutscher lutherischer, Theologe und Hochschullehrer
- Schweigger, Georg (1613–1690), deutscher Bildhauer, Skulpteur und Medailleur
- Schweigger, Georg Wilhelm († 1768), preußischer Kaufmann und Bankier
- Schweigger, Johann Salomo Christoph (1779–1857), deutscher Physiker und Chemiker
- Schweigger, Karl (1830–1905), deutscher Augenarzt
- Schweigger, Salomon (1551–1622), evangelischer Prediger und Orientreisender
- Schweigger-Seidel, Franz Wilhelm (1795–1838), deutscher Mediziner und Chemiker
- Schweiggert, Alfons (* 1947), deutscher Schriftsteller und Illustrator
- Schweighard, Josef (1821–1874), österreichischer Pfarrer und Politiker, Landtagsabgeordneter
- Schweighart, Hans (1894–1934), deutscher Fememörder und SA-FührerHans Schweighart (1894–1934)

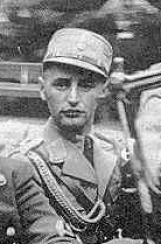
Hans Schweighart (1894–1934)

- Schweighäuser, Johann Gottfried (1776–1844), elsässischer Altphilologe, Archäologe und Kunsthistoriker
- Schweighäuser, Johannes (1742–1830), elsässischer Klassischer Philologe
- Schweighauser, Philipp (* 1971), Schweizer Literaturwissenschaftler
- Schweighofer, Anton (1930–2019), österreichischer Architekt
- Schweighofer, Bettina (* 1975), österreichische Grasskiläuferin
- Schweighofer, Erich (* 1960), österreichischer Rechtswissenschaftler
- Schweighofer, Felix (1842–1912), österreichischer Schauspieler und Operettensänger
- Schweighofer, Florian (* 2003), österreichischer Golfer
- Schweighöfer, Gitta (* 1954), deutsche Schauspielerin
- Schweighöfer, Götz (1960–2021), deutscher Schauspieler
- Schweighöfer, Joachim (1936–2023), deutscher Schauspieler
- Schweighofer, Josef (1866–1928), österreichischer Psychiater
- Schweighofer, Josef (1910–2010), österreichischer Politiker (SPÖ)
- Schweighöfer, Karl (1827–1878), Mitglied des Nassauischen Kommunallandtags
- Schweighöfer, Kerstin (* 1960), deutsche Journalistin und Autorin
- Schweighofer, Lukas (* 1986), österreichischer Fernseh- und Radiomoderator
- Schweighofer, Lukas (* 1992), österreichischer Handballspieler
- Schweighöfer, Matthias (* 1981), deutscher Schauspieler, Synchronsprecher, Filmregisseur, Filmproduzent und SängerMatthias Schweighöfer (* 1981)

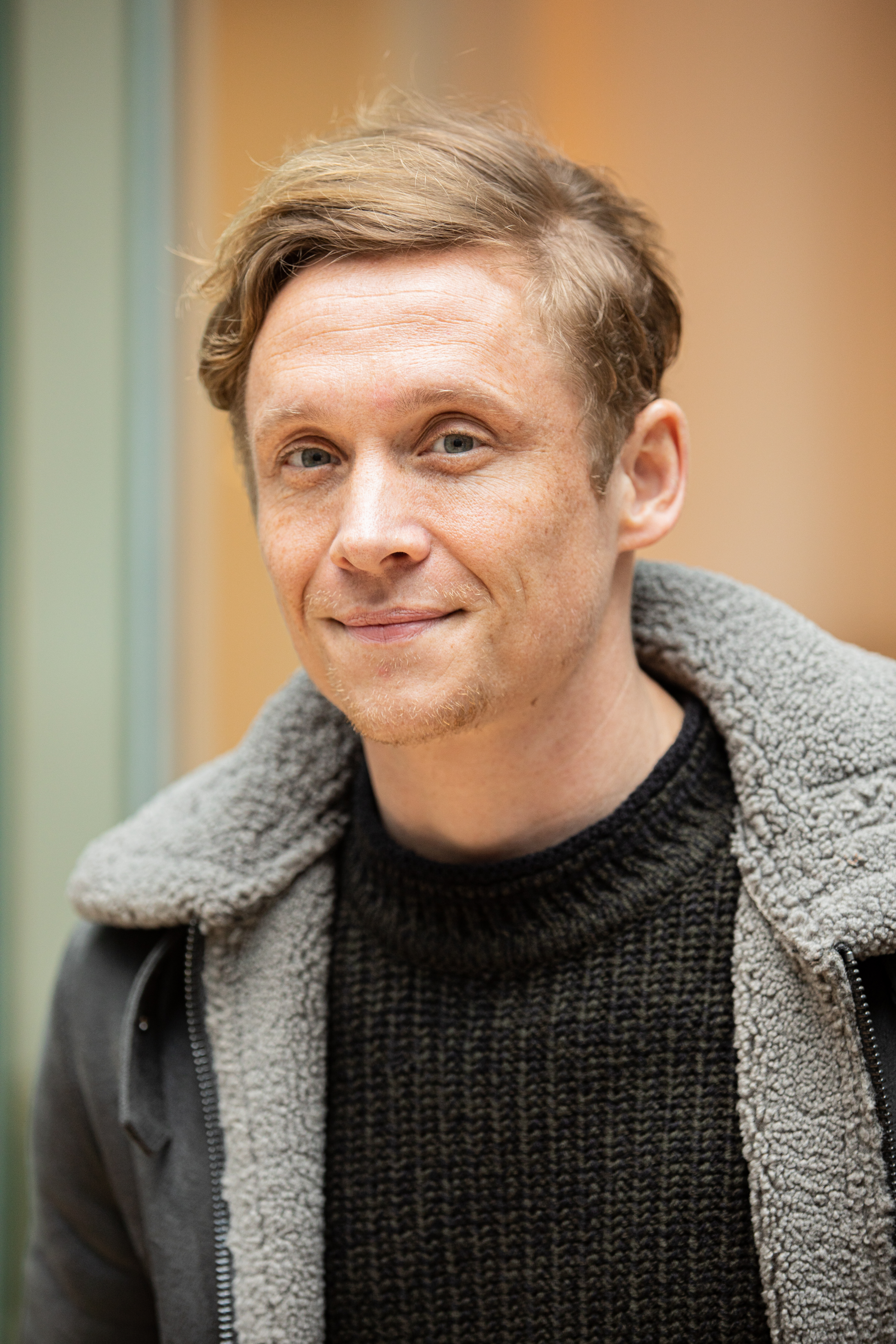
Matthias Schweighöfer (* 1981)

- Schweighöfer, Michael (* 1952), deutscher Schauspieler
- Schweighofer, Pauline (1866–1940), österreichische Schauspielerin
- Schweighöfer, Rolf (* 1939), deutscher Fußballspieler
- Schweighöfer, Willy (1906–1980), deutscher Kulturschaffender
- Schweigkofler, Johann (* 1957), österreichischer Politiker (SPÖ), Bundesrat
- Schweigkofler, Manfred (* 1962), italienischer Sänger und Schauspieler (Südtirol)
- Schweigl, Erna (* 1981), italienische Naturbahnrodlerin
- Schweigl, Joseph (1894–1964), österreichischer Jesuit und Theologe
- Schweigler, Gebhard (1943–2023), deutscher Politikwissenschaftler und Hochschullehrer
- Schweigler, Peter (1930–1989), deutscher Bibliothekar
- Schweigmann, Janna (* 2002), deutsche Volleyballspielerin
- Schweigmann-Greve, Kay (* 1962), deutscher Justiziar, Übersetzer und Autor

#### Schweih
- Schweihs, Frank (1932–2008), deutsch-amerikanischer MafiosoFrank Schweihs (1932–2008)

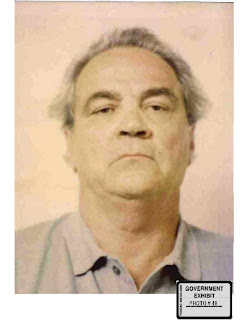
Frank Schweihs (1932–2008)

#### Schweik
- Schweikard, Dieter (* 1942), deutscher Kammersänger
- Schweikardt, Günter (* 1948), deutscher Handballspieler, -trainer und -manager
- Schweikardt, Jürgen (* 1980), deutscher Handballspieler, -trainer und -manager
- Schweikardt, Michael (* 1983), deutscher Handballspieler und -trainer
- Schweikart, Eva (* 1959), deutsche Übersetzerin
- Schweikart, Ferdinand Karl (1780–1857), deutscher Jurist und Mathematiker
- Schweikart, Hans (1895–1975), deutscher Regisseur und Schauspieler
- Schweikart, Karl Gottlieb (1772–1855), österreichischer Porträtmaler
- Schweiker, Hans-Christian, deutscher Cellist und Hochschullehrer
- Schweiker, Mark S. (* 1953), US-amerikanischer Politiker
- Schweiker, Richard (1926–2015), US-amerikanischer Politiker der Republikanischen Partei
- Schweiker, Wilhelm Jakob (1859–1927), schwäbischer Heimatforscher
- Schweikert, David (* 1962), US-amerikanischer Politiker der Republikanischen Partei
- Schweikert, Frank (* 1963), deutscher Journalist und Umweltaktivist
- Schweikert, Georg August Benjamin (1774–1845), deutscher Mediziner und Pionier der Homöopathie
- Schweikert, Johann Gustav (1816–1903), deutscher Mediziner und Homöopath
- Schweikert, Julius (1807–1876), deutscher Mediziner und Pionier der Homöopathie
- Schweikert, Lieselotte (1937–2020), deutsche Politikerin (FDP), MdL
- Schweikert, Margarete (1887–1957), deutsche Komponistin, Violinistin, Pianistin, Geigenlehrerin und Musikkritikerin
- Schweikert, Rudi (1952–2024), deutscher Schriftsteller und Publizist
- Schweikert, Ruth (1964–2023), Schweizer SchriftstellerinRuth Schweikert (1964–2023)

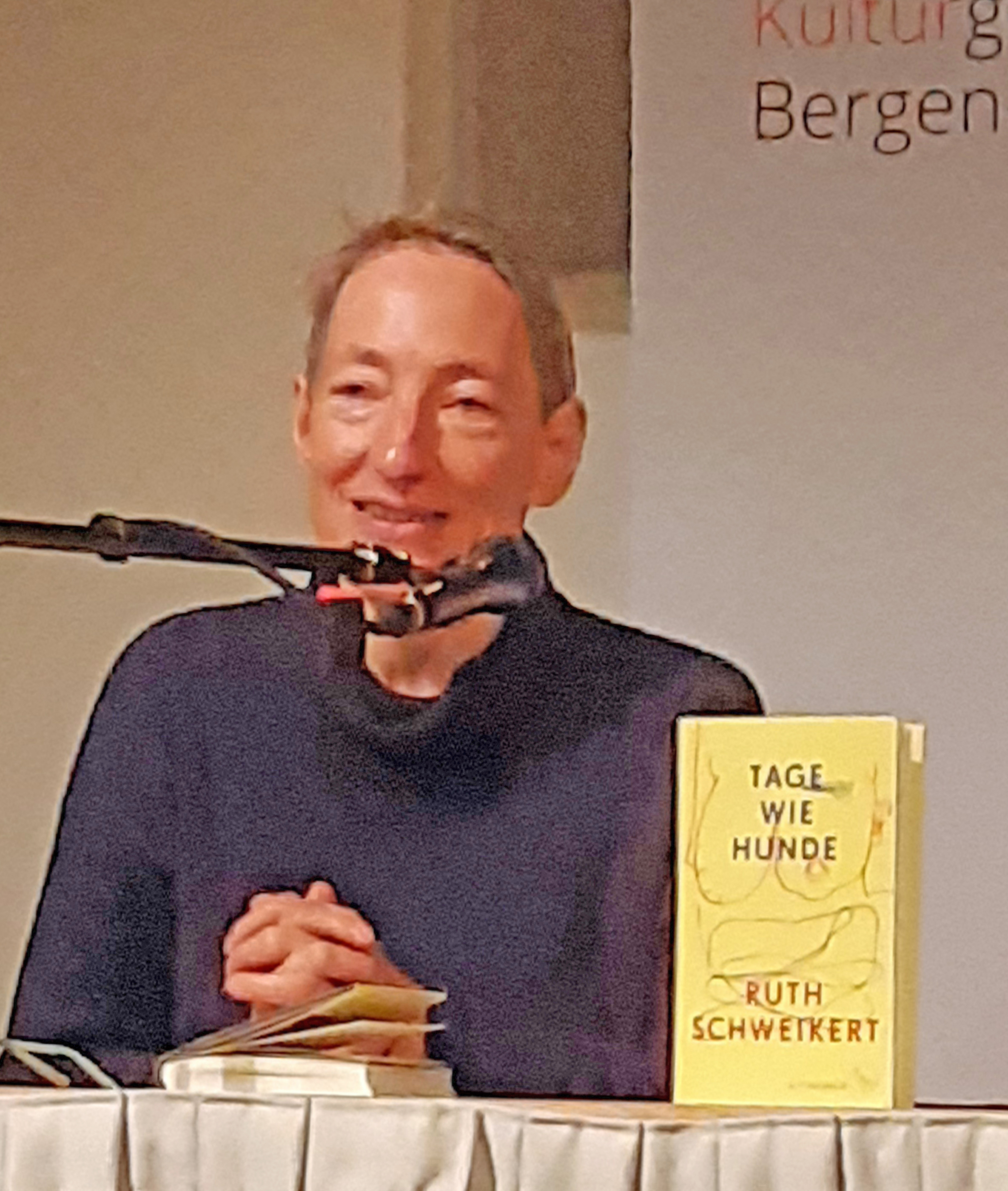
Ruth Schweikert (1964–2023)

- Schweikert, Sam (* 1990), US-amerikanischer Schauspieler, Filmproduzent, Filmeditor und Kameramann
- Schweikert, Stefan (* 1965), deutscher Autor von Fantasyromanen und Kurzgeschichten
- Schweikert, Ulrike (* 1966), deutsche SchriftstellerinUlrike Schweikert (* 1966)

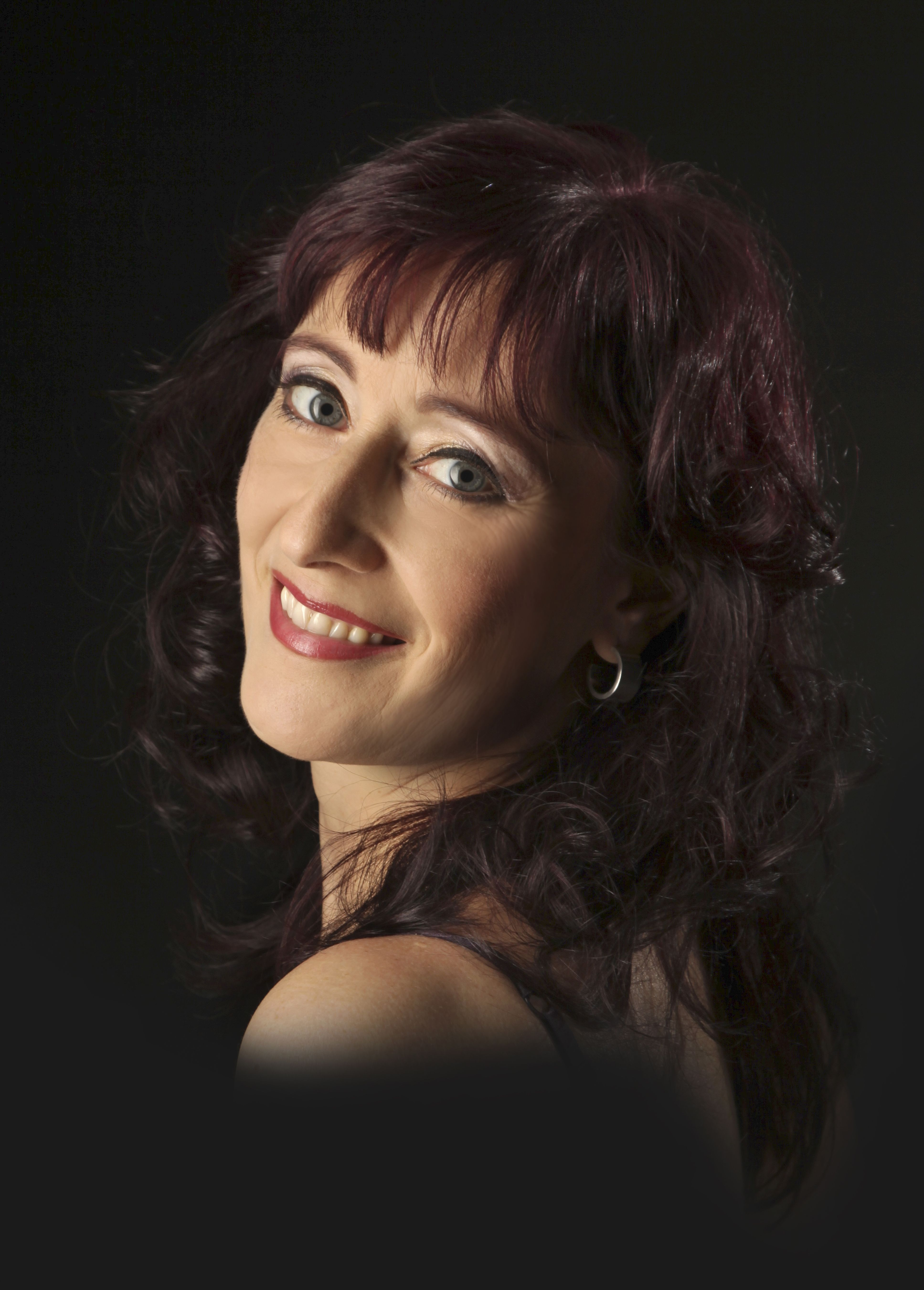
Ulrike Schweikert (* 1966)

- Schweikert, Uwe (* 1941), deutscher Journalist, Musikkritiker und Musikwissenschaftler
- Schweikert, Werner (1933–2005), deutscher Bibliograph
- Schweikhardt, Eike (* 1972), deutscher Schauspieler und Kameramann
- Schweikhardt, Josef (* 1949), österreichischer Schriftsteller und bildender Künstler der Wiener Postmoderne
- Schweikhardt, Notker (* 1960), deutscher Politiker (Bündnis 90/Die Grünen), MdA
- Schweikhart, Gunter (1939–1997), deutscher Kunsthistoriker
- Schweikle, Günther (1929–2009), deutscher Germanist und Literaturwissenschaftler
- Schweikle, Johannes (* 1960), deutscher Autor, Journalist und Dozent
- Schweikle, Mathias (* 1962), deutscher Stuckateurmeister und Bildhauer

#### Schweim
- Schweim, Harald G. (* 1950), deutscher Pharmazeut, Professor an der Universität Bonn
- Schweimb, Andreas († 1701), deutscher Orgelbauer
- Schweimler, Horst (1927–2006), deutscher Heimatforscher, Herausgeber sowie Verleger

#### Schwein
- Schweinacher, Johann († 1793), österreichisch-deutscher Orgelbauer
- Schweinacher, Joseph (1766–1851), deutscher Orgelbauer
- Schweinbenz, Jörg (* 1972), deutscher Pianist, Komponist und Hochschullehrer
- Schweinberger, Christina (* 1996), österreichische Radrennfahrerin
- Schweinberger, Johann (1894–1985), österreichischer Gastwirt und Politiker (ÖVP), Abgeordneter zum Nationalrat
- Schweinberger, Kathrin (* 1996), österreichische RadsportlerinKathrin Schweinberger (* 1996)

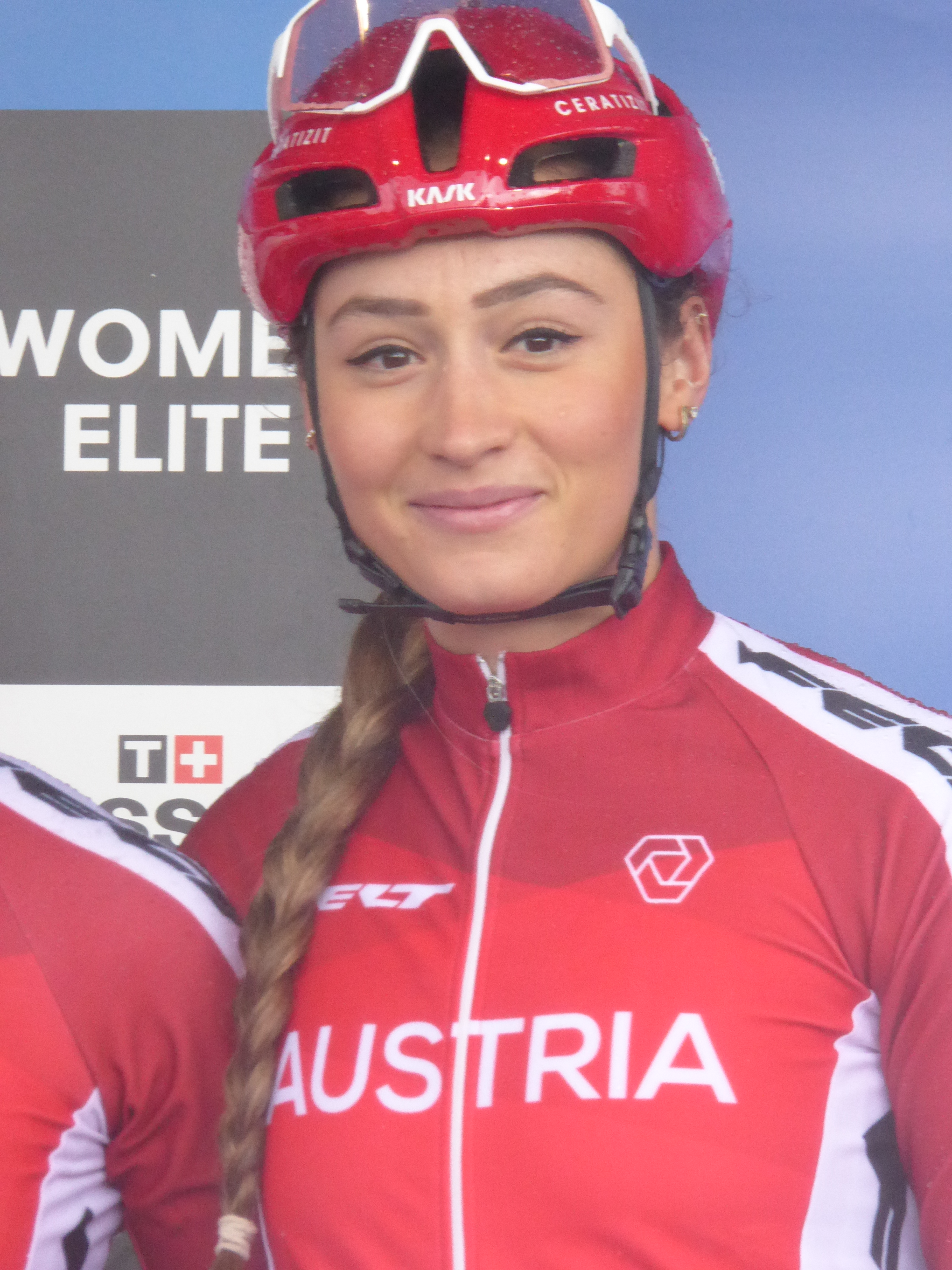
Kathrin Schweinberger (* 1996)

- Schweinberger, Kurt (* 1966), österreichischer Grasskiläufer
- Schweinberger, Rudolf (1935–2008), österreichischer Skisportler
- Schweinburg, Erich Fritz (1890–1959), österreichisch-US-amerikanischer Jurist und Schriftsteller
- Schweineberg, Bernhard (1828–1902), deutscher Politiker, Mitglied des Preußischen Herrenhauses
- Schweineberg, Klaus (* 1957), deutscher Fußballspieler
- Schweinebraden, Jürgen (1938–2022), deutscher Galerist, Verleger, Publizist
- Schweinefleisch, Johann Emanuel (1721–1771), Orgelbauer
- Schweiner, Cornelia (* 1980), österreichische Politikerin (SPÖ), Abgeordnete zum Landtag Steiermark
- Schweiner, David (* 1994), tschechischer Beachvolleyballspieler
- Schweiner, Hans (1473–1534), deutscher Steinmetz und Baumeister
- Schweinester, Paul (* 1985), österreichischer Opernsänger der Stimmlage Tenor
- Schweinfurth, Ernst (1818–1877), deutscher Landschafts- und Genremaler sowie Lithograf
- Schweinfurth, Georg (1836–1925), russisch-baltendeutscher AfrikaforscherGeorg Schweinfurth (1836–1925)

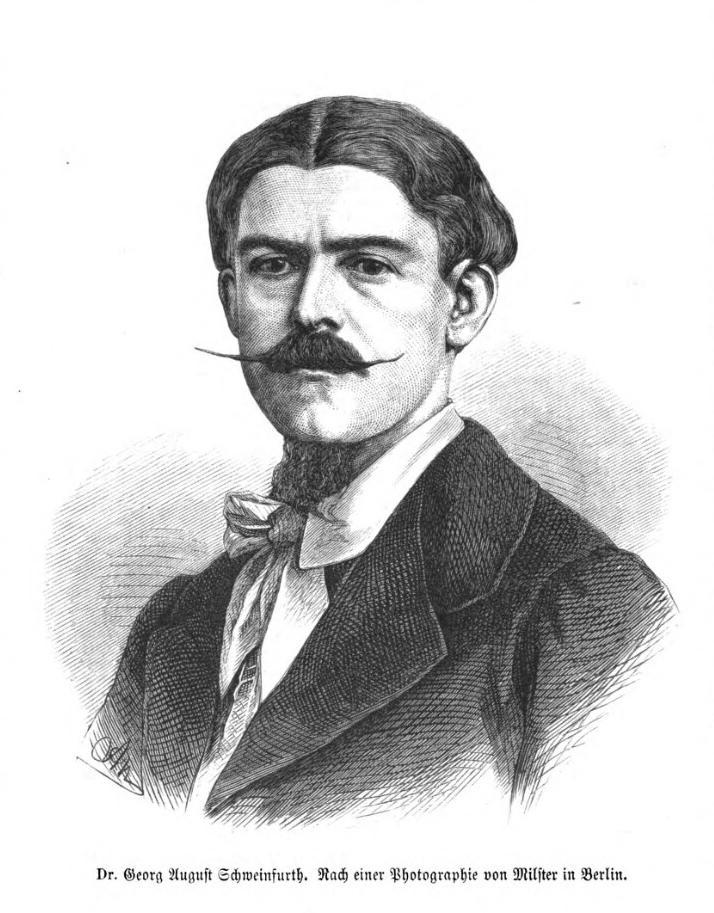
Georg Schweinfurth (1836–1925)

- Schweinfurth, Philipp (1887–1954), deutsch-baltischer Kunsthistoriker
- Schweingel, Otto von (1830–1905), sächsischer General der Artillerie
- Schweingruber, Alain (* 1952), Schweizer Politiker (FDP)
- Schweingruber, Eduard (1899–1975), Schweizer Theologe, Pfarrer und Buch-Autor
- Schweingruber, Fritz Hans (1936–2020), Schweizer Jahrring-Forscher und Hochschulprofessor
- Schweinhammer, Johann (1904–2003), österreichischer Landwirt und Politiker (ÖVP), Landtagsabgeordneter, Abgeordneter zum Nationalrat
- Schweinhardt, Heinrich (* 1913), deutscher Fußballspieler
- Schweinhardt, Willi (1903–1978), deutscher Politiker (FDP), MdL und Winzer
- Schweinichen, Erdmann von (1839–1924), preußischer Generalleutnant
- Schweinichen, Hans von (1552–1616), deutscher liegnitzscher Hofmarschall und autobiographischer Schriftsteller
- Schweinichen, Otto von (1911–1938), deutscher Jurist
- Schweinitz, David von (1600–1667), deutscher Erbauungsschriftsteller der Barockzeit, Landeshauptmann von Wohlau
- Schweinitz, Ernst von (1785–1857), preußischer Generalmajor
- Schweinitz, Georg Hermann von (1602–1667), deutscher Militär
- Schweinitz, Hans Bernhard Graf von (1926–2008), deutscher Ministerialbeamter, Politiker (CDU) und Schriftsteller
- Schweinitz, Hans Christian Alexander von (1750–1805), preußischer Landrat
- Schweinitz, Hans Lothar von (1822–1901), preußischer General der Infanterie und Botschafter
- Schweinitz, Hans-Ulrich von (1908–1972), deutscher Diplomat
- Schweinitz, Heinrich von (1805–1879), preußischer Generalleutnant und Inspekteur der 5. Ingenieur-Inspektion
- Schweinitz, Hellmut von (1901–1960), deutscher Journalist, Schriftsteller und evangelischer Pfarrer
- Schweinitz, Hermann von (1851–1929), sächsischer General der Infanterie
- Schweinitz, Jörg (* 1953), deutscher Filmwissenschaftler
- Schweinitz, Lewis David von (1780–1834), Naturforscher, Mykologe und Geistlicher der Herrnhuter Brüdergemeine
- Schweinitz, Ludwig Conrad von (1688–1772), preußischer Landrat
- Schweinitz, Mark-Ulrich von (1940–2009), deutscher Diplomat
- Schweinitz, Rudolf (1839–1896), deutscher Bildhauer
- Schweinitz, Wolfgang von (* 1953), deutscher Komponist
- Schweinle, Karl (1885–1954), deutscher Polizist und SA-Führer
- Schweinpeck, Theobald († 1462), Bischof von Lavant
- Schweins, Esther (* 1970), deutsche Schauspielerin, Synchronsprecherin, Moderatorin und Theaterregisseurin
- Schweins, Franz Ferdinand (1780–1856), deutscher Mathematiker und Hochschullehrer
- Schweinsberg, August Schenck zu (1867–1948), preußischer Generalmajor, Erbschenk in Hessen (ab 1940)
- Schweinsberg, Gerd (* 1922), deutscher Fußballspieler
- Schweinsberg, Klaus (* 1970), deutscher Journalist
- Schweinsberger, Otto (* 1904), deutscher Jurist, Richter in der Wehrmacht
- Schweinsburg, Martina (* 1958), deutsche Politikerin (CDU), Landrätin des Landkreises Greiz
- Schweinshaut, Karl (1886–1957), deutscher Fußballspieler
- Schweinsteiger, Bastian (* 1984), deutscher FußballspielerBastian Schweinsteiger (* 1984)

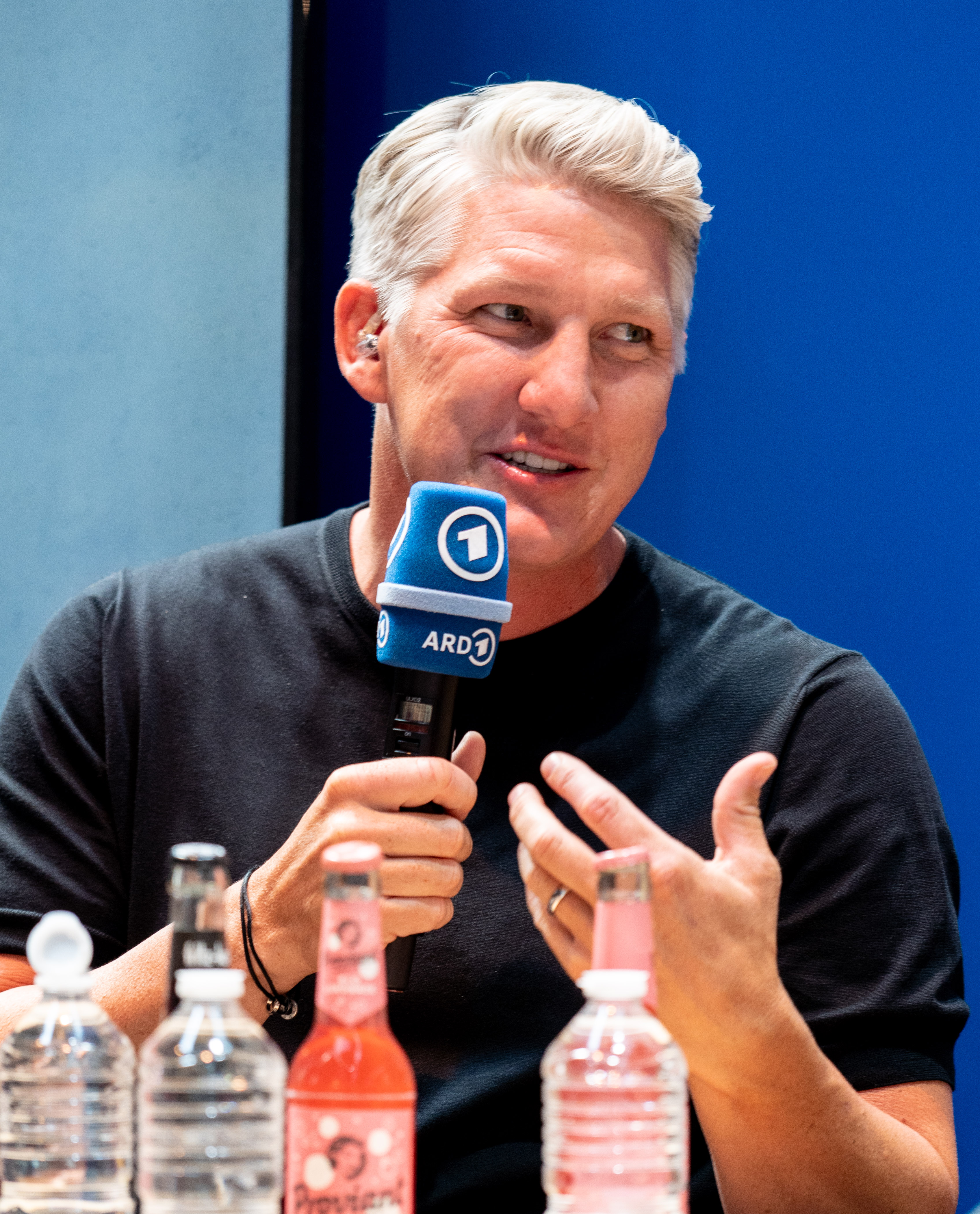
Bastian Schweinsteiger (* 1984)

- Schweinsteiger, Jörg (* 1946), deutscher Brigadegeneral des Heeres der Bundeswehr
- Schweinsteiger, Tobias (* 1982), deutscher Fußballspieler

#### Schweis
- Schweisfurth, Dirk (* 1965), deutscher Leichtathlet und Olympiateilnehmer
- Schweisfurth, Georg (* 1959), deutscher Unternehmer und Autor
- Schweisfurth, Gustav (1928–2016), deutscher Brauingenieur, Unternehmer und Turnvereinsvorsitzender
- Schweisfurth, Karl (* 1959), deutscher Unternehmer im Bereich ökologischer Lebensmittel
- Schweisfurth, Karl Ludwig (1930–2020), deutscher Unternehmer
- Schweisfurth, Otto (1916–2001), deutscher Fußballspieler
- Schweisfurth, Theodor (* 1937), deutscher Rechtswissenschaftler
- Schweisfurth, Tilmann (* 1959), deutscher Beamter und Berater
- Schweisgut, Hans Dietmar (* 1951), österreichischer Diplomat
- Schweisgut, Johannes (* 1960), österreichischer Unternehmer und Politiker (ÖVP), Abgeordneter zum Nationalrat
- Schweiss, Hans (1924–2011), deutscher Gebrauchsgrafiker, Typograf, Werbefotograf und Hochschullehrer
- Schweiß, Willi (* 1919), deutscher Fußballspieler
- Schweißing, Oliver (* 1971), deutscher Fußballspieler und -trainer
- Schweißing, Peter Zmrzlík von, der Jüngere († 1462), böhmischer Adeliger
- Schweistal, Maria Adeline Alice (1864–1950), niederländische Blumen- und Porträtmalerin

#### Schweit
- Schweitzer, Adam (1761–1824), deutscher Schreinermeister, Bürgermeister und Politiker
- Schweitzer, Albert (1875–1965), elsässischer Arzt, Theologe, Musiker und PhilosophAlbert Schweitzer (1875–1965)

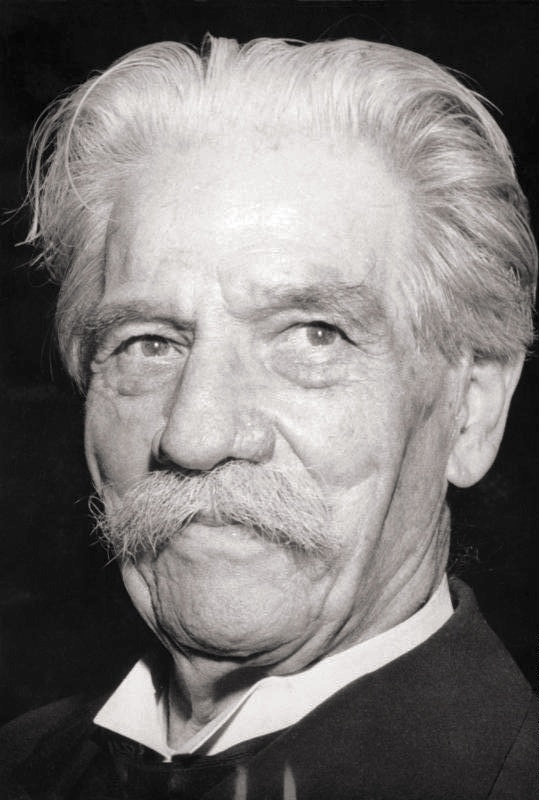
Albert Schweitzer (1875–1965)

- Schweitzer, Alexander (* 1973), deutscher Politiker (SPD), MdL, Ministerpräsident von Rheinland-Pfalz
- Schweitzer, Alexander M. (* 1964), deutscher Theologe und Kirchenmusiker
- Schweitzer, Anton († 1787), deutscher Komponist
- Schweitzer, Arthur (1905–2004), US-amerikanisch-deutscher Wirtschafts- und Sozialwissenschaftler
- Schweitzer, August Gottfried (1788–1854), deutscher Agronom und Agrarwissenschaftler
- Schweitzer, Axel (* 1969), deutscher Unternehmer
- Schweitzer, Bernhard (1892–1966), deutscher Archäologe
- Schweitzer, Brian (* 1955), US-amerikanischer Politiker der Demokratischen Partei
- Schweitzer, Cajetan (1844–1913), deutscher Historienmaler, Zeichner, Illustrator und Aquarellist
- Schweitzer, Carl Franz von (1800–1885), deutscher Jurist und Politiker
- Schweitzer, Carl Gunther (1889–1965), evangelischer Theologe
- Schweitzer, Carl-Christoph (1924–2017), deutscher Politologe, Politiker (SPD), MdB
- Schweitzer, Christian (* 1987), deutscher Kommunalpolitiker (CDU) und hauptamtlicher BürgermeisterChristian Schweitzer (* 1987)

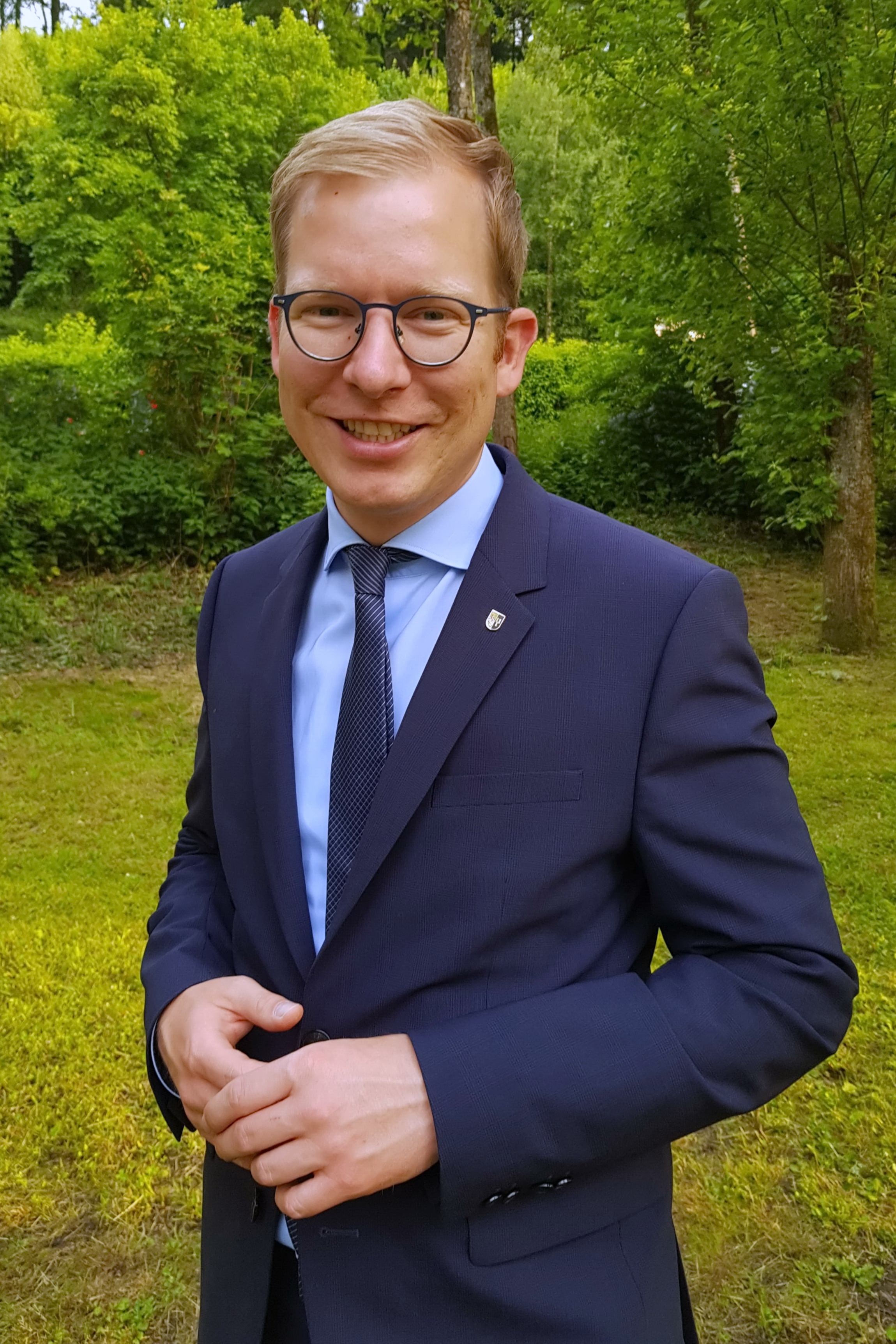
Christian Schweitzer (* 1987)

- Schweitzer, Christian Wilhelm (1781–1856), deutscher Jurist und Politiker
- Schweitzer, Christine (* 1959), deutsche Ethnologin
- Schweitzer, Darrell (* 1952), US-amerikanischer Science-Fiction-, Fantasy, Horror-Autor, Herausgeber und Kritiker
- Schweitzer, Doris, deutsche Soziologin und Hochschullehrerin
- Schweitzer, Eric (* 1965), deutscher Unternehmer
- Schweitzer, Ernst Ludwig (1799–1846), deutscher Pädagoge und Theologe
- Schweitzer, Erwin (1887–1968), deutscher Maler und Grafiker
- Schweitzer, Eva (* 1958), deutsche Amerikanistin und Journalistin
- Schweitzer, Franz Hubert Maria (1865–1924), deutscher katholischer Geistlicher und Generalpräses des Internationalen Kolpingwerkes
- Schweitzer, Franz Josef (1934–1998), deutscher Bauingenieur und Unternehmer (Alba)
- Schweitzer, Franz Maria (1722–1812), deutsch-italienischer Unternehmer und Bankier
- Schweitzer, Freddy (1907–1950), deutscher Jazzmusiker und Komiker
- Schweitzer, Friedrich (* 1954), deutscher evangelischer Theologe und Religionspädagoge
- Schweitzer, Georg (1850–1940), deutscher Publizist, Journalist und Reiseschriftsteller
- Schweitzer, Gerhard (* 1963), österreichischer Fußballspieler und -trainer
- Schweitzer, Gustav Adolf (1847–1914), deutscher Landschaftsmaler
- Schweitzer, Hans (1920–1988), deutscher Gewerkschafter und Politiker (SPD)
- Schweitzer, Hans Herbert (1901–1980), deutscher Grafiker und Karikaturist der NS-Propaganda
- Schweitzer, Hans-Joachim (1928–2007), deutscher Apotheker, Paläobotaniker und Hochschullehrer
- Schweitzer, Harald (* 1948), deutscher Politiker (SPD), MdL a. D.
- Schweitzer, Heike (1968–2024), deutsche Juristin und Hochschullehrerin
- Schweitzer, Heinrich (1871–1953), deutscher Architekt
- Schweitzer, Helene (1879–1957), deutsche Lehrerin, Krankenpflegerin und Krankenschwester, Ehefrau von Albert SchweitzerHelene Schweitzer (1879–1957)

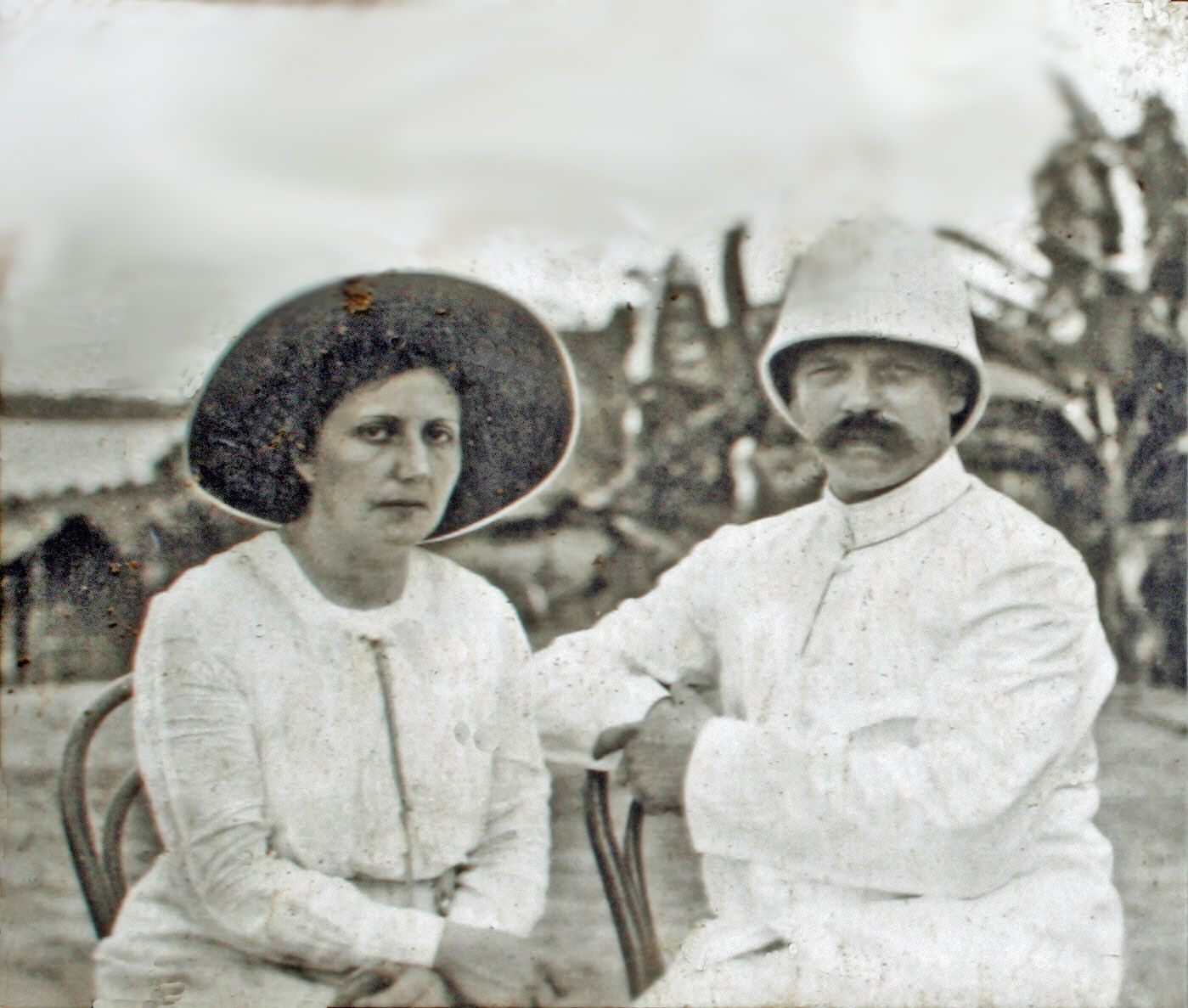
Helene Schweitzer (1879–1957)

- Schweitzer, Hermann (1871–1933), deutscher Kunsthistoriker
- Schweitzer, Irma (1882–1967), französisch-schweizerische Schriftstellerin und Friedensaktivistin
- Schweitzer, Jean-Jacques (1920–1993), französischer Vizeadmiral
- Schweitzer, Jochen (1954–2022), deutscher Psychologe, Psychotherapeut, Hochschullehrer und Autor
- Schweitzer, Johann (1874–1953), deutscher Kolonialwarenhändler und Abgeordneter
- Schweitzer, Johann Baptist von (1833–1875), Präsident des Allgemeinen Deutschen Arbeitervereins (ADAV) und Mitglied des Reichstages (1867–1871)
- Schweitzer, Johann Friedrich (1630–1709), deutscher Mediziner und Alchemist
- Schweitzer, Johannes Joseph (1831–1882), deutscher katholischer Geistlicher, Domkapellmeister und Kirchenliedkomponist
- Schweitzer, Karl (1886–1942), deutscher Kommunalpolitiker (KPD) und NS-Opfer
- Schweitzer, Karl (* 1952), österreichischer Politiker (FPÖ, BZÖ), Abgeordneter zum Nationalrat
- Schweitzer, Karlheinz (1954–2021), deutscher Schriftsteller, Fotokünstler und literarischer Übersetzer
- Schweitzer, Leopold (1871–1937), deutscher Architekt
- Schweitzer, Louis (* 1942), französischer Manager des Autokonzerns RenaultLouis Schweitzer (* 1942)

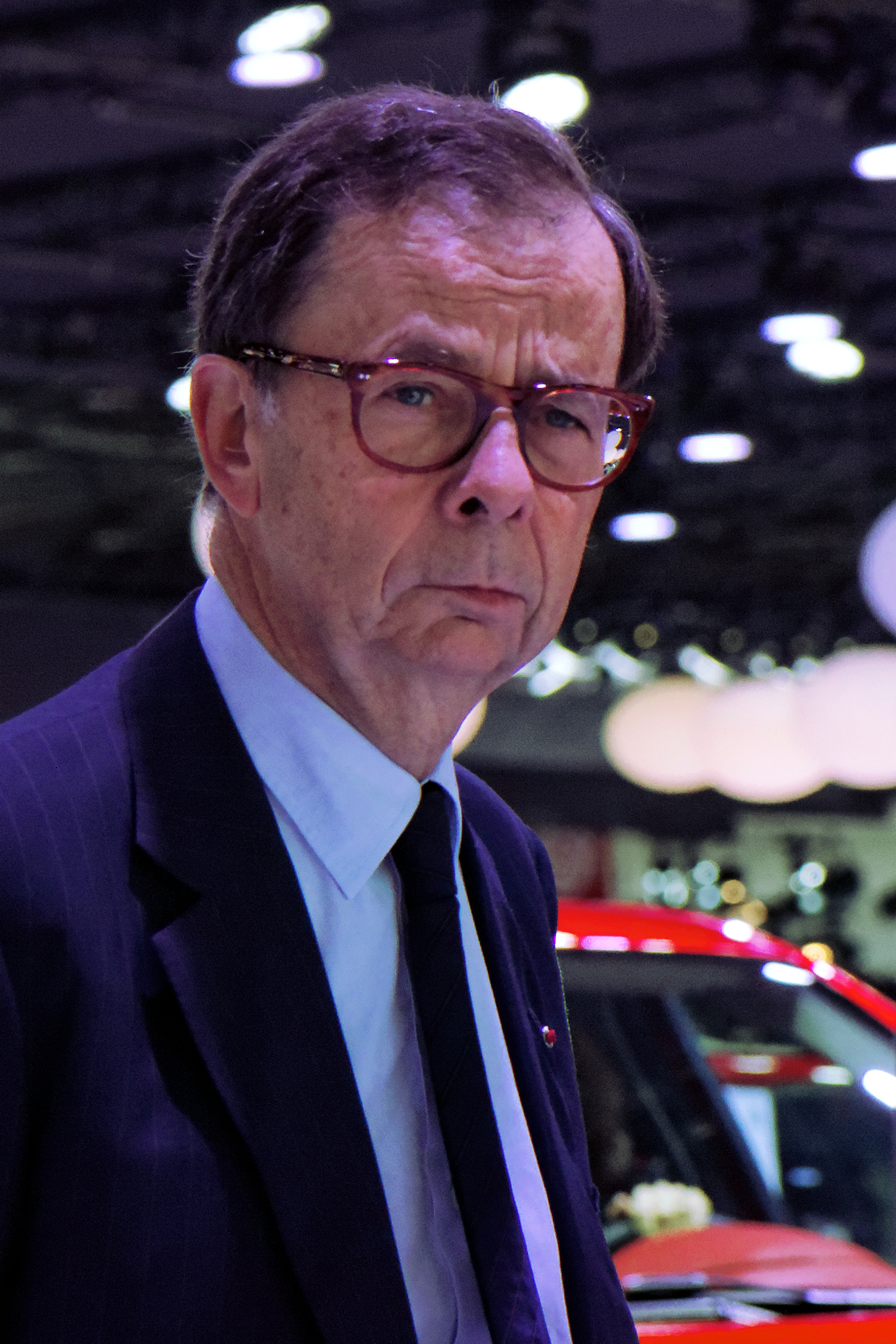
Louis Schweitzer (* 1942)

- Schweitzer, Marcel (* 1980), deutscher Ministerialbeamter
- Schweitzer, Marcell (* 1932), deutscher Wirtschaftswissenschaftler
- Schweitzer, Maria (1902–1991), deutsche Politikerin (CDU), MdL
- Schweitzer, Marie (* 1964), französische Architektin und Zimmerin
- Schweitzer, Mary Higby (* 1955), US-amerikanische Paläontologin
- Schweitzer, Matthaeus († 1574), österreichischer Zisterzienser
- Schweitzer, Michael (* 1943), österreichischer Rechtswissenschaftler
- Schweitzer, Ortwin (1937–2022), deutscher evangelischer Religionslehrer, Oberstudienrat und Autor
- Schweitzer, Paul A. (* 1937), US-amerikanischer Mathematiker
- Schweitzer, Philipp (1683–1754), deutscher Glockengießer
- Schweitzer, Philipp (1846–1890), deutscher Skandinavist
- Schweitzer, Reinhold (1876–1951), deutscher Maler und Grafiker
- Schweitzer, Robert (* 1947), deutscher Osteuropa-Historiker mit Schwerpunkt Finnland und Bibliothekar
- Schweitzer, Roland (1925–2018), französischer Architekt und Stadtplaner
- Schweitzer, Rosemarie von (1927–2020), deutsche Haushaltswissenschaftlerin
- Schweitzer, Sebastiano (* 1995), deutscher Moderator
- Schweitzer, Ulrike (* 1954), deutsche Journalistin
- Schweitzer, Ursula (1916–1960), Schweizer Ägyptologin
- Schweitzer, Waldemar (1926–1978), deutscher Journalist und Verleger
- Schweitzer, Walter (* 1944), deutscher Stochastiker und Statistiker, Rektor der Universität Passau (seit 1997)
- Schweitzer, Wes (* 1993), US-amerikanischer American-Football-Spieler
- Schweitzer, Wolfgang (1916–2009), evangelischer Theologe und Sozialethiker
- Schweitzer-Miller, Rhena (1919–2009), französisch-US-amerikanische Tochter von Albert Schweitzer

#### Schweiz
- Schweizelsperg, Casimir (* 1668), deutscher Komponist
- Schweizer, Abraham (1875–1942), deutscher Rabbiner
- Schweizer, Albert (1885–1948), Schweizer LandschaftsmalerAlbert Schweizer (1885–1948)

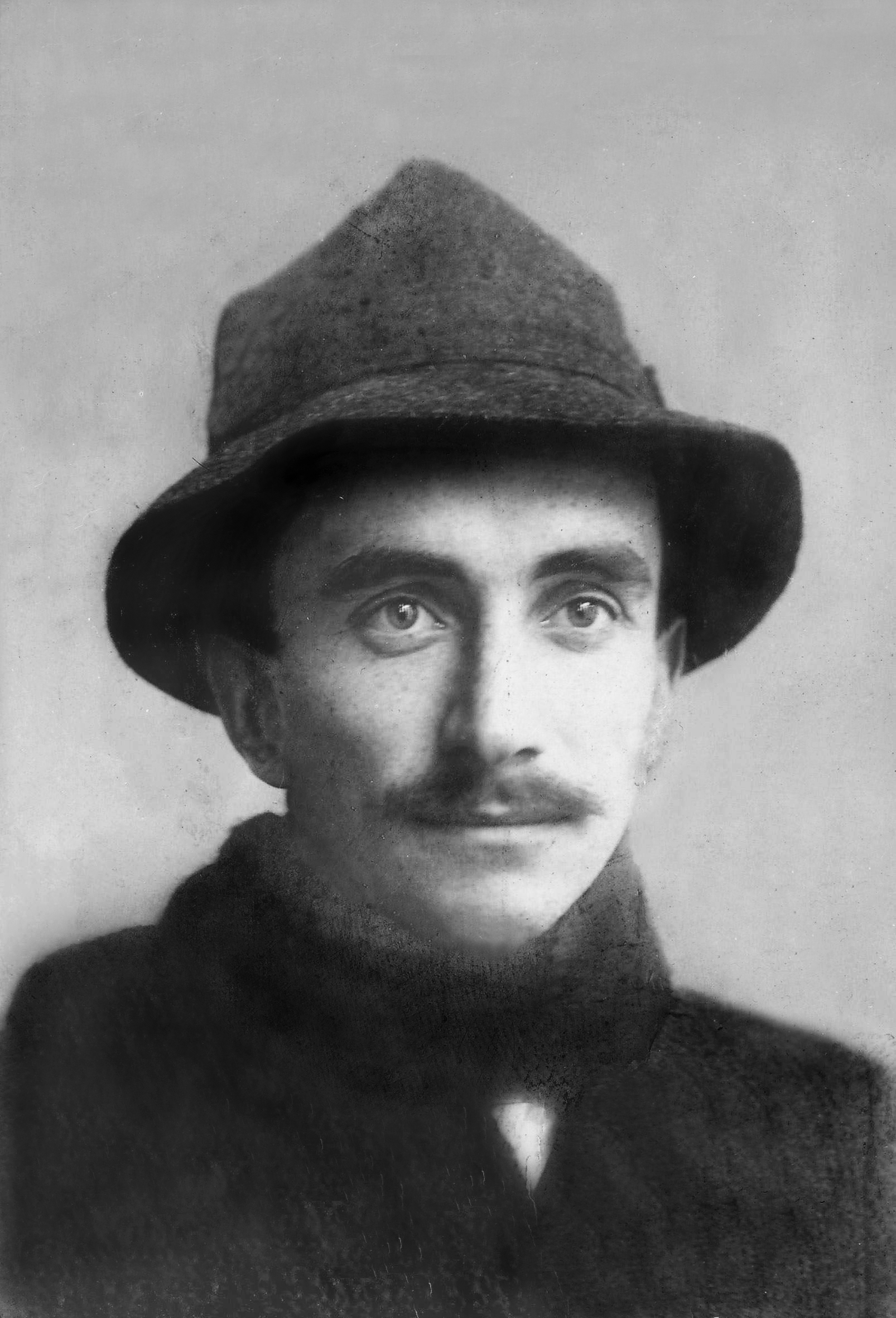
Albert Schweizer (1885–1948)

- Schweizer, Alexander (1808–1888), reformierter Theologe
- Schweizer, Alexander (1843–1902), Schweizer Militärwissenschaftler
- Schweizer, Alfred (* 1941), Schweizer Komponist
- Schweizer, Andreas (* 1979), Schweizer Kunstturner
- Schweizer, Ann-Sophie (* 1970), deutsche Filmeditorin
- Schweizer, Annalise (* 1949), Schweizer Politikerin
- Schweizer, Armin (1892–1968), Schweizer Schauspieler
- Schweizer, Benigna (1896–1928), deutsche Missionsschwester und Märtyrin
- Schweizer, Bonaventura Josef (1893–1968), deutscher römisch-katholischer Priester und Ordensoberer
- Schweizer, Bruno (1897–1958), deutscher Sprachforscher
- Schweizer, Christoph (* 1986), deutscher Radsportler
- Schweizer, Christophe (* 1968), Schweizer Jazzposaunist und Bandleader
- Schweizer, Daniel (* 1959), Schweizer Dokumentarfilmer
- Schweizer, Doris (* 1989), Schweizer Radrennfahrerin
- Schweizer, Eckhart (1936–2016), deutscher Biochemiker
- Schweizer, Eduard (1913–2006), schweizerischer reformierter Theologe
- Schweizer, Erwin (* 1935), Schweizer Radsportler
- Schweizer, Fabienne (* 1997), Schweizer Ruderin
- Schweizer, Frank (* 1969), deutscher Philosoph, Kritiker, Fantasy- und Sachbuchautor
- Schweizer, Franz (1886–1969), deutscher Zauberkünstler
- Schweizer, Gerhard (* 1940), deutscher Kulturwissenschaftler und freier Schriftsteller
- Schweizer, Günther (1938–2020), deutscher Geograph und Genealoge
- Schweizer, Hans (1925–2005), deutscher Bildhauer und Maler
- Schweizer, Harald (1944–2017), deutscher katholischer Theologe und Sprachwissenschaftler
- Schweizer, Heinz (1908–1946), deutscher Offizier
- Schweizer, Helmut (* 1946), deutscher Künstler
- Schweizer, Hubert (1947–2023), deutscher Zeichner und Illustrator mit Schwerpunkt Science-Fiction
- Schweizer, Ines (* 1982), Schweizer Biathletin und Skilangläuferin
- Schweizer, Irène (1941–2024), Schweizer Pianistin und Schlagzeugerin
- Schweizer, Ivan (* 1884), tschechoslowakischer Ruderer
- Schweizer, Jakob (1836–1913), Schweizer Uhrmacher, Erfinder, Maschinenkonstrukteur und Unternehmer
- Schweizer, Jochen (* 1957), deutscher UnternehmerJochen Schweizer (* 1957)

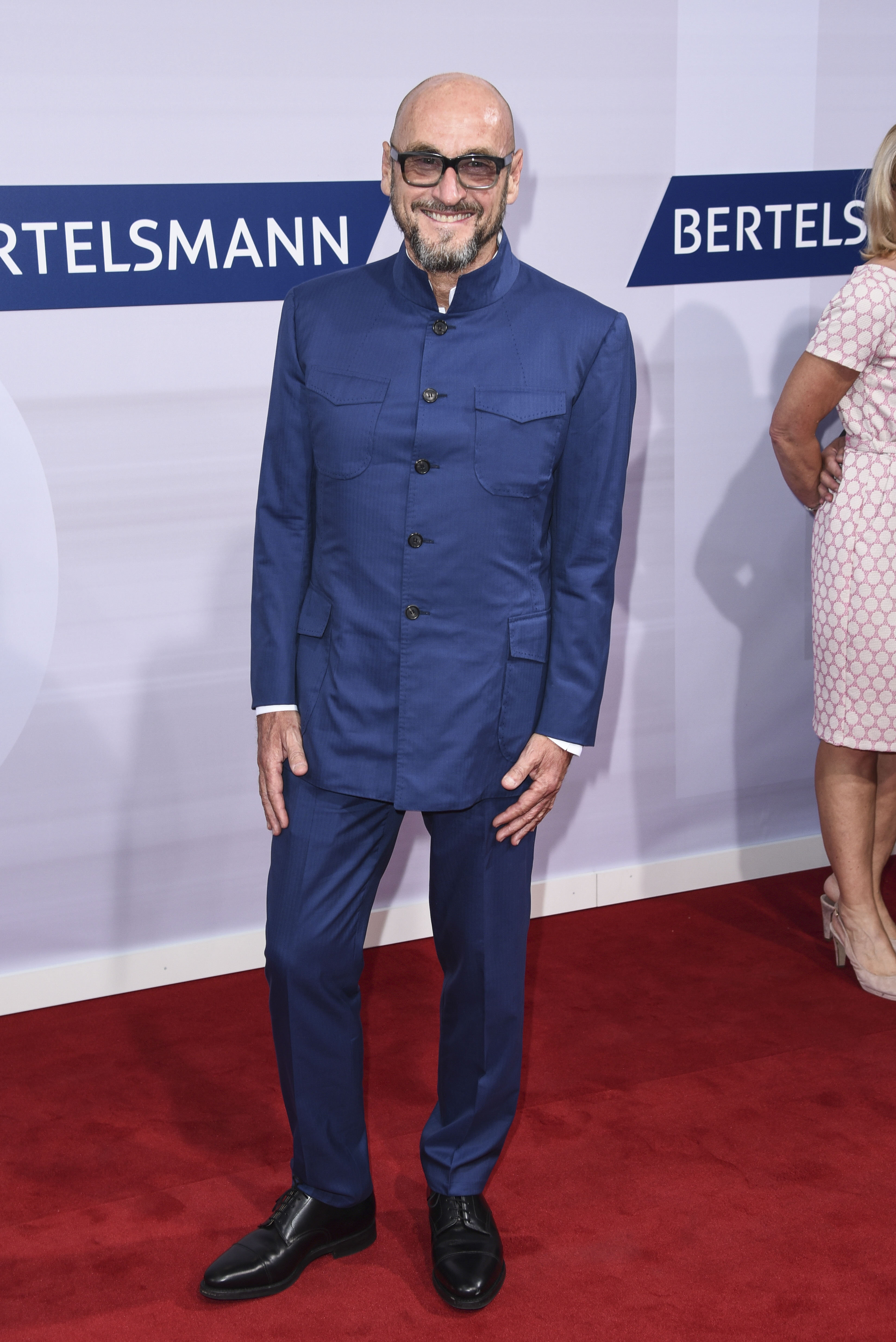
Jochen Schweizer (* 1957)

- Schweizer, Johann Caspar, Schweizer evangelischer Geistlicher und Hochschullehrer
- Schweizer, Johann Heinrich (1646–1705), Schweizer evangelischer Geistlicher und Hochschullehrer
- Schweizer, Johannes (1901–1983), Schweizer Gartenarchitekt
- Schweizer, Joseph (1794–1849), bayerischer Kommunalpolitiker
- Schweizer, Jürgen (* 1941), deutscher Molekularbiologe
- Schweizer, Karin (* 1959), deutsche Psychologin
- Schweizer, Karissa (* 1996), US-amerikanische Leichtathletin
- Schweizer, Kaspar Gottfried (1816–1873), Schweizer Astronom
- Schweizer, Kathrin (* 1969), Schweizer Politikerin (SP)
- Schweizer, Klaus-Peter, deutscher Sänger und Musiker
- Schweizer, Kurt (1921–2004), Schweizer Politiker (SP)
- Schweizer, Laurent (* 1967), Schweizer Schriftsteller
- Schweizer, Lisa Marie (* 1995), deutsche Gewichtheberin, Psychologin, Polizeikommissarin
- Schweizer, Ludwig (1910–1989), deutscher Architekt, Baubeamter und Hochschullehrer
- Schweizer, Magdalene (1858–1923), deutsche Kunsthandwerkerin und Lehrerin
- Schweizer, Martin (* 1961), Schweizer MathematikerMartin Schweizer (* 1961)

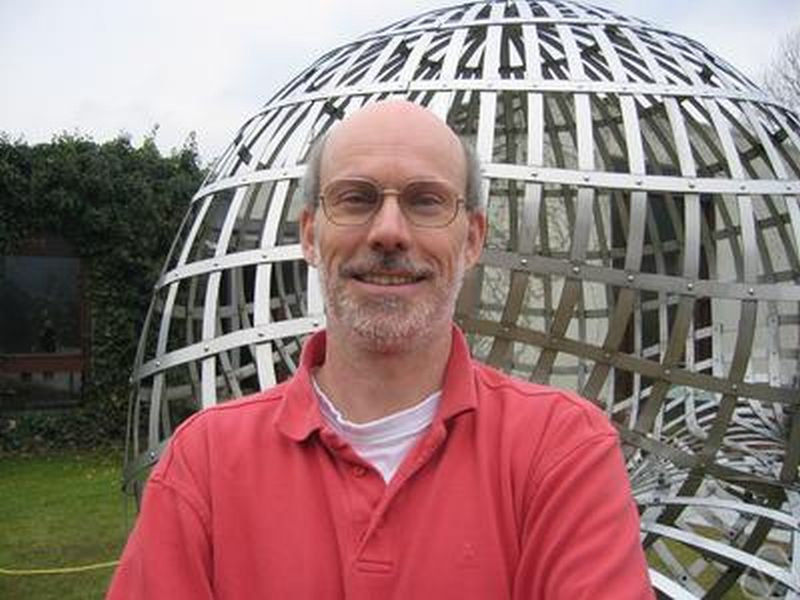
Martin Schweizer (* 1961)

- Schweizer, Matthias Eduard (1818–1860), Schweizer Chemiker
- Schweizer, Max (* 1950), Schweizer Diplomat
- Schweizer, Maya (* 1976), französische Video- und Installationskünstlerin
- Schweizer, Michael (* 1983), deutscher Bahn- und Straßenradrennfahrer
- Schweizer, Michael (* 1991), deutscher Cyclocross- und Straßenradrennfahrer
- Schweizer, Otto (1924–2022), deutscher Fußballspieler
- Schweizer, Otto Ernst (1890–1965), deutscher Architekt und BaubeamterOtto Ernst Schweizer (1890–1965)

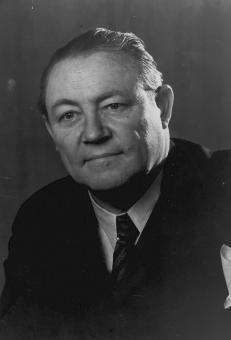
Otto Ernst Schweizer (1890–1965)

- Schweizer, Paul (1852–1932), Schweizer Archivar, Historiker und Hochschullehrer
- Schweizer, Paul (1903–1977), Schweizer Unternehmer
- Schweizer, Peter (1921–2009), deutscher Architekt und Stadtplaner
- Schweizer, Peter (* 1964), US-amerikanischer rechtskonservativer Journalist, Autor und Politikberater
- Schweizer, Rainer J. (* 1943), Schweizer Rechtswissenschaftler und Hochschullehrer
- Schweizer, Raymonde (1912–2003), Schweizer Politikerin, Lehrerin, Gewerkschafterin und Feministin
- Schweizer, René (1943–2015), Schweizer Schriftsteller, Aktionskünstler und Selbstdarsteller
- Schweizer, Richard (1900–1965), Schweizer Drehbuchautor und zweifacher Oscarpreisträger
- Schweizer, Robert (1938–2025), deutscher Jurist und Hochschullehrer
- Schweizer, Rolf (* 1932), deutscher Archäologe, Heimatforscher, zoologischen Präparator und Leiter des Carl-Schweizer-Museums
- Schweizer, Rolf (1936–2016), deutscher Komponist, Kantor und Kirchenmusikdirektor
- Schweizer, Rosely (* 1940), deutsche Unternehmerin und Politikerin (CDU), MdL
- Schweizer, Salomo (* 1993), Schweizer Oboist
- Schweizer, Sarah (* 1983), deutsche Politikerin (CDU), MdL
- Schweizer, Simon, Bildhauer
- Schweizer, Stefan (* 1968), deutscher Kunsthistoriker
- Schweizer, Theodor (1893–1956), schweizerischer autodidaktischer Archäologe
- Schweizer, Thomas (1949–1999), deutscher Ethnologe
- Schweizer, Thomas (* 1955), Schweizer Politiker (GP)
- Schweizer, Thomas (* 1967), deutscher Fußballspieler und -trainer
- Schweizer, Victor (1872–1935), deutscher Verleger und Neugeistler
- Schweizer, Victorius (1737–1793), deutscher, römisch-katholischer Geistlicher
- Schweizer, Viola (* 1954), deutsche Schauspielerin
- Schweizer, Volker (* 1940), deutscher Geologe und Paläontologe
- Schweizer, Walter (1919–2011), deutscher Kommunalpolitiker
- Schweizer, Werner (* 1916), Schweizer Ruderer
- Schweizer, Werner (* 1955), Schweizer Filmregisseur und Filmproduzent
- Schweizer, Wilhelm (1890–1958), deutscher Politiker (SPD, USPD)
- Schweizer, Wilhelm (1901–1990), deutscher Lehrer und Mathematikdidaktiker
- Schweizer-Buser, Ida (1925–1985), Schweizer Schriftstellerin und Mundartdichterin
- Schweizer-Sidler, Heinrich (1815–1894), Schweizer klassischer Philologe
- Schweizerbart, Wilhelm Emanuel (1785–1870), deutscher Verleger

### Schwek
- Schwekendiek, Achim (* 1965), deutscher Koch
- Schwekendiek, Margret (* 1955), deutsche Autorin

### Schwel
- Schwela, Siegfried (1905–1942), deutscher SS-Standortarzt im KZ Auschwitz
- Schwelb, Egon (1899–1979), tschechoslowakischer Jurist
- Schwelb, Hugo (* 1877), deutscher Violinist und Komponist
- Schwele, Sebastian (* 1976), deutscher EishockeyspielerSebastian Schwele (* 1976)

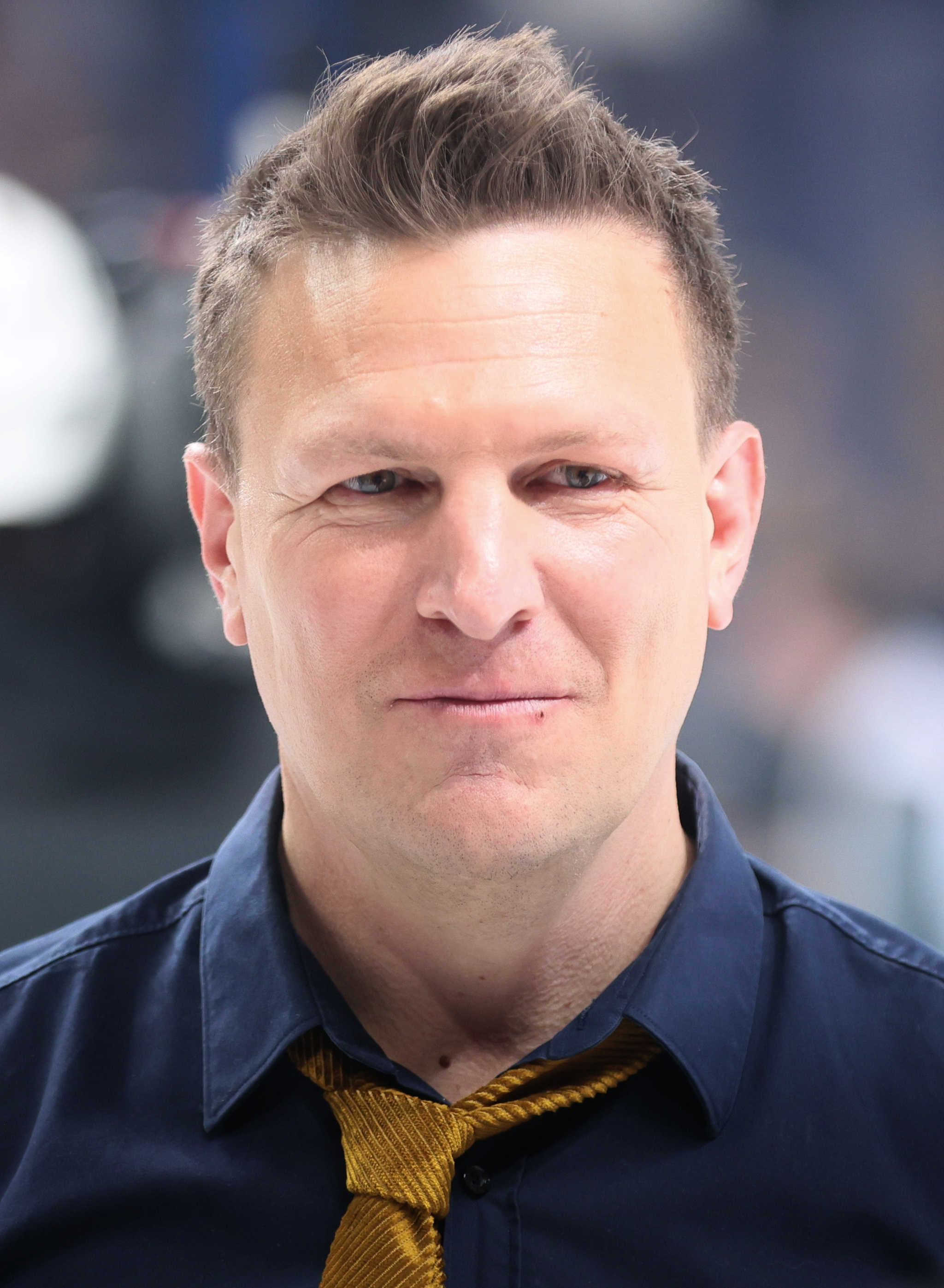
Sebastian Schwele (* 1976)

- Schwelidse, Goderdsi (* 1978), georgischer Rugby-Union-Spieler
- Schweling, Melchior (1629–1712), deutscher Jurist, Bremer Bürgermeister
- Schwell, Alexandra (* 1975), deutsche Anthropologin
- Schwelle, Magda (1896–1975), österreichische Opernsängerin und Konzertsängerin (Sopran/Koloratursopran)
- Schwellenbach, Lewis Baxter (1894–1948), US-amerikanischer Jurist und Politiker
- Schwellensattl, Arnold (* 1975), italienischer Fußballspieler
- Schwelling, Lena (* 1992), deutsche Politikerin (Bündnis 90/Die Grünen)Lena Schwelling (* 1992)

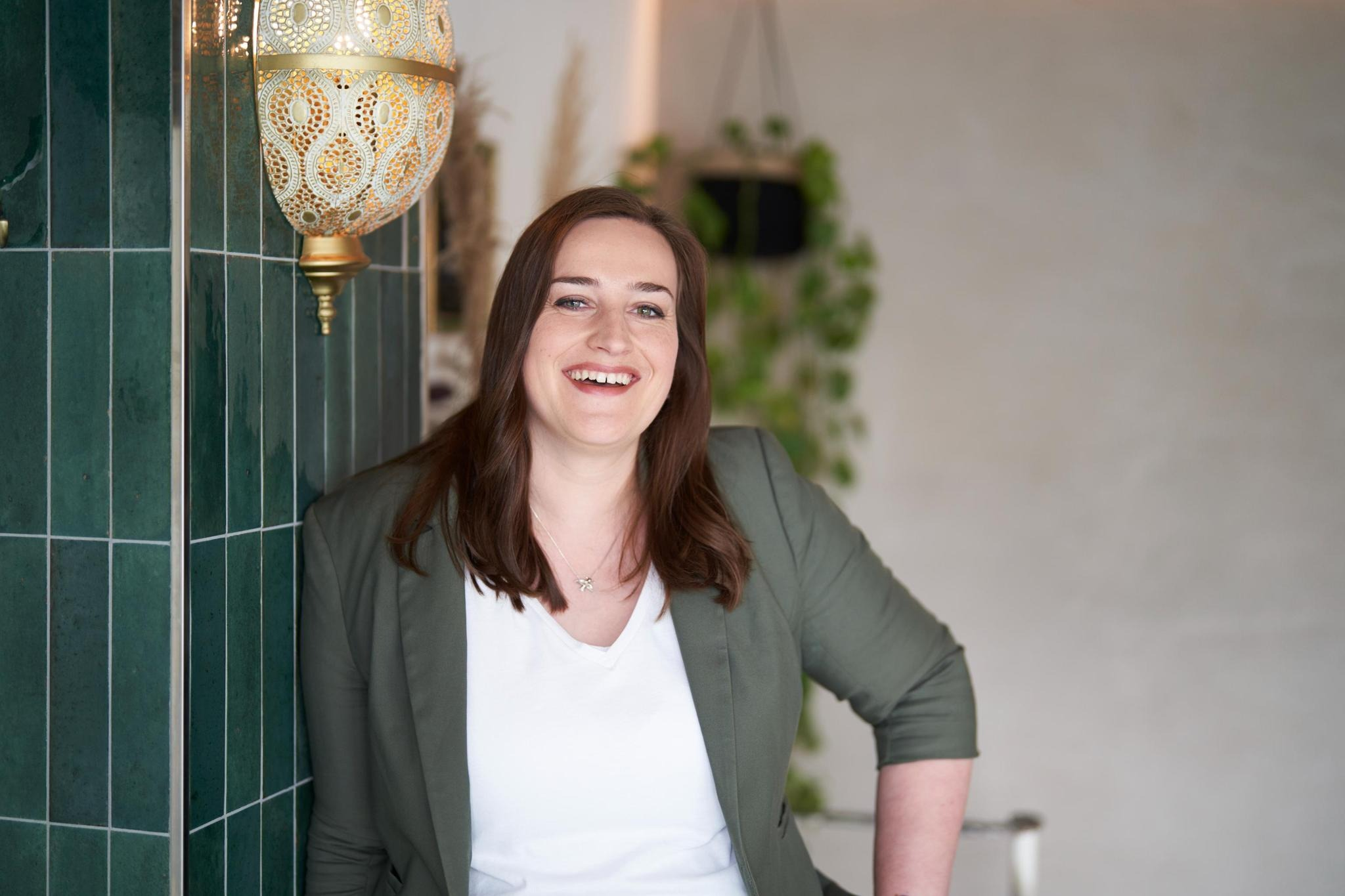
Lena Schwelling (* 1992)

- Schwelm, Peter (* 1958), deutscher Leichtathlet
- Schwelm-Cruz, Adolfo (1923–2012), argentinischer Automobilrennfahrer

### Schwem
- Schwemann, August (1862–1945), deutscher Bergbaukundler und Rektor der RWTH Aachen
- Schwemann, Otto (* 1882), preußischer Verwaltungsjurist und Landrat
- Schwemann, Wilhelm (1817–1897), deutscher Unternehmer und Kommunalpolitiker
- Schwemer, Anna Maria (* 1942), deutsche evangelische Theologin und Hochschullehrerin
- Schwemer, Daniel (* 1970), deutscher Altorientalist
- Schwemer, Paul (1889–1938), deutscher Maler und Grafiker
- Schwemer, Richard (1857–1928), deutscher Lehrer, Historiker und Hochschullehrer
- Schwemer, Rolf-Oliver (* 1965), deutscher Politiker (parteilos), Landrat des Kreises Rendsburg-Eckernförde
- Schwemin, Björn (* 1982), deutscher Journalist und Fernsehmoderator
- Schweminski, Jenny (1859–1937), deutsche Kunstmalerin
- Schweminski, Johann (1812–1878), deutscher Autor und Lehrer
- Schwemlein, Emmerich (* 1950), österreichischer Lehrer und Politiker (SPÖ), Landtagsabgeordneter, Abgeordneter zum Nationalrat
- Schwemmbauer, Rudolf (1943–2022), deutscher Politiker (CSU)
- Schwemmer, Claus (1956–2022), deutscher Fußballspieler
- Schwemmer, Frank (* 1961), deutscher Sänger und Komponist
- Schwemmer, Gottlieb (1889–1959), deutscher Oberbaurat und Bürgermeister
- Schwemmer, Hans (1945–2001), deutscher römisch-katholischer Geistlicher, päpstlicher Diplomat und Titularerzbischof
- Schwemmer, Heinrich (1621–1696), deutscher Komponist des Barock
- Schwemmer, Karlheinz (* 1943), deutscher Wasserspringer
- Schwemmer, Marius (* 1977), deutscher Kirchenmusiker
- Schwemmer, Oswald (* 1941), deutscher Philosoph
- Schwemmer, Wilhelm (1901–1983), deutscher Kunsthistoriker
- Schwemminger, Heinrich (1803–1884), österreichischer Historienmaler
- Schwemminger, Josef (1804–1895), österreichischer Landschaftsmaler
- Schwemmle, Dieter (* 1949), deutscher Fußballspieler

### Schwen
- Schwenck, Johannes (1777–1863), deutscher Gutsbesitzer und Abgeordneter
- Schwenck, Konrad (1793–1864), deutscher Philologe
- Schwenck, Volker (* 1967), deutscher Fernsehjournalist
- Schwencke, Carl (* 1797), deutscher Musiker und Komponist
- Schwencke, Christian Friedrich Gottlieb (1767–1822), deutscher Komponist, Pianist und Herausgeber musikalischer Werke
- Schwencke, Friedrich Gottlieb (1823–1896), deutscher Organist und Komponist
- Schwencke, Johann Friedrich (1792–1852), deutscher Organist und Komponist
- Schwencke, Matilde (* 2003), chilenische Skirennläuferin
- Schwencke, Olaf (* 1936), deutscher Politiker (CDU), MdB, MdEP
- Schwencke, Paul (1884–1957), deutscher Landwirt und Politiker (DDP)
- Schwenckfeld, Kaspar (1489–1561), schlesischer Reformator und religiöser SchriftstellerKaspar Schwenckfeld (1489–1561)

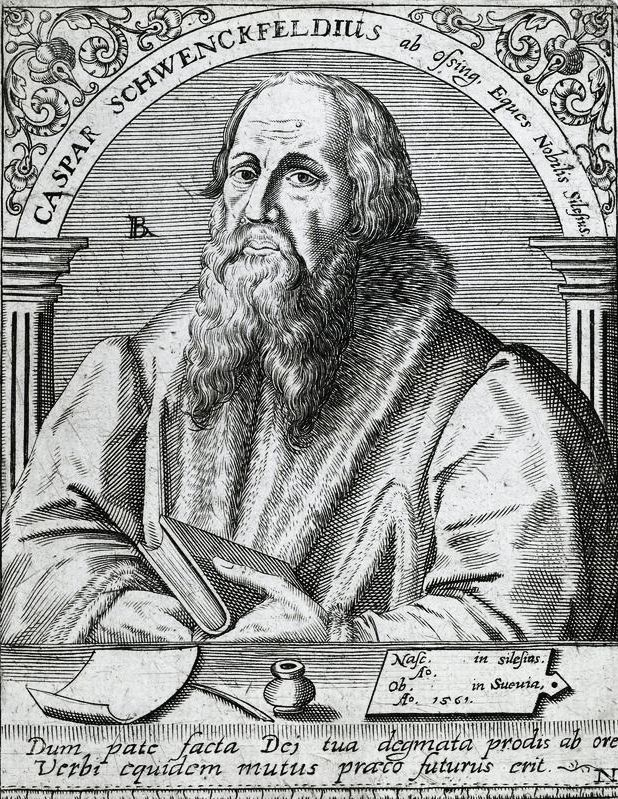
Kaspar Schwenckfeld (1489–1561)

- Schwend, Friedrich (1906–1980), deutscher SS-Sturmbannführer und Vertriebsleiter der Aktion Bernhard
- Schwend, Karl (1890–1968), deutscher Beamter und Politiker (BVP/CSU)
- Schwend, Otto (1841–1906), deutscher Verwaltungsbeamter
- Schwend-Uexküll, Gertrud (1867–1901), Gründerin des Mädchengymnasiums in Stuttgart
- Schwendemann, Andrea (* 1971), deutsche Autorin, Journalistin und Werbetexterin
- Schwendemann, Heinrich (* 1956), deutscher Historiker
- Schwendemann, Karl C. (1891–1974), deutscher Diplomat
- Schwendemann, Markus (1957–1994), deutscher Opern- und Konzertsänger (Bassbariton)
- Schwendemann, Thomas (* 1977), deutscher Filmregisseur und Drehbuchautor
- Schwendemann, Wilhelm (* 1958), deutscher Religionspädagoge
- Schwendendörffer, Bartholomäus Leonhard von (1631–1705), deutscher Rechtswissenschaftler
- Schwendendörffer, Georg Tobias (1597–1681), deutscher Rechtswissenschaftler
- Schwendener, Janick (* 1992), deutsch-schweizerischer Eishockeytorhüter
- Schwendener, Severin (* 1983), Schweizer Autor und Journalist
- Schwendener, Simon (1829–1919), Schweizer Botaniker und Universitätsprofessor
- Schwendenwein von Lanauberg, August (1817–1885), österreichischer Architekt
- Schwendenwein, Hugo (1891–1954), österreichischer Politiker und Lehrer
- Schwendenwein, Hugo (1926–2019), österreichischer römisch-katholischer Priester und Kirchenrechtler, Hochschullehrer in Graz
- Schwender, Clemens (* 1956), deutscher Hochschullehrer für Kommunikationswissenschaft
- Schwender, Hans E. (1929–2006), deutscher Maler
- Schwender, Heinz Werner (1909–1999), deutscher Verwaltungsbeamter
- Schwendi, Lazarus von (1522–1583), Diplomat und militärischer Befehlshaber in Diensten Karl V.Lazarus von Schwendi (1522–1583)

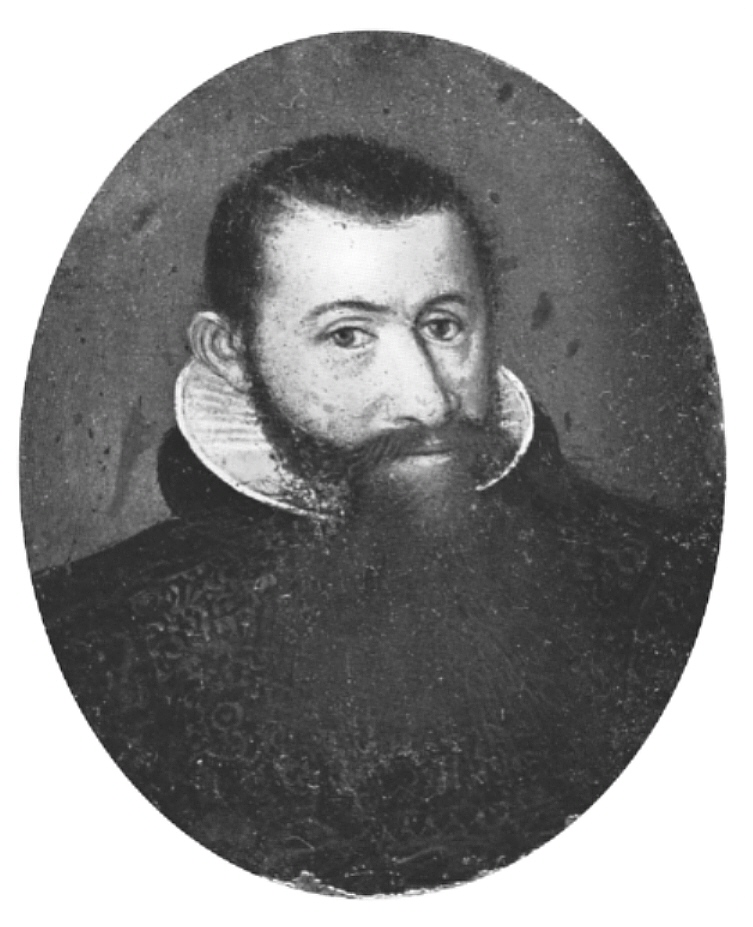
Lazarus von Schwendi (1522–1583)

- Schwendimann, Caspar Joseph (1721–1786), Schweizer Medailleur, Bossierer und Kupferstecher
- Schwendimann, Florian (* 1995), Schweizer Unihockeyspieler
- Schwendimann, Friedrich (1867–1947), Schweizer römisch-katholischer Geistlicher und Kirchenhistoriker
- Schwendimann, Wolfgang (1632–1685), Schweizer Buchdrucker und fürstlich braunschweig-lüneburgischer Hofbuchdrucker in Hannover
- Schwendinger, Erwin (1911–1995), Schweizer Kantonsrat, Regierungsrat und Nationalrat
- Schwendinger, Raphael (* 1998), liechtensteinischer Judoka
- Schwendinger, Stefan (* 1994), österreichischer Fußballspieler
- Schwendler, Carl von (1812–1880), deutscher Verwaltungsjurist und Politiker, Staatsminister, MdR
- Schwendler, Gerhild (1934–2019), deutsche Historikerin
- Schwendler, Johann Nicolaus (1709–1758), Gelegenheitsschriftsteller
- Schwendler, Martin (* 1919), deutscher Fußballspieler
- Schwendowius, Heinz (1903–1943), deutscher Kommunalpolitiker der NSDAP
- Schwendter, Rolf (1939–2013), österreichischer Schriftsteller und DevianzforscherRolf Schwendter (1939–2013)

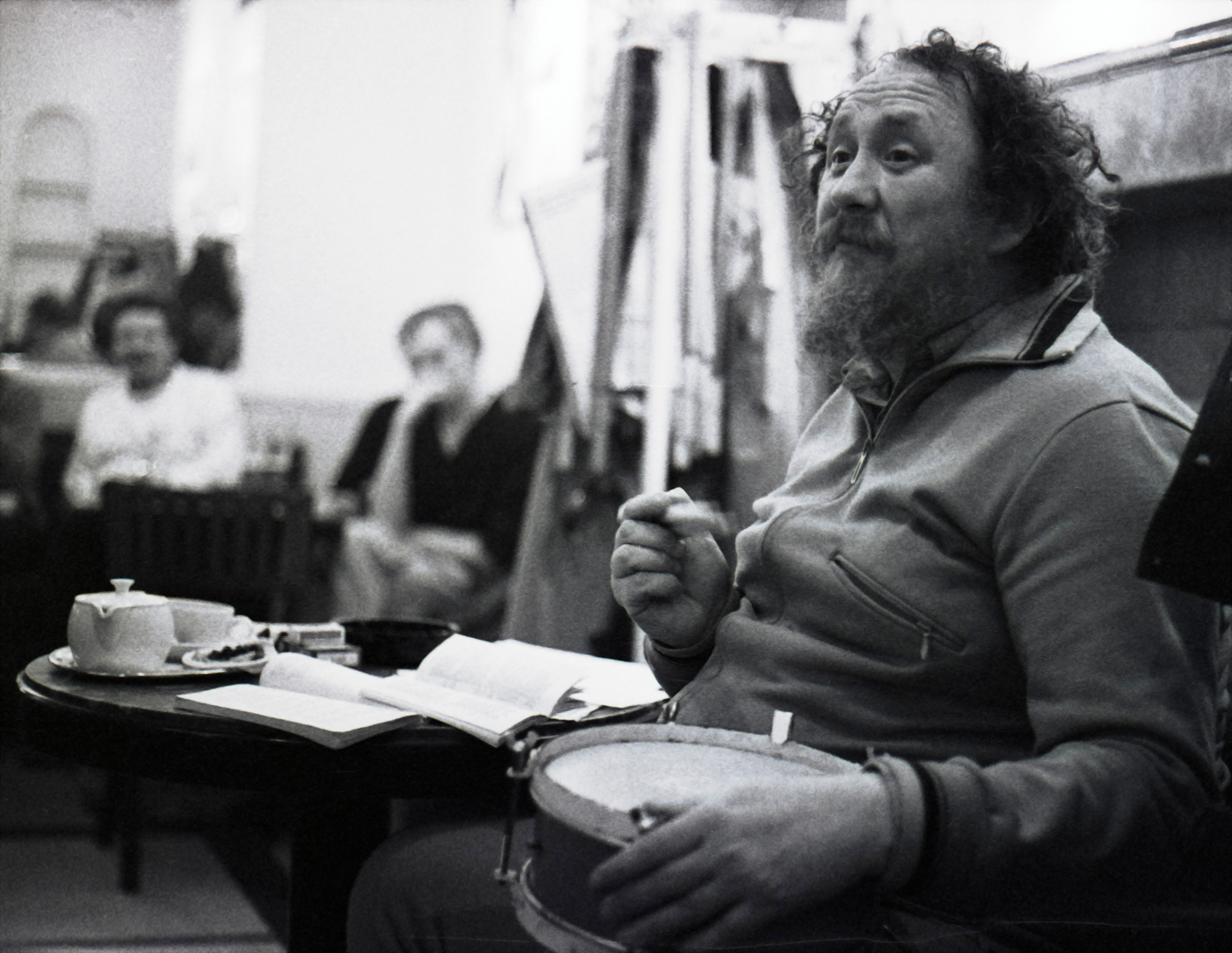
Rolf Schwendter (1939–2013)

- Schwendtner, Alfred (1939–2011), deutscher Architekt
- Schwendy, Albert (1820–1902), deutscher Architektur- und Landschaftsmaler sowie Fotograf
- Schwendy, Gottfried (1869–1958), deutscher Verwaltungsjurist und Landrat
- Schwendy, Johann Sigmund von (1656–1732), preußischer Generalleutnant, Chef des Infanterie-Regiments Nr. 24, Gouverneur von Spandau
- Schwendy, Jürgen (1911–1981), deutscher Arzt und Scherenschnittkünstler
- Schweng, Christa (* 1965), österreichische Juristin
- Schweng, Manfred (* 1966), österreichischer Komponist, Musiker, Texter, Interpret und Musikproduzent
- Schwengel, Fred (1906–1993), US-amerikanischer Politiker
- Schwengel, Hermann (1949–2014), deutscher Soziologe und Hochschullehrer
- Schwengeler, Jakob (1892–1976), Schweizer Landwirt und Politiker
- Schwenger, Hannes (* 1941), deutscher Schriftsteller und Journalist
- Schwenger, Heinrich (1840–1906), deutscher Baumeister
- Schwenger, Max (* 1992), deutscher Badmintonspieler
- Schwenger-Cords, Lily (1890–1980), deutsche Schriftstellerin
- Schwengers, Patrick (* 1994), deutscher Fußballschiedsrichter
- Schwengler, Matthias (* 1986), deutscher Jazzmusiker (Trompete, Flügelhorn, Komposition)
- Schweninger, Carl der Ältere (1818–1887), österreichischer Landschaftsmaler
- Schweninger, Carl der Jüngere (1854–1912), österreichischer Maler
- Schweninger, Ernst (1850–1924), deutscher Mediziner und Medizinhistoriker, Leibarzt von BismarckErnst Schweninger (1850–1924)

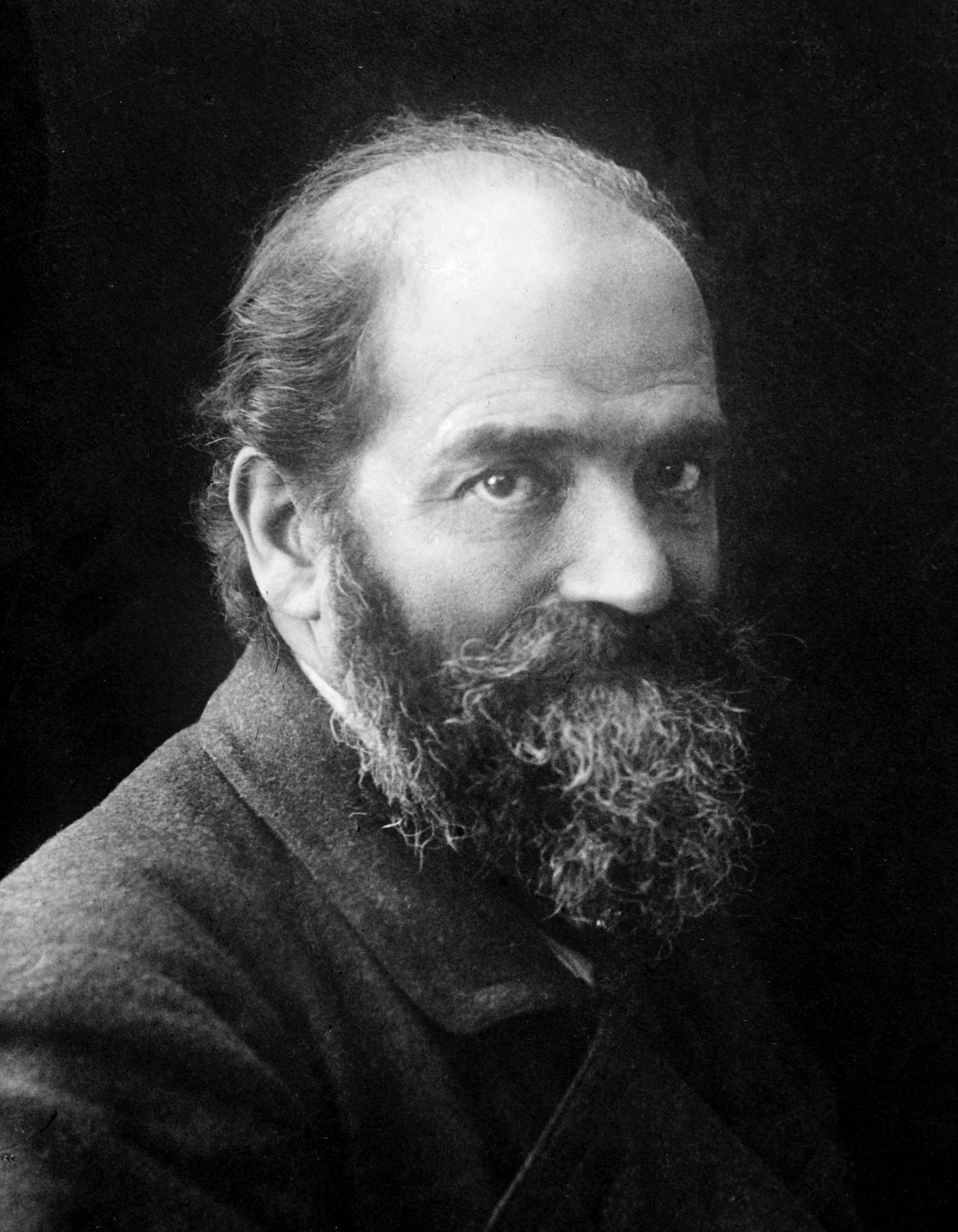
Ernst Schweninger (1850–1924)

- Schweninger, Hermann (1902–1985), deutscher Täter der NS-Euthanasie
- Schweninger, Rosa (1848–1918), österreichische Malerin
- Schwenk, Achim, deutscher Astro- und theoretischer Kernphysiker
- Schwenk, Anton (1910–1960), deutscher Orgelbauer
- Schwenk, Carl (1852–1942), deutscher Unternehmer
- Schwenk, Carl (1883–1978), deutscher Unternehmer
- Schwenk, Fredrik (* 1960), deutscher Komponist und Musikpädagoge, Professor für Musiktheorie und Komposition
- Schwenk, Georg (1863–1936), deutscher Maler und Schriftsteller
- Schwenk, Gustav (1923–2015), deutscher Sportjournalist
- Schwenk, Jonatan (* 1987), deutscher Animator und Filmemacher
- Schwenk, Karl (1883–1941), deutscher römisch-katholischer Geistlicher und Märtyrer
- Schwenk, Manuel (* 1992), deutscher Fußballspieler
- Schwenk, Marlis (1945–2021), deutsche Politikerin (SPD), MdL
- Schwenk, Martin (* 1960), deutscher Bildhauer, Installationskünstler und Zeichner
- Schwenk, Oscar J. (1944–2023), Schweizer Ingenieur, Manager, Unternehmer und Landwirt
- Schwenk, Paul (1880–1960), deutscher kommunistischer Politiker (SPD, USPD, KPD)
- Schwenk, Stephan (* 1963), deutscher Medienunternehmer
- Schwenk, Süheyla (* 1985), deutsche Regisseurin und Drehbuchautorin
- Schwenk, Theodor (1910–1986), deutscher Strömungs- und Wasserforscher
- Schwenk, Tripp (* 1971), US-amerikanischer Schwimmer
- Schwenk, Wilhelm (1830–1871), deutscher Bildhauer
- Schwenk, Wolfgang (1931–2011), deutscher Politiker (SPD), MdB
- Schwenk-Anger, Else (* 1936), deutsche Kinderbuch-Autorin und Verlegerin
- Schwenke de Wall, Uwe (* 1939), deutscher Politiker (CDU), MdL
- Schwenke, Brian (* 1991), US-amerikanischer American-Football-Spieler
- Schwenke, Carl Friedrich (1840–1916), deutscher Architekt und Professor in Berlin
- Schwenke, David (1575–1620), deutscher Bildhauer
- Schwenke, Elmar Peter (* 1958), deutscher Schriftsteller
- Schwenke, Felix (* 1979), deutscher Kommunalpolitiker (SPD)Felix Schwenke (* 1979)

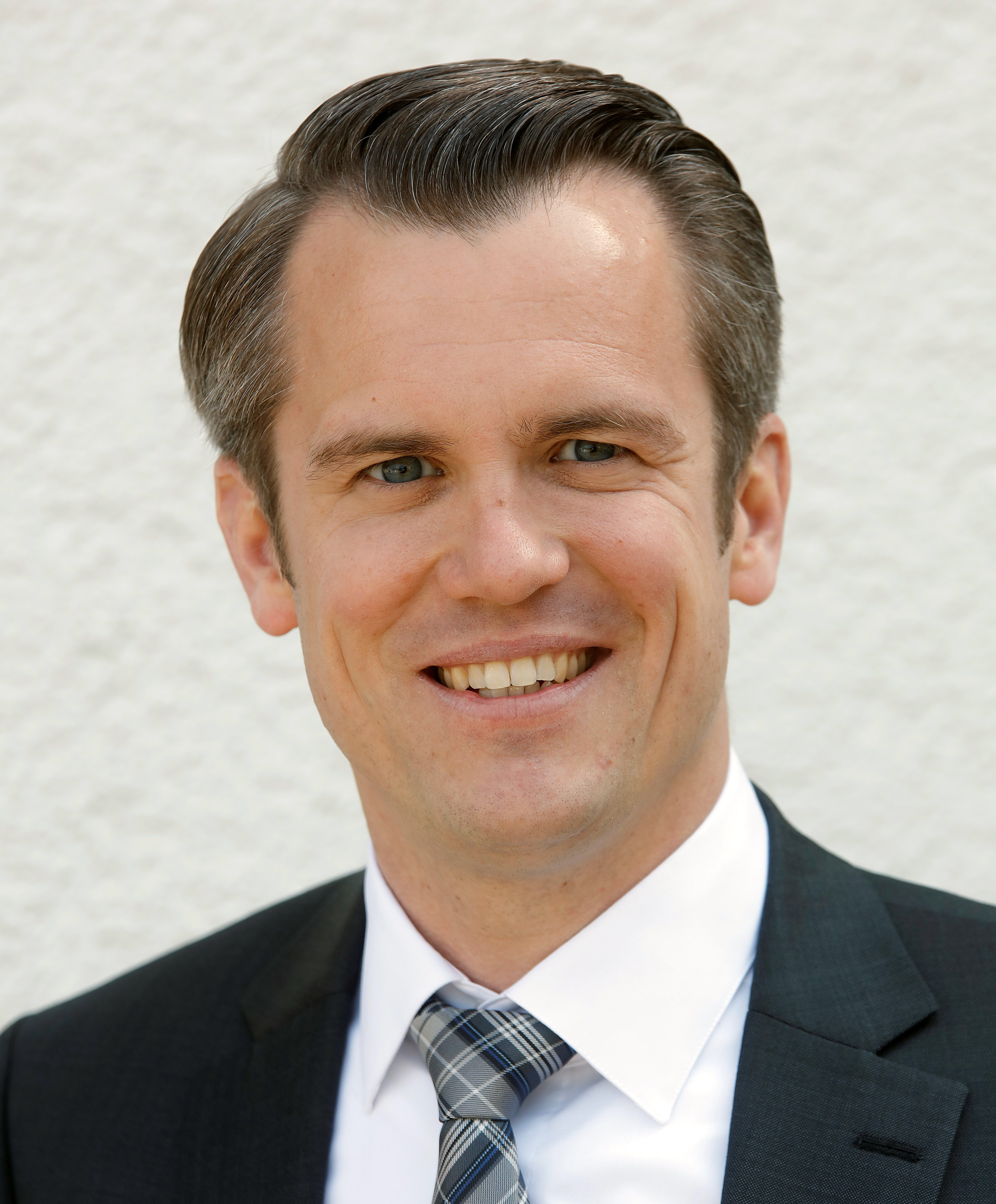
Felix Schwenke (* 1979)

- Schwenke, Hans (1589–1634), deutscher Bildhauer in Sachsen
- Schwenke, Hans (1934–2023), deutscher Fotograf und Politiker (SED, LD, FDP), MdA
- Schwenke, Michael (1563–1610), deutscher Bildhauer
- Schwenke, Michael (* 1966), deutscher Jurist, Richter am Bundesfinanzhof
- Schwenke, Mignon (* 1954), deutsche Nordistin und Politikerin (Die Linke)
- Schwenke, Paul (1853–1921), deutscher Bibliothekar und Einbandforscher
- Schwenke, Robert (1873–1944), deutscher Automobilpionier
- Schwenke, Tarik (* 1977), deutscher Fernsehmoderator
- Schwenke, Wigbert (* 1960), deutscher Politiker (CDU), MdL
- Schwenke, Winfried (* 1935), deutscher Generalleutnant, Leiter des Militärischen Abschirmdienstes
- Schwenke, Wolfgang (1921–2006), deutscher Forstentomologe
- Schwenke, Wolfgang (* 1968), deutscher Handballspieler, Handballtrainer und FußballfunktionärWolfgang Schwenke (* 1968)

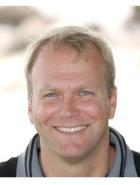
Wolfgang Schwenke (* 1968)

- Schwenke-Speck, Helga (1933–2022), deutsche Ärztin
- Schwenkel, Hans (1886–1957), deutscher Landeskonservator und Naturschützer
- Schwenken, Ansgar (* 1969), deutscher Fußballfunktionär
- Schwenken, Helen (* 1972), deutsche Soziologin und Hochschullehrerin
- Schwenkenbecher, Alfred (1875–1963), deutscher Internist und Hochschullehrer
- Schwenker, Burkhard (* 1958), deutscher Unternehmensberater
- Schwenker, Hinrich (1934–2005), deutscher Handballspieler
- Schwenker, Uwe (* 1959), deutscher Handballspieler und -funktionär
- Schwenkhagen, Hans (1900–1958), deutscher Elektroingenieur und Hochschullehrer
- Schwenkmezger, Peter (1946–2018), deutscher Psychologe und Hochschullehrer
- Schwenkow, Peter (* 1954), deutscher Konzertveranstalter, Kulturmanager, Politiker (CDU), MdA und Hochschullehrer
- Schwenkreis, Willi (1905–1983), deutscher Opernsänger (Bariton) und Gesangspädagoge
- Schwenn, Friedrich (1889–1955), deutscher Altphilologe und Gymnasiallehrer
- Schwenn, Günther (1903–1991), deutscher Textdichter
- Schwenn, Helmuth (1913–1983), deutscher Wasserballspieler
- Schwenn, Hermann (1912–1995), deutscher Jurist
- Schwenn, Johann (* 1947), deutscher Strafverteidiger
- Schwennicke, Carl (1839–1925), deutscher Ingenieur und Fernmeldetechniker
- Schwennicke, Carl-Heinz (1901–1985), deutscher Architekt und Hochschullehrer
- Schwennicke, Carl-Hubert (1906–1992), deutscher Politiker (DVP, LDP, FDP, FVP, CDU), MdA, Mitgründer der Freien Volkspartei (FVP)
- Schwennicke, Christoph (* 1966), deutscher Journalist und Autor
- Schwennicke, Detlev (1930–2012), evangelisch Geistlicher und Herausgeber der Europäischen Stammtafeln
- Schwenninger, Walter (1942–2010), deutscher Politiker (Bündnis 90/Die Grünen), MdB, 3. Welt-Aktivist
- Schwens, Christa (1937–2015), deutsche Kunsthistorikerin
- Schwens, Ute (* 1959), deutsche Bibliothekarin
- Schwens-Harrant, Brigitte (* 1967), österreichische Germanistin, Literaturkritikerin und Journalistin
- Schwensen, Kalle (* 1953), deutscher Unternehmer, Person aus dem Hamburger RotlichtmilieuKalle Schwensen (* 1953)
- Schwensen, Laura (* 1991), deutsche Ruderin

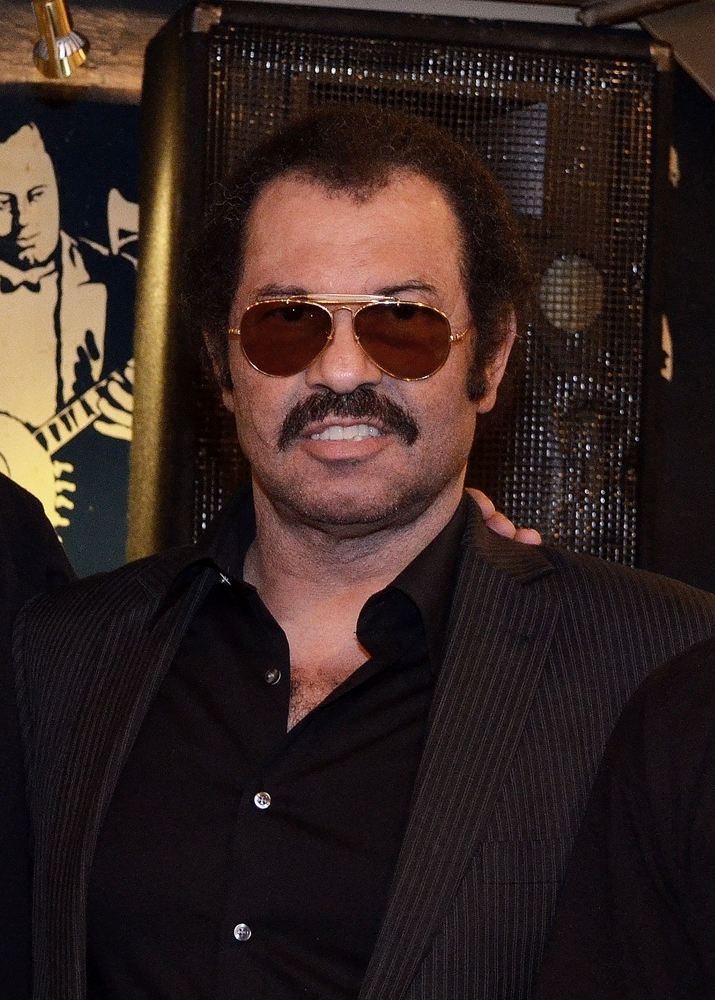
Kalle Schwensen (* 1953)

- Schwenter, Daniel (1585–1636), deutscher Orientalist und Mathematiker
- Schwenter-Trachsler, Wilhelmine (1857–1916), Schweizer Medizinerin, Dermatologin
- Schwenterley, Heinrich (1749–1814), deutscher Kupferstecher und Miniaturmaler
- Schwentick, Thomas (* 1963), deutscher Informatiker
- Schwentke, Robert (* 1968), deutscher RegisseurRobert Schwentke (* 1968)

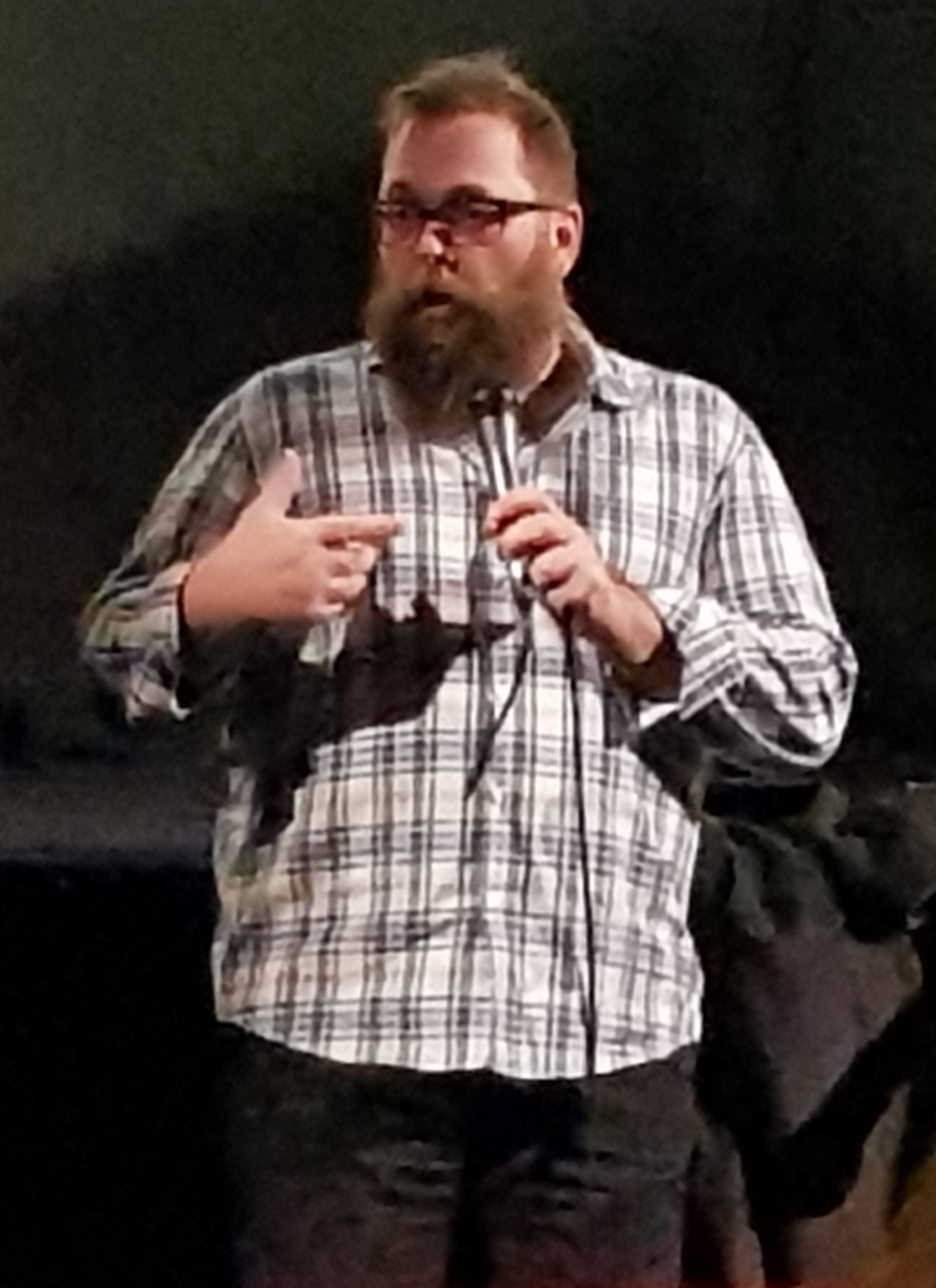
Robert Schwentke (* 1968)

- Schwentker, Björn (* 1973), deutscher Journalist und Unternehmer
- Schwentker, Wolfgang (* 1953), deutscher Historiker
- Schwentner, Bernhard (1891–1944), deutscher Pfarrer
- Schwentner, Judith (* 1968), österreichische Politikerin (Grüne), Abgeordnete zum Nationalrat
- Schwentner, Michaela (* 1970), österreichische Künstlerin und Filmemacherin
- Schwenzen, Per (1899–1984), norwegischer Kabarettist und Drehbuchautor
- Schwenzengast, Gregor (1646–1723), Tiroler Bildhauer und Bildschnitzer
- Schwenzer, Adolf Wilhelm (1919–2009), deutscher Mediziner und Hochschullehrer
- Schwenzer, August Ludwig (1847–1934), deutscher Bildhauer, Restaurator und Hochschullehrer
- Schwenzer, Franz (1885–1961), preußischer Landrat und deutscher Jurist
- Schwenzer, Gerhard (* 1938), deutscher Ordensgeistlicher, Bischof von Oslo
- Schwenzer, Gregor Wilhelm (1868–1941), deutscher Maler und Radierer der Düsseldorfer Schule
- Schwenzer, Ingeborg (* 1951), deutsche Rechtswissenschaftlerin und Hochschullehrerin
- Schwenzer, Karl (1843–1904), württembergischer Hofmedailleur
- Schwenzfeier, Bernd Udo (* 1941), deutscher Autor von Kriminal- und Fantasyromanen
- Schwenzfeier, Werner (1925–1995), deutscher Fußballspieler und -trainer

### Schwep
- Schwep, Charles F. (1919–1998), US-amerikanischer Kameramann, Produzent, Drehbuchautor und Regisseur von Kurzfilmen
- Schwepfinger, Franz (1801–1871), deutscher Theologe, Pädagoge und Politiker
- Schweppe, Albrecht (1783–1829), deutscher Rechtshistoriker und Instanzrichter
- Schweppe, Anna (1913–2007), deutsche Schwester des Priesters Hermann Scheipers
- Schweppe, Jacob († 1821), deutscher Erfinder und Gründer der Firma SchweppesJacob Schweppe († 1821)

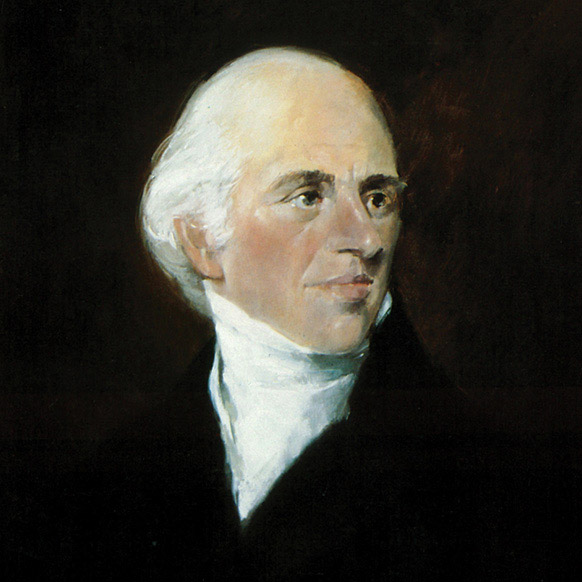
Jacob Schweppe († 1821)

- Schweppe, Joachim (1926–1999), deutscher Komponist und Kirchenmusiker
- Schweppe, Rainer (* 1954), deutscher Verwaltungswirt, Stadtschulrat und Schulreferent der Stadtverwaltung München
- Schweppe, Reinhard (* 1949), deutscher Diplomat
- Schweppe, Ronald (* 1962), niederländischer Schriftsteller, Psychologe und Musiker
- Schweppenhäuser, Gerhard (* 1960), deutscher Hochschullehrer
- Schweppenhäuser, Hans-Georg (1898–1983), deutscher Ingenieur und Anthroposoph
- Schweppenhäuser, Hermann (1928–2015), deutscher Philosoph und Publizist
- Schweppenhäuser, Maria Salomea (1755–1833), Schwiegermutter von Prinz Alexander von Hessen-Darmstadt
- Schweppermann, Seyfried († 1337), Feldhauptmann der Reichsstadt Nürnberg

### Schwer
- Schwer, Georg (1827–1877), deutscher Genre- und Landschaftsmaler der Düsseldorfer Schule
- Schwer, Jürgen (* 1950), deutscher Eishockeyspieler
- Schwer, Karl (1911–1988), österreichischer Politiker (ÖVP), Abgeordneter zum Nationalrat, Mitglied des Bundesrates
- Schwer, Lea (* 1982), Schweizer Beachvolleyball-Spielerin
- Schwer, Oskar (1872–1921), deutscher Architekt
- Schwer, Paul (* 1951), deutscher Installations-Künstler
- Schwer, Stefan (1902–1990), deutscher Opernsänger (Heldentenor)
- Schwer, Wilhelm (1876–1949), deutscher katholischer Theologe und Hochschullehrer
- Schwerd, Andreas (1883–1966), deutscher Lehrer und Autor
- Schwerd, Daniel (* 1966), deutscher Politiker (Die Linke), MdL
- Schwerd, Friedrich (1872–1953), deutscher Maschinenbau-Ingenieur und Hochschullehrer an der TH Hannover
- Schwerd, Friedrich Magnus (1792–1871), deutscher Lehrer, Astronom und Physiker
- Schwerdfeger, Jean Ferdinand (1734–1818), deutscher Kunsttischler, in Frankreich tätig
- Schwerdgeburth, Carl August (1785–1878), Kupferstecher und Maler
- Schwerdgeburth, Otto (1835–1866), deutscher Maler
- Schwerdt, Frank (1944–2016), deutscher Rechtsextremist und Politiker (NPD)Frank Schwerdt (1944–2016)

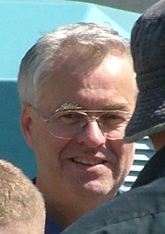
Frank Schwerdt (1944–2016)

- Schwerdt, Franz Ignaz (1830–1916), deutscher Klassischer Philologe
- Schwerdt, Frithjof (* 1987), deutscher Regattasegler
- Schwerdt, Fritz (1901–1970), deutscher Kirchengoldschmied
- Schwerdt, Gisela (1917–1997), deutsche Politikerin (FDP)
- Schwerdt, Heinrich (1810–1888), deutscher Pfarrer, Pädagoge, Politiker und Schriftsteller
- Schwerdt, Oliver (* 1979), deutscher Musiker und Musikwissenschaftler
- Schwerdt, Otto (1914–1975), deutscher SS-Hauptsturmführer, Leiter der Petergruppe
- Schwerdt, Otto (1923–2007), deutscher Autor, Vorsitzender der Israelitischen Kultusgemeinde in Regensburg
- Schwerdt, Paul (1899–1959), deutscher Politiker (KPD), MdL
- Schwerdtfeger, Albert (1842–1922), deutscher Landwirt und Politiker (NLP), MdR
- Schwerdtfeger, Angela (* 1980), deutsche Hochschullehrerin und Rechtswissenschaftlerin
- Schwerdtfeger, August (1816–1889), deutscher Rittergutsbesitzer, MdHH
- Schwerdtfeger, Daniel, deutscher Poolbillardspieler
- Schwerdtfeger, Ernst (* 1910), deutscher Beamter und Stadtinspektor
- Schwerdtfeger, Franz (1898–1961), deutscher Ingenieur und Hochschullehrer
- Schwerdtfeger, Fritz (1905–1986), deutscher Forstwissenschaftler, Zoologe, Entomologe und Hochschullehrer
- Schwerdtfeger, Georg (1920–2005), deutscher Agrarwissenschaftler
- Schwerdtfeger, Gunther (* 1934), deutscher Rechtswissenschaftler
- Schwerdtfeger, Hans (1902–1990), deutsch-australisch-kanadischer Mathematiker
- Schwerdtfeger, Hermann (1903–1988), deutscher Journalist und Verleger
- Schwerdtfeger, Inge Christine (* 1945), deutsche Sprachwissenschaftlerin
- Schwerdtfeger, Jakob (* 1988), deutscher Autor und Poetry-SlammerJakob Schwerdtfeger (* 1988)

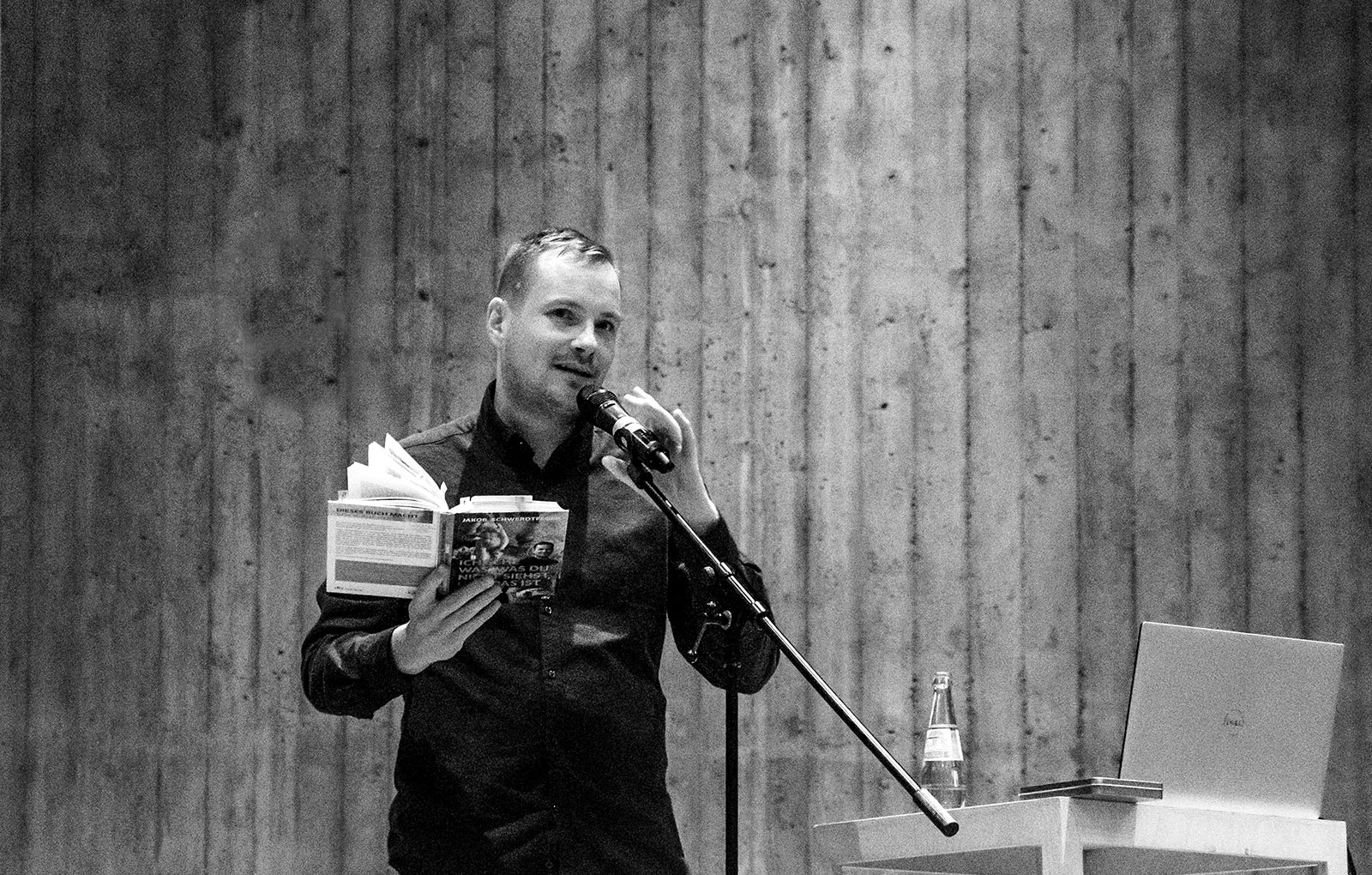
Jakob Schwerdtfeger (* 1988)

- Schwerdtfeger, Kurt (1897–1966), deutscher Bildhauer und Hochschullehrer
- Schwerdtfeger, Malin (* 1972), deutsche Schriftstellerin
- Schwerdtfeger, Nikolaus (* 1948), deutscher Geistlicher, emeritierter Weihbischof im Bistum Hildesheim
- Schwerdtfeger, Stefan (1928–2018), deutscher Architekt, Bildhauer und Maler
- Schwerdtfeger, Walter (1901–1979), deutscher Journalist
- Schwerdtfeger, Walter (* 1949), deutscher Naturwissenschaftler
- Schwerdtmann, Johannes (1861–1922), deutscher lutherischer Theologe, Konsistorialrat und Generalsuperintendent der Generaldiözese Bremen-Verden
- Schwerdtner von Schwerdtburg, Simon Ernst (1854–1925), General der Infanterie der österreich-ungarischen Armee
- Schwerdtner, Carl Gottlieb († 1850), deutscher Landwirt und Politiker
- Schwerdtner, Ernst (1845–1923), Oberschulrat, königlich sächsischer Seminardirektor in Annaberg
- Schwerdtner, Ines (* 1989), deutsche Politikerin (Die Linke)Ines Schwerdtner (* 1989)

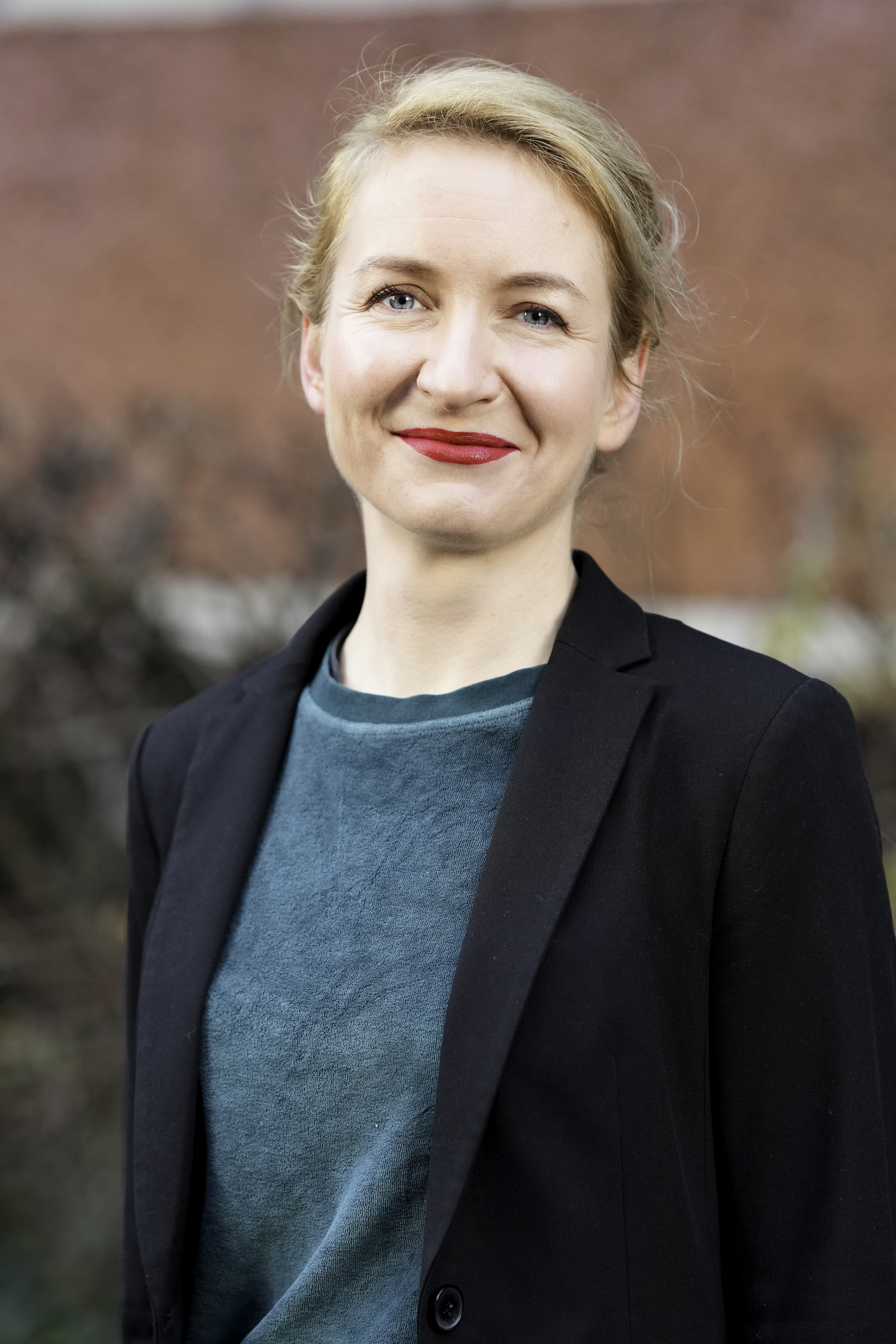
Ines Schwerdtner (* 1989)

- Schwerdtner, Maren (* 1985), deutsche Siebenkämpferin
- Schwerdtner, Michelle (* 1997), deutsche Volleyballspielerin
- Schwerdtner, Otto (1883–1957), deutscher Maler und Graphiker
- Schwerdtner, Paul (1911–1990), deutscher Maler und Grafiker
- Schwerdtner, Peter (1938–2006), deutscher Rechtswissenschaftler und Hochschullehrer
- Schwerdtner, Reinhard (* 1956), deutscher Fußballspieler
- Schwerdtner, Ulrike (* 1973), deutsche Volleyballspielerin
- Schwerdtner, Urte (* 1963), deutsche Politikerin (SPD)
- Schwerfel, Heinz Peter (* 1954), deutscher Journalist, Autor und Filmregisseur
- Schwerger, Hubert (1859–1933), deutscher Ringer
- Schwerhoff, Gerd (* 1957), deutscher Historiker
- Schweri, Albin (1885–1946), Schweizer Maler, Glasmaler, Mosaizist und Grafiker
- Schweri, Erhard (1922–2025), Schweizer Bundesrichter
- Schweri, Karl (1917–2001), Schweizer Unternehmer
- Schweri, Peter (1939–2016), Schweizer Kunstmaler, Zeichner, Objektkünstler, Fotograf
- Schwericke, Jürgen (1931–2017), deutscher Politiker (CDU), MdL
- Schwerin von Krosigk, Anton Graf (1925–2022), deutscher Verwaltungsjurist, Landrat des Kreises Segeberg (1966–1990)
- Schwerin von Krosigk, Johann Ludwig Graf (1887–1977), deutscher Jurist, konservativer Politiker, ReichsfinanzministerJohann Ludwig Graf Schwerin von Krosigk (1887–1977)

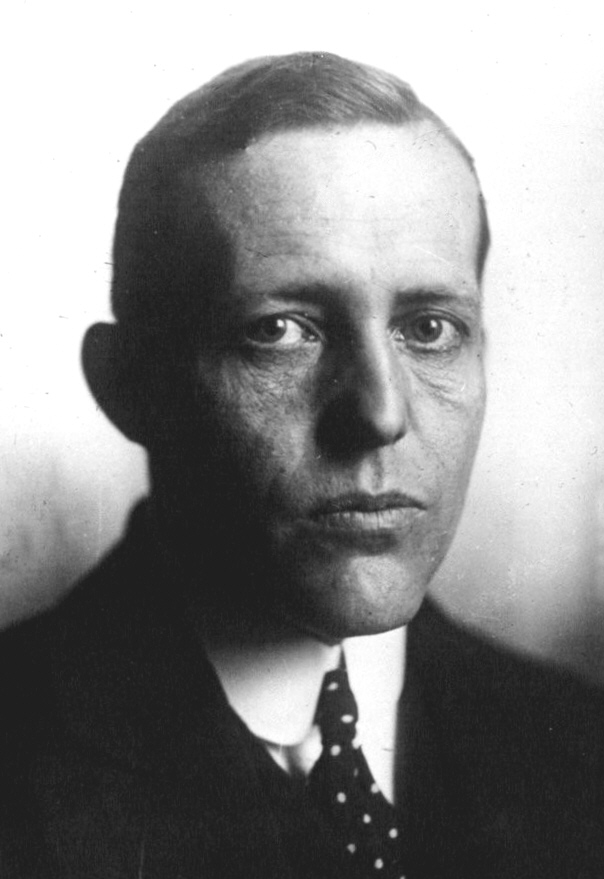
Johann Ludwig Graf Schwerin von Krosigk (1887–1977)

- Schwerin von Krosigk, Sue (* 1959), deutsche Autorin und Drehbuchautorin
- Schwerin von Krosigk, Wilfried (* 1954), deutscher Künstler, Autor und Drehbuchautor

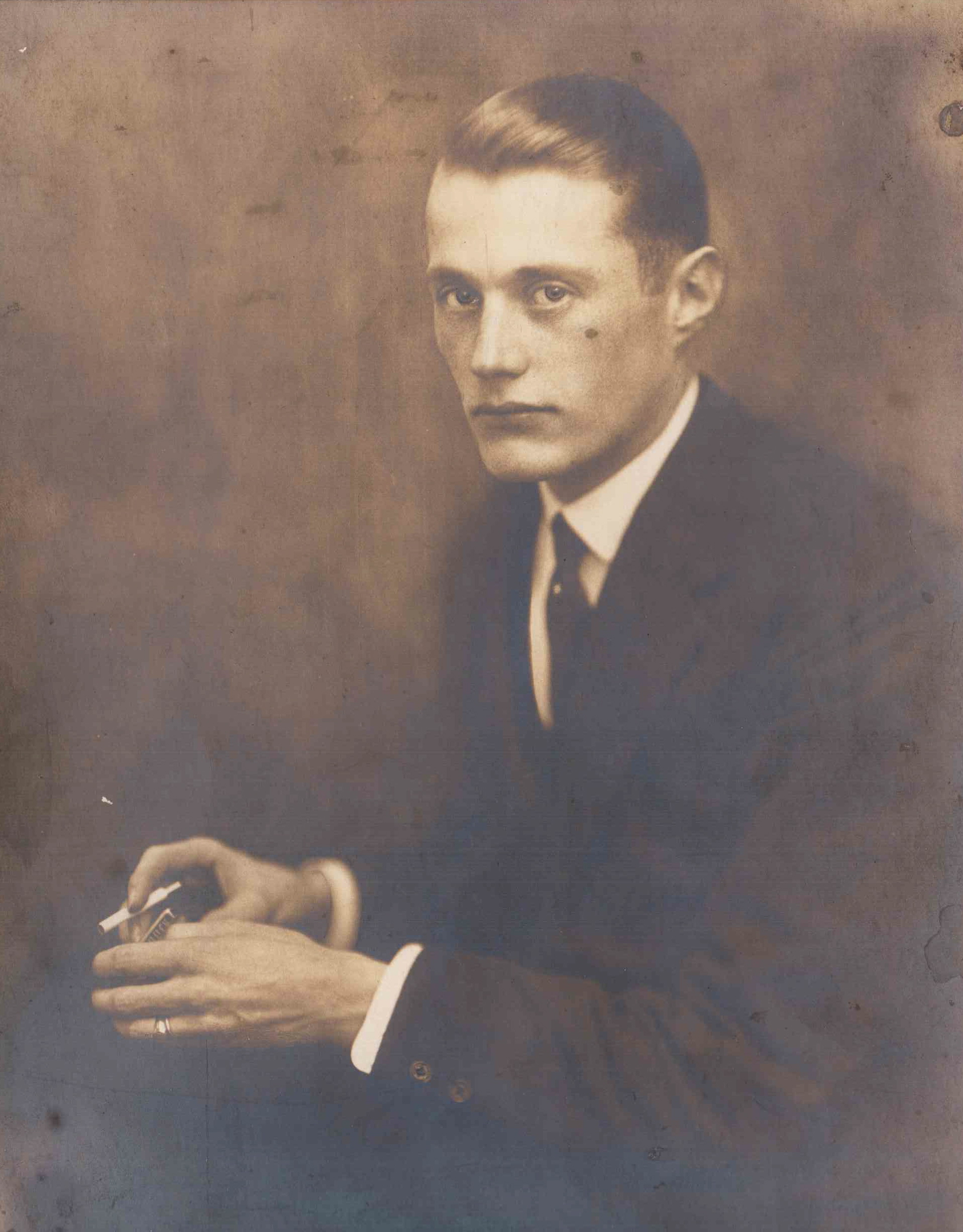
Ulrich Wilhelm Graf Schwerin von Schwanenfeld (1902–1944)

- Schwerin von Schwanenfeld, Christoph Andreas Graf von (1933–1996), deutscher Verleger, Herausgeber, Übersetzer, Korrespondent für Radio Bremen und Memoiren-Autor
- Schwerin von Schwanenfeld, Ulrich Wilhelm Graf (1902–1944), deutscher Landwirt, Reserveoffizier und Widerstandskämpfer gegen den NationalsozialismusUlrich Wilhelm Graf Schwerin von Schwanenfeld (1902–1944)
- Schwerin von Schwanenfeld, Wilhelm Graf (* 1929), deutscher Land- und Forstwirt, Präsident der Johanniter-Unfall-Hilfe
- Schwerin, Alexandra von (* 1962), deutsche Schauspielerin und Hörspielsprecherin
- Schwerin, Alfred Graf von (1859–1946), preußischer Gutsbesitzer und Politiker
- Schwerin, Amélie von (1819–1897), schwedische Landschaftsmalerin und Tiermalerin
- Schwerin, Bernhard von (1831–1906), preußischer Großgrundbesitzer und Mitglied des Preußischen Herrenhauses
- Schwerin, Bogislav von (1851–1926), preußischer General
- Schwerin, Bogislaw von (1622–1678), kurbrandenburgischer Kammerherr, Geheimer Kriegsrat und Offizier, zuletzt Generalmajor
- Schwerin, Botho von (1866–1917), Elektrochemiker
- Schwerin, Carl Magnus von (1715–1775), preußischer Generalmajor, Chef des Infanterie-Regiments Nr. 43 und Ritter des Pour le Mérite
- Schwerin, Christian (* 1989), deutscher Handballspieler
- Schwerin, Claudius von (1880–1944), deutscher Rechtshistoriker
- Schwerin, Detlef Graf von (* 1944), deutscher Historiker und Polizeipräsident
- Schwerin, Detlof von (1869–1940), deutscher Generalmajor
- Schwerin, Dettlof von (1650–1707), General in niederländischen, hessen-kasselschen und mecklenburgischen Diensten
- Schwerin, Eberhard von (1894–1959), deutscher Journalist und Politiker (NSDAP)
- Schwerin, Eckart (1937–2009), deutscher Pastor und Hochschullehrer in Mecklenburg, kurzzeitig Staatssekretär in der Regierung de Maizière
- Schwerin, Edwin (1886–1959), deutscher Ingenieur
- Schwerin, Erckhinger von (1906–1979), deutscher Jurist
- Schwerin, Erdmann Friedrich von (1704–1753), Landrat des Usedom-Wollinschen Kreises
- Schwerin, Erhard (1939–2016), deutscher Fußballtorhüter
- Schwerin, Ernst (1869–1946), deutscher Unternehmer
- Schwerin, Friedrich Albert von (1717–1789), preußischer Generalmajor, Oberstallmeister und Geheimer Etatsminister
- Schwerin, Friedrich August Leopold Karl von (1750–1836), preußischer Generalmajor und Chef des Kürassierregiments Nr. 3
- Schwerin, Friedrich Bogislav von (1674–1747), preußischer Minister
- Schwerin, Friedrich Carl Heinrich von (1768–1805), Präsident der Kriegs- und Domänenkammer Aurich
- Schwerin, Friedrich Ernst von (1863–1936), preußischer Beamter
- Schwerin, Friedrich Julius von (1699–1747), preußischer Generalmajor
- Schwerin, Friedrich Leopold von (1699–1750), königlich preußischer Generalmajor, Kommandeur des Füsilier-Regiments Nr. 46 Württemberg sowie Amtshauptmann von Driesen
- Schwerin, Friedrich Rudolf Bernhard von (1869–1924), Gutsbesitzer und königlicher preußischer Hofmarschall
- Schwerin, Friedrich Wilhelm Adolf von (1791–1856), preußischer Landrat
- Schwerin, Friedrich Wilhelm Felix von (1740–1809), preußischer Generalmajor, Kommandeur des Garderegiments (15b), Erbherr auf Wisbuhr und Grabow
- Schwerin, Friedrich Wilhelm Ludwig von (1862–1925), preußischer Beamter, zuletzt Regierungspräsident in Frankfurt
- Schwerin, Fritz Graf von (1856–1934), deutscher Dendrologe und Schriftsteller
- Schwerin, Gerhard Graf von (1899–1980), deutscher General der Panzertruppe im Zweiten WeltkriegGerhard Graf von Schwerin (1899–1980)

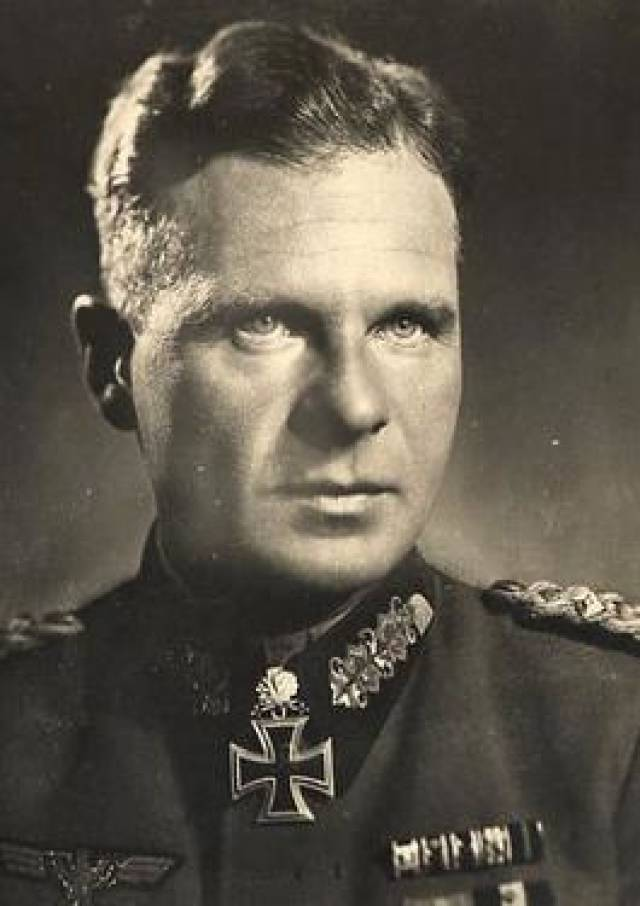
Gerhard Graf von Schwerin (1899–1980)

- Schwerin, Hans Bogislav Graf von (1883–1967), deutscher Regierungsbeamter in Deutsch-Südwestafrika
- Schwerin, Hans Bogislav von (1683–1747), preußischer Diplomat, Verwaltungsbeamter und Landjägermeister
- Schwerin, Hans-Bone von (1898–1965), hessischer Landrat (CDU)
- Schwerin, Hans-Hugold von (1853–1912), schwedischer Afrikaforscher
- Schwerin, Heinrich von (1776–1839), preußischer Landrat, Landschaftsdirektor
- Schwerin, Heinrich von (1836–1888), deutscher Politiker
- Schwerin, Heinz (1910–1948), deutscher Innenarchitekt und Kunsthandwerker
- Schwerin, Hermann (1902–1970), deutscher Jurist, Filmfirmenmanager und Filmproduzent
- Schwerin, Hermann Otto Louis Karl von (1851–1918), preußischer Agrarier und Mitglied des Preußischen Herrenhauses
- Schwerin, Herrmann von (1776–1858), preußischer Generalmajor
- Schwerin, Jakob Philipp von (1719–1779), schwedischer Reichsrat, Präsident des Wismarer Tribunals
- Schwerin, Jeanette (1852–1899), deutsche Sozialarbeiterin und Frauenrechtlerin
- Schwerin, Karl von (1844–1901), deutscher Verwaltungsbeamter und Landwirt
- Schwerin, Kerrin Gräfin von (* 1941), deutsche Historikerin
- Schwerin, Kurt Christoph von (1684–1757), preußischer GeneralfeldmarschallKurt Christoph von Schwerin (1684–1757)

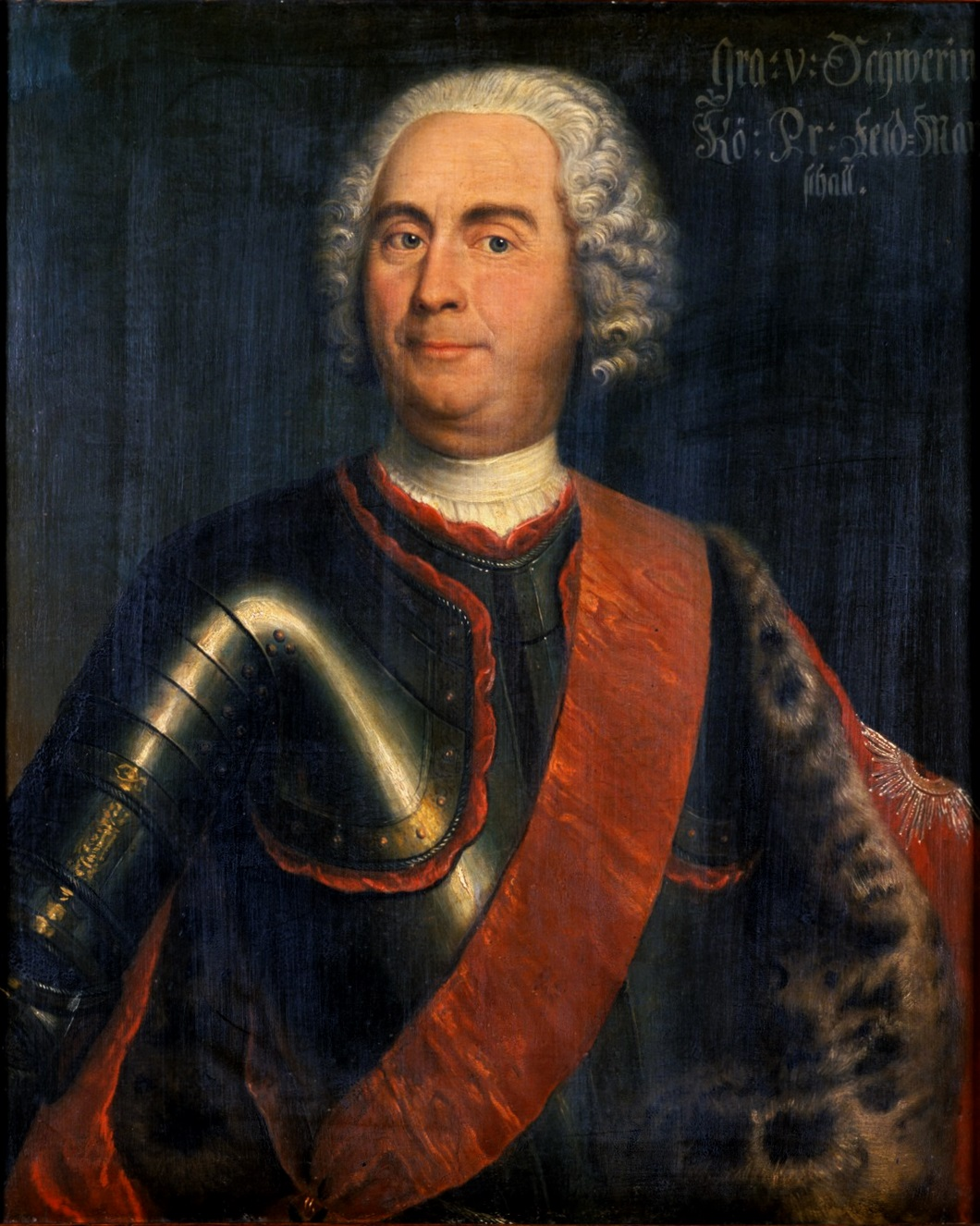
Kurt Christoph von Schwerin (1684–1757)

- Schwerin, Kurt Detloff von (1853–1908), deutscher Verwaltungsjurist, Politiker und Rittergutsbesitzer
- Schwerin, Kurt von (1817–1884), preußischer General der Infanterie
- Schwerin, Ludwig (1897–1983), deutsch-israelischer Maler, Grafiker und Buchillustrator
- Schwerin, Magnus Carl Ferdinand Bogislaus von (1746–1810), preußischer Oberst und zuletzt Kommandant der Festung Silberberg
- Schwerin, Manfred (* 1950), deutscher Biologe und Hochschullehrer
- Schwerin, Margarete Gräfin von (* 1952), deutsche Juristin, Richterin und Präsidentin des Oberlandesgerichts Köln
- Schwerin, Moritz Friedrich Wilhelm von (1745–1829), preußischer Offizier und Landrat
- Schwerin, Otto (1890–1936), deutscher Schriftsteller
- Schwerin, Otto Magnus von (1701–1777), preußischer General
- Schwerin, Otto von (1616–1679), preußischer Politiker, Minister von Brandenburg-Preußen
- Schwerin, Otto von (1645–1705), kurbrandenburgisch-preußischer Geheimer Rat und Diplomat
- Schwerin, Otto von (1851–1939), preußischer Generalleutnant
- Schwerin, Philipp Adolph von (1738–1815), preußischer Generalmajor, Chef des Infanterieregiments Nr. 26, persönlicher Freund des Prinzen Heinrich
- Schwerin, Philipp Bogislav von (1700–1751), preußischer Generalleutnant, Chef des Infanterieregiments Nr. 13, Amtshauptmann von Zossen und Drost von Bislich im Herzogtum Kleve
- Schwerin, Reimar Julius von (1695–1754), preußischer Generalleutnant, Chef des Dragoner-Regiments Nr. 2
- Schwerin, Ricarda (1912–1999), deutsch-israelische Fotografin
- Schwerin, Richard Graf von (1892–1951), deutscher Generalleutnant im Zweiten Weltkrieg
- Schwerin, Sophie von (1785–1863), preußische Adlige und Schriftstellerin
- Schwerin, Ulrich Graf von (1864–1930), deutscher Botschafter
- Schwerin, Ulrich von († 1575), deutscher Großhofmeister von Pommern-Wolgast
- Schwerin, Ulrich von (* 1980), deutscher Historiker, Journalist und Redakteur der Neuen Zürcher Zeitung (NZZ)
- Schwerin, Victor von (1814–1903), pommerscher Rittergutsbesitzer, preußischer Politiker
- Schwerin, Wilhelm von (1739–1802), preußischer Generalleutnant, Regimentschef und Gouverneur von Thorn
- Schwerin, Wilhelm von (1773–1815), preußischer Oberst
- Schwerin, Wolfgang (1954–2020), deutscher Fußballspieler
- Schwerin-Löwitz, Hans von (1847–1918), deutscher Großgrundbesitzer und Offizier, MdR
- Schwerin-Putzar, Maximilian von (1804–1872), pommerscher Rittergutsbesitzer; liberaler Parlamentarier und Minister in Preußen
- Schweriner, Artur (1882–1941), deutscher Schriftsteller und Journalist
- Schweriner, Oskar Theodor (1873–1934), deutschamerikanischer Journalist und Schriftsteller
- Schwering, Bernd (1945–2019), deutscher Maler und Grafiker
- Schwering, Ernst (1886–1962), deutscher Politiker (CDU), MdL, Kölner Oberbürgermeister
- Schwering, Herbert (* 1959), deutscher Filmproduzent
- Schwering, Julius (1863–1941), deutscher Germanist
- Schwering, Karl (1846–1925), deutscher Mathematiker, Pädagoge und Schulleiter
- Schwering, Karl (1879–1948), deutscher Verwaltungsbeamter
- Schwering, Leo (1883–1971), deutscher Historiker, Philologe, Gymnasiallehrer und Politiker (CDU), MdL
- Schwering, Ludwig (1846–1919), deutscher Architekt, Eisenbahningenieur und Präsident der Eisenbahndirektion Saarbrücken
- Schwering, Markus (* 1956), deutscher Kulturjournalist
- Schwering, Walther (1885–1915), deutscher Klassischer Philologe
- Schwering-Sohnrey, Arndt (* 1968), deutscher SchauspielerArndt Schwering-Sohnrey (* 1968)

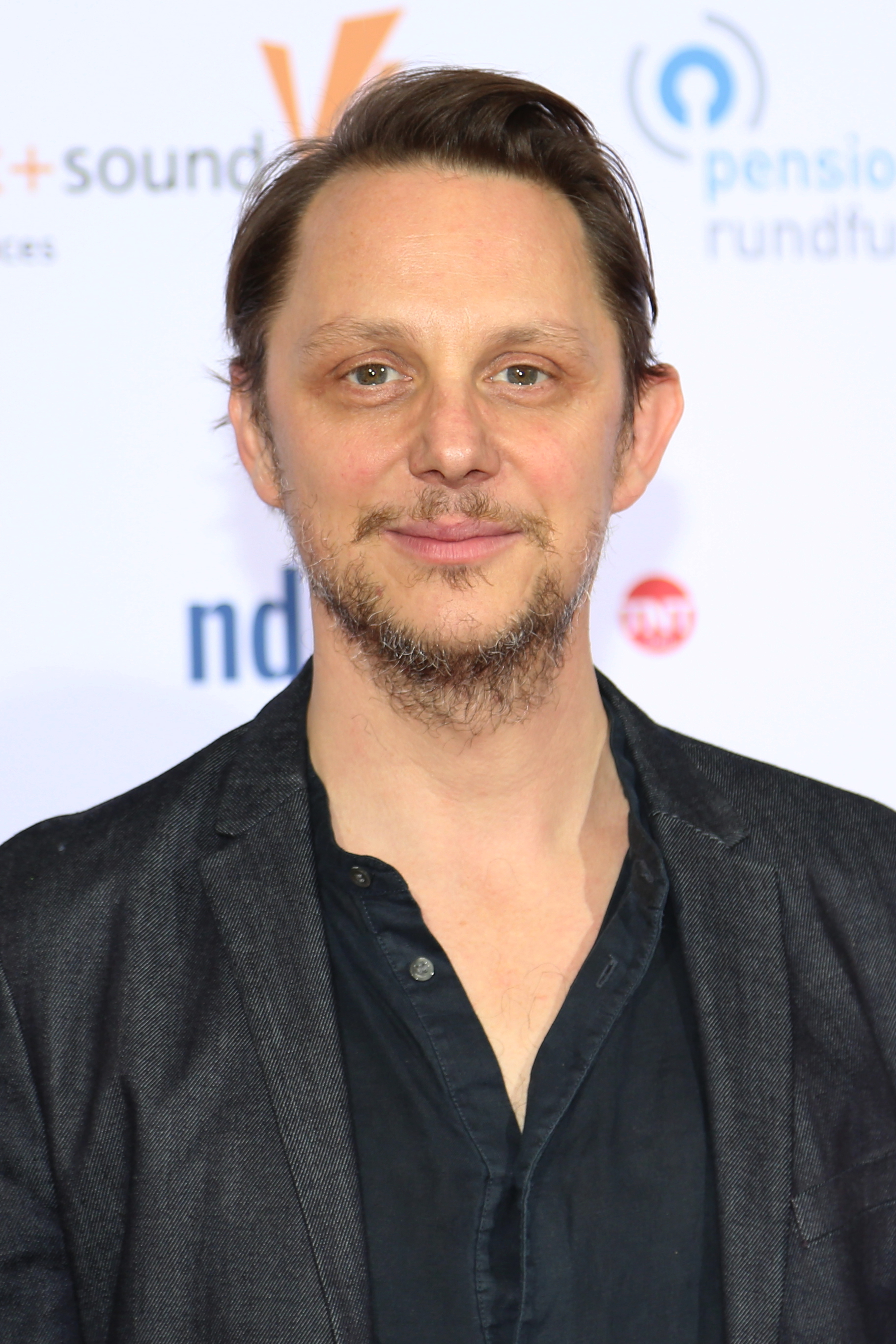
Arndt Schwering-Sohnrey (* 1968)

- Schwerinski, Lutz (* 1966), deutscher Fußballspieler
- Schwerk, Amelle (* 1994), deutsche Schauspielerin und Hörspielsprecherin
- Schwerk, Oskar (1869–1950), deutscher Generalmajor und SS-Obergruppenführer
- Schwerk, Wolfgang (* 1955), deutscher Ultraläufer
- Schwerkolt, Günther (1907–1997), deutscher Schauspieler, Autor, Komponist, Kabarettist und Synchronsprecher
- Schwerla, Carl Borro (1903–1986), deutscher Autor und Regisseur
- Schwermann, Christian (* 1967), deutscher Sinologe
- Schwermann, Julian (* 1999), deutscher Fußballspieler
- Schwermer, Felix-Benjamin (* 1987), deutscher Fußballschiedsrichter
- Schwermer, Gebhard (1930–2007), deutscher Künstler und Gymnasiallehrer
- Schwermer, Heidemarie (1942–2016), deutsche Psychotherapeutin und Buchautorin
- Schwermer, Henry (1864–1918), deutscher Unternehmer
- Schwermer, Joachim (* 1950), deutscher Mathematiker
- Schwermer, Miriam (* 1994), deutsche FußballschiedsrichterinMiriam Schwermer (* 1994)

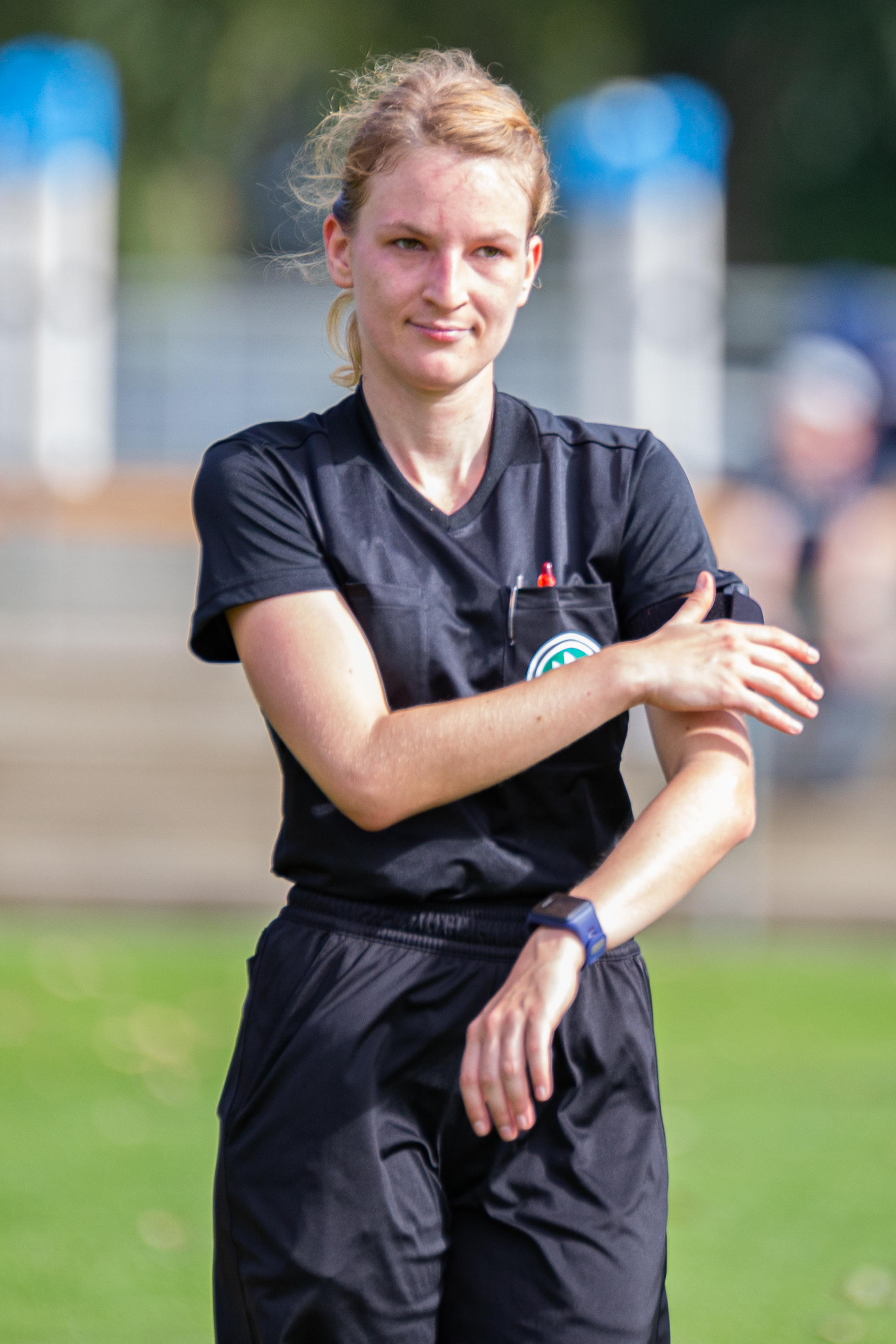
Miriam Schwermer (* 1994)

- Schwerner, Michael (1939–1964), amerikanischer Bürgerrechtler
- Schwernik, Nikolai Michailowitsch (1888–1970), sowjetischer Politiker
- Schwers, Alex, deutscher Musiker und KonzertveranstalterAlex Schwers

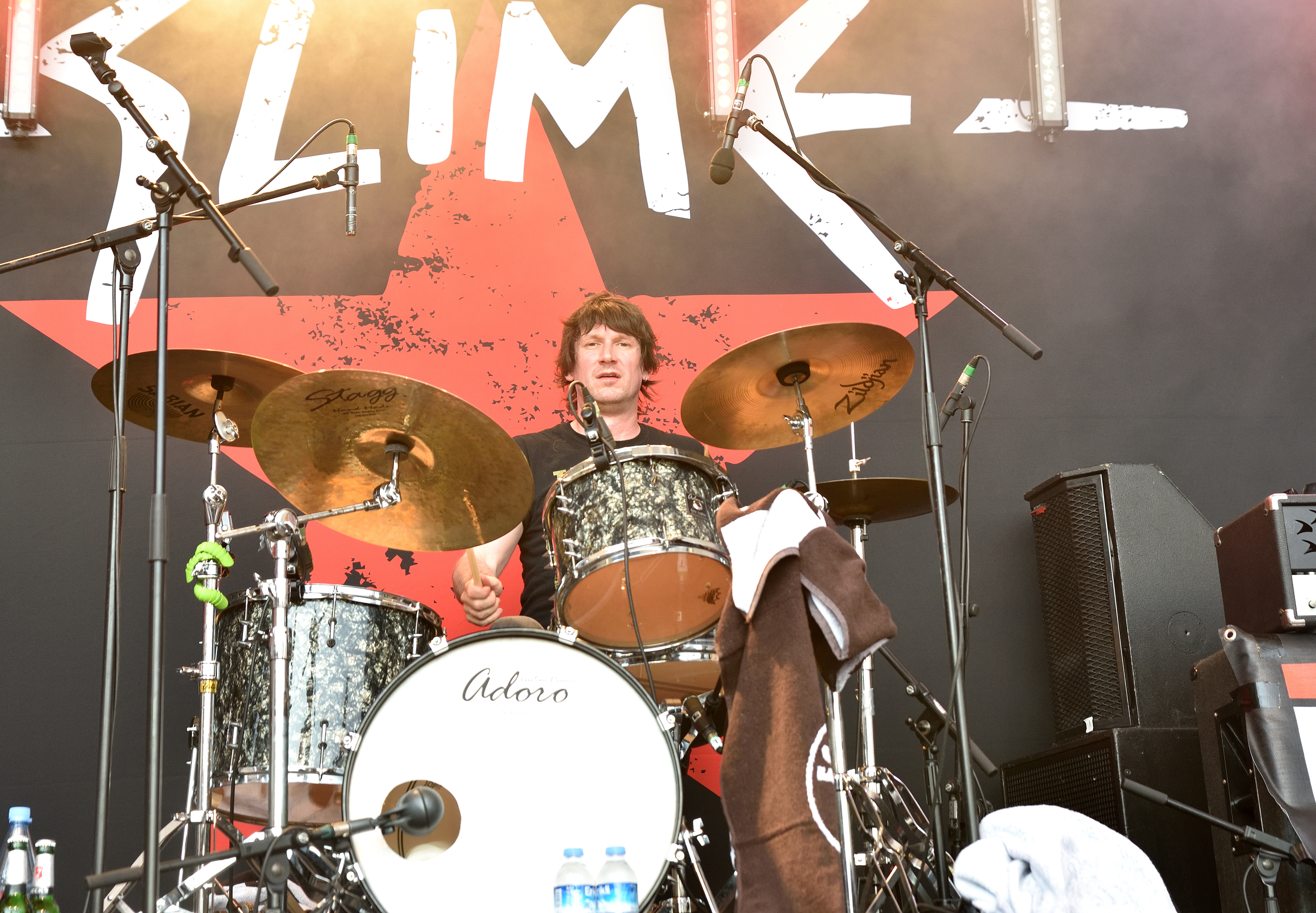
Alex Schwers

- Schwersenz, Jizchak (1915–2005), deutscher Lehrer und Widerstandskämpfer gegen den Nationalsozialismus
- Schwert, Johann (1907–2013), deutscher Widerstandskämpfer gegen den Nationalsozialismus
- Schwert, Pius L. (1892–1941), US-amerikanischer Politiker
- Schwertberger, Gerald (1941–2014), österreichischer Komponist, klassischer Gitarrist und Hochschullehrer
- Schwertel, Michael (* 1973), deutscher Medienproduzent, Gestalter und Professor für Medienmanagement
- Schwertfeger, Bärbel (* 1956), deutsche Psychologin, Autorin und Journalistin
- Schwertfeger, Bernhard (1868–1953), deutscher Militärhistoriker und Revisionist
- Schwertfeger, Christa (1928–2008), deutsche Schauspielerin
- Schwertfeger, Johannes († 1524), deutscher Theologe und Rechtswissenschaftler
- Schwertfeger, Kai (* 1988), deutscher Fußballspieler
- Schwertfeger, Leonard Theodor, preußischer Architekt des Barock in St. Petersburg
- Schwertfeger, Wolrad (1905–1992), deutscher Jurist und Politiker (NSDAP)
- Schwertfeger, Yohanna (* 1982), deutsche Schauspielerin
- Schwertführer, Arthur von (1891–1967), österreichisch-deutscher Fotograf und Kameramann
- Schwertheim, Elmar (1943–2022), deutscher Althistoriker
- Schwertmann, Leonie (* 1994), deutsche Volleyballspielerin
- Schwertmann, Udo (1927–2016), deutscher Bodenkundler und Hochschullehrer
- Schwertner, Augustus John (1870–1939), US-amerikanischer Geistlicher, Bischof von Wichita
- Schwertner, David (1625–1666), deutscher lutherischer Theologe
- Schwertner, Edwin (1932–2016), deutscher SED-Funktionär, Büroleiter des Politbüros des ZK der SED in der DDR
- Schwertner, Erich (1918–1965), deutscher Politiker der (FDP/DPS), MdL, MdB
- Schwertner, Johann David (1658–1711), deutscher lutherischer Theologe und Geistlicher
- Schwertner, Klaus (* 1976), österreichischer Sozialmanager
- Schwertner, Siegfried (1936–2012), deutscher evangelischer Theologe und Bibliothekar
- Schwertsik, Christa (* 1941), österreichische Sängerin, Schauspielerin, Regisseurin und Hochschullehrerin
- Schwertsik, Kurt (* 1935), österreichischer Komponist und MusikpädagogeKurt Schwertsik (* 1935)

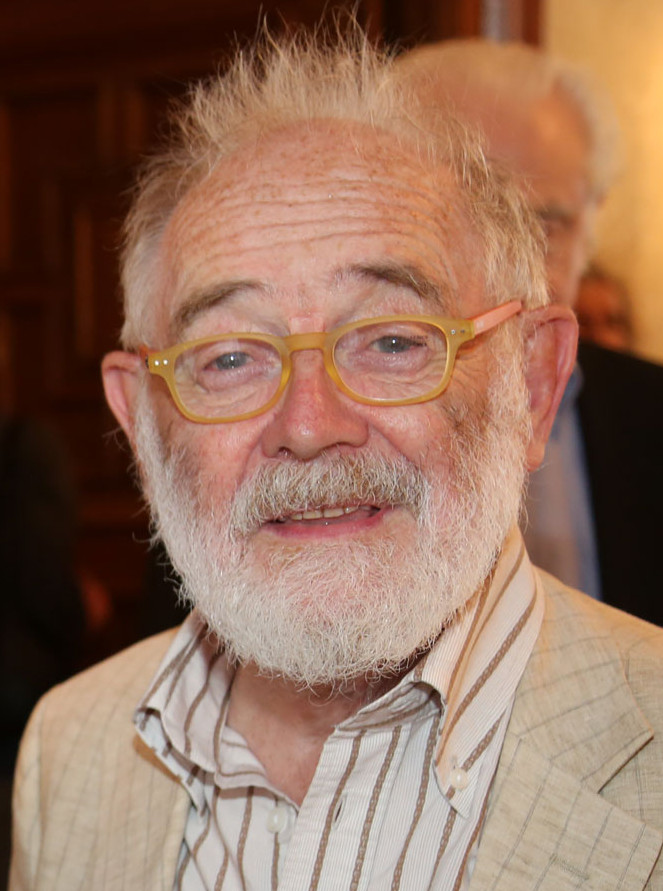
Kurt Schwertsik (* 1935)

- Schwertzell von und zu Willingshausen, Johann (1657–1722), Obervorsteher der althessischen Ritterschaft, Oberstlieutenant der Hessen-kasselschen Armee
- Schwertzell, Friedrich von (1784–1858), Gutsbesitzer, Mitglied der kurhessischen Ständeversammlung
- Schwertzell, Gerhard von (1854–1919), deutscher Landrat und Abgeordneter des Provinziallandtages der Provinz Hessen-Nassau
- Schwertzell, Johann Bernhard von (1654–1723), dänischer Generalleutnant
- Schwertzell, Wilhelm von (1800–1872), Oberzolldirektor und Abgeordneter der kurhessischen Ständeversammlung
- Schwertzell, Wilhelmine von (1790–1849), deutsche Komponistin, Dichterin und Märchensammlerin der Brüder Grimm
- Schwertzer, Sebalt (1552–1598), deutscher Alchemist und Berghauptmann
- Schwery, Henri (1932–2021), Schweizer Geistlicher, römisch-katholischer Bischof von Sitten und Kardinal
- Schwerz, Johann Nepomuk Hubert von (1759–1844), deutscher Agrarwissenschaftler
- Schwerzek, Karl (1848–1918), österreichischer Bildhauer
- Schwerzenbach, Carl von (1850–1926), österreichischer Unternehmer und Altertumsforscher
- Schwerzmann, Beat (* 1966), Schweizer Ruderer
- Schwerzmann, Ingeburg (* 1967), deutsche Ruderin
- Schwerzmann, Kurt (1946–2022), Schweizer Grafiker und Zeitungsdesigner
- Schwerzmann, Marcel (* 1965), Schweizer Politiker
- Schwerzmann, Ruth (* 1947), Schweizer Politikerin (FDP)
- Schwerzmann, Silvan (1800–1866), Schweizer Politiker und Richter
- Schwerzmann, Wilhelm (1877–1966), Schweizer Bildhauer und Plastiker

### Schwes
- Schweser, Johann Friedrich (1606–1681), Jurist und Hofrat bei der brandenburg-bayreuthischen Regierung
- Schweser, Konrad (1899–1975), deutscher Baumeister und Gerechter unter den Völkern
- Schwesig, Karl (1898–1955), deutscher Maler
- Schwesig, Manuela (* 1974), deutsche Politikerin (SPD), MdLManuela Schwesig (* 1974)

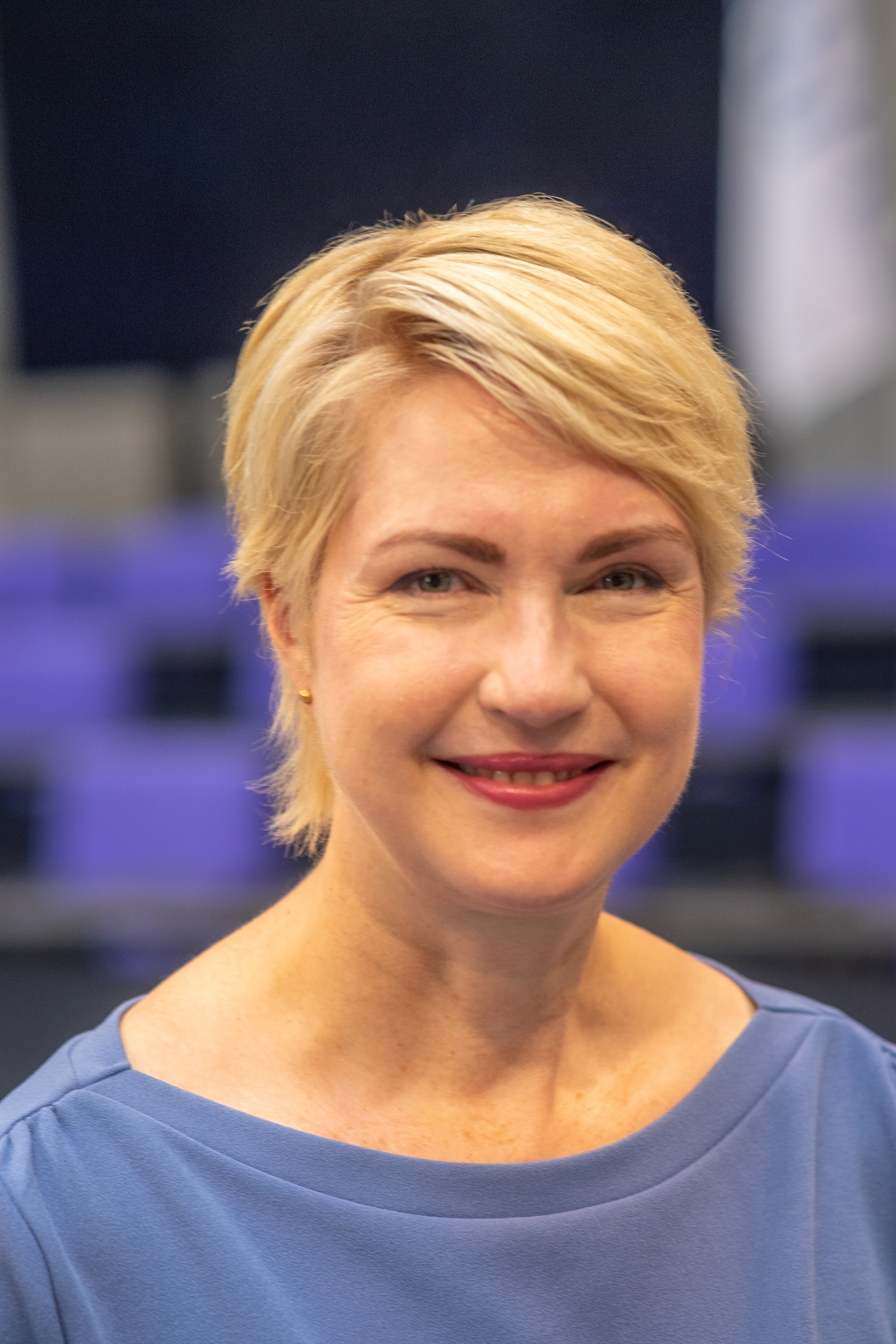
Manuela Schwesig (* 1974)

- Schwesig, Paul (* 1985), deutscher Schauspieler und Theaterregisseur
- Schwesinger, Hartmut (* 1949), deutscher Manager
- Schwesinger, Marie (* 1988), deutsche Regisseurin
- Schwesinger, Oliver (* 1971), deutscher Journalist und Moderator
- Schwesta Ebra, österreichische Musikerin und Künstlerin
- Schwesta Ewa (* 1984), polnische Rapperin
- Schwester Sara (* 1946), ägyptische Ordensfrau, die seit Schwester Emmanuelles Tod deren Werk und die Arbeit der „Mutter der Müllmenschen von Kairo“ weiterführt

### Schwet
- Schweter, Johannes (1901–1985), deutscher Politiker (NSDAP), MdR
- Schwethelm, Godehard (1899–1992), deutscher Architekt
- Schwethelm, Philipp (* 1989), deutscher Basketballspieler
- Schwetje, Gerhard (1936–2020), deutscher Politiker (CDU) und römisch-katholischer Priester
- Schwetje, Hiltrud (* 1948), deutsche Politikerin, Sozialwissenschaftlerin, ehemalige Ehefrau des späteren Bundeskanzlers Gerhard Schröder
- Schwetje, Sonja, deutsche Betriebswirtin und Journalistin
- Schwetlick, Hubert (* 1942), deutscher Mathematiker
- Schwetlick, Klaus (* 1932), deutscher Chemiker
- Schwetschke, Carl August (1756–1839), deutscher Verleger
- Schwetschke, Carl Ferdinand (1798–1843), deutscher Verleger
- Schwetschke, Carl Gustav (1804–1881), deutscher Verleger
- Schwetter, Anton (1850–1917), österreichischer Pädagoge und Heimatforscher
- Schwetter, Hardy (* 1971), deutscher Sänger und SchauspielerHardy Schwetter (* 1971)

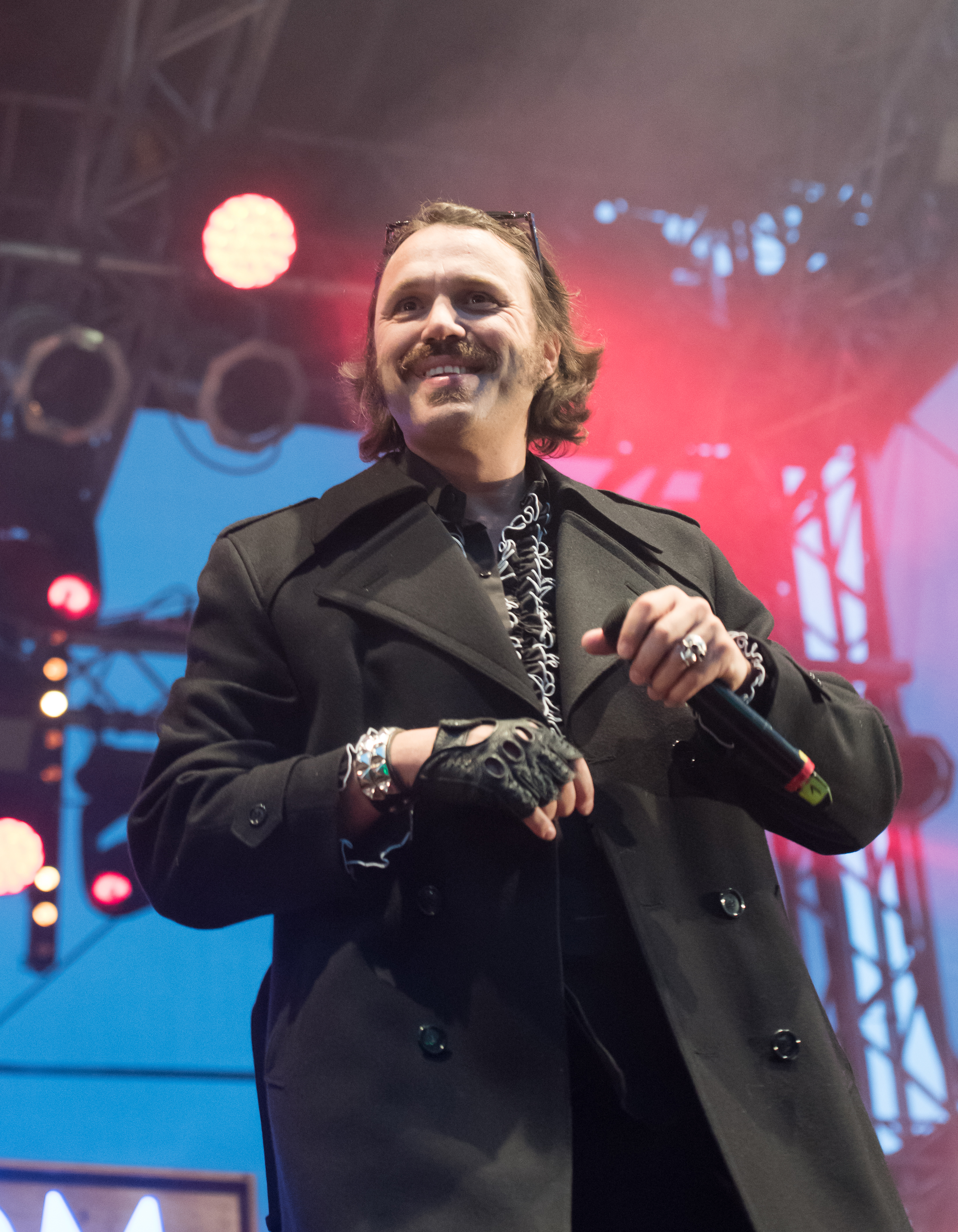
Hardy Schwetter (* 1971)

- Schwetter, Karl (1914–2002), österreichischer Schauspieler und Filmproduktionsleiter
- Schwettmann, Lars (* 1973), deutscher Ökonom und Hochschullehrer
- Schwetz, Elisabeth (* 1982), österreichische Beamtin, Bezirkshauptfrau und Volksanwältin
- Schwetz, Karl (1888–1965), österreichischer Maler und Grafiker
- Schwetz, Maximilian (* 1991), deutscher Triathlet
- Schwetz-Lehmann, Ida (1883–1971), österreichische Keramikerin und Bildhauerin von Kleinplastiken

### Schwey
- Schweydar, Wilhelm (1877–1959), deutsch-schweizerischer Geophysiker und Geodät
- Schweyer, Franz Xaver (1868–1935), deutscher Jurist, Verwaltungsbeamter und Politiker (BVP), bayerischer StaatsministerFranz Xaver Schweyer (1868–1935)

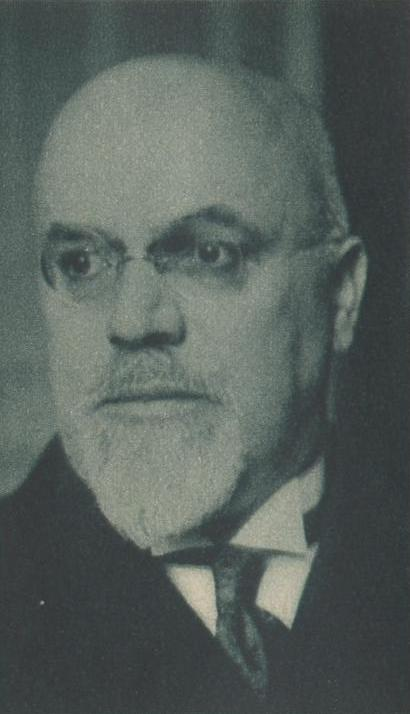
Franz Xaver Schweyer (1868–1935)

- Schweyer, Stefan (* 1970), Schweizer evangelischer praktischer Theologe und Pfarrer

### Schwez
- Schwez, Aljona (* 2001), russische Singer-Songwriterin und Gitarristin
- Schwez, Anton Olegowitsch (* 1993), russischer Fußballspieler
- Schwez, Fedir (1882–1940), ukrainischer Geologe, Hochschullehrer und Politiker
- Schwez, Igor Wassiljewitsch, russischer Physiker und Professor für Materialwissenschaften am Trinity College Dublin
- Schwez, Juri (* 1952), russischer Spion des KGB in den USA
- Schwez, Oksana (1955–2022), sowjetische bzw. ukrainische Schauspielerin
- Schwez, Wladimir Afanassjewitsch (1916–1991), ukrainisch-russischer Musikpädagoge, Musikwissenschaftler, Übersetzer und Komponist
- Schwezoff, David (* 1979), ungarisch-deutscher Landesrabbiner von Rheinland-Pfalz
- Schwezow, Arkadi Dmitrijewitsch (1892–1953), sowjetischer Triebwerkskonstrukteur
- Schwezow, Sergei Alexandrowitsch (* 1960), sowjetischer Fußballspieler
- Schwezow, Wassili Iwanowitsch (1898–1958), sowjetischer Generaloberst
- Schwezow, Wiktor (* 1969), ukrainischer Fußballschiedsrichter
- Schwezowa, Ljudmila Iwanowna (1949–2014), russische Politikerin